# Douglas MacArthur
Douglas MacArthur (Little Rock, 26 de janeiro de 1880 – Washington, D.C., 5 de abril de 1964) foi um líder militar americano que serviu como General do Exército dos Estados Unidos, bem como Marechal de Campo do Exército Filipino. Serviu com distinção na Primeira Guerra Mundial, foi Chefe do Estado-Maior do Exército dos Estados Unidos durante a década de 1930 e desempenhou um papel proeminente no Teatro do Pacífico durante a Segunda Guerra Mundial. MacArthur foi indicado três vezes à Medalha de Honra, e a recebeu por seus serviços prestados na Campanha das Filipinas. Isso fez dele, junto com seu pai, Arthur MacArthur Jr., o primeiro pai e filho a receber a medalha. Ele foi um dos únicos cinco homens a ascender ao posto de General do Exército no Exército dos EUA, e o único que conferiu o posto de marechal de campo no Exército Filipino.
Criado em uma família de militares no Velho Oeste Americano, MacArthur foi orador da Turma da Academia Militar do Oeste do Texas e Primeiro Capitão da Academia Militar dos Estados Unidos em West Point, onde se formou como o primeiro da turma de 1903. Durante a ocupação de Veracruz pelos Estados Unidos em 1914, ele conduziu uma missão de reconhecimento, pela qual foi nomeado para a Medalha de Honra. Em 1917, foi promovido de major a coronel e tornou-se chefe do Estado-Maior da 42ª Divisão (Arco-Íris). Na Frente Ocidental durante a Primeira Guerra Mundial, ele ascendeu ao posto de general de brigada, foi novamente nomeado para uma Medalha de Honra e foi premiado duas vezes com a Cruz de Serviço Distinto e a Estrela de Prata sete vezes.
De 1919 a 1922, MacArthur serviu como Superintendente da Academia Militar dos EUA, onde tentou uma série de reformas. Sua próxima missão foi nas Filipinas, onde em 1924 ele foi fundamental para reprimir o motim dos escoteiros filipinos. Em 1925, ele se tornou o mais jovem major-general do Exército. Ele serviu na corte marcial do Brigadeiro General Billy Mitchell e foi presidente do Comitê Olímpico Americano durante os Jogos Olímpicos de Verão de 1928 em Amsterdã. Em 1930, tornou-se Chefe do Estado-Maior do Exército dos EUA. Como tal, esteve envolvido na expulsão dos manifestantes do Bonus Army de Washington, D.C., em 1932, e no estabelecimento e organização do Corpo de Conservação Civil. Em 1935 tornou-se Conselheiro Militar do Governo da Commonwealth das Filipinas. Ele se aposentou do Exército em 1937 e continuou como principal conselheiro militar das Filipinas.
MacArthur foi chamado de volta ao serviço ativo em 1941 como comandante das Forças do Exército dos Estados Unidos no Extremo Oriente. Seguiu-se uma série de desastres, começando com uma grande parte de suas forças aéreas sendo destruídas em 8 de dezembro de 1941 no ataque a Clark Field e na invasão japonesa das Filipinas. As forças de MacArthur logo foram obrigadas a retirar-se para Bataan, onde resistiram até maio de 1942. Em março de 1942, MacArthur, sua família e sua equipe deixaram a vizinha Ilha Corregidor e fugiram para a Austrália, onde MacArthur se tornou Comandante Supremo da Área Sudoeste do Pacífico. Ao chegar, MacArthur fez um discurso no qual prometeu que "voltaria" às Filipinas. Depois de mais de dois anos de luta, ele cumpriu essa promessa. Por sua defesa das Filipinas, MacArthur recebeu a Medalha de Honra. Ele aceitou oficialmente a Rendição do Japão em 2 de setembro de 1945 e supervisionou a Ocupação do Japão de 1945 a 1951. Como governante efetivo do Japão, ele supervisionou mudanças económicas, políticas e sociais radicais. Ele liderou o Comando das Nações Unidas na Guerra da Coreia com sucesso inicial; entretanto, a invasão da Coreia do Norte levou os chineses a entrar na guerra, causando uma série de grandes derrotas. MacArthur foi controversamente removido do comando pelo presidente Harry S. Truman em 11 de abril de 1951. Mais tarde, ele se tornou presidente do conselho da Remington Rand. Ele morreu em Washington, D.C., em 5 de abril de 1964.

## Biografia

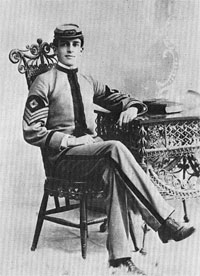
MacArthur como estudante na Academia Militar do Oeste do Texas no final da década de 1890

Um "pirralho militar", Douglas MacArthur nasceu em 26 de janeiro de 1880, em Little Rock, no Arkansas, filho de Arthur MacArthur Jr., capitão do Exército dos EUA, e sua esposa, Mary Pinkney Hardy MacArthur (apelidada de "Pinky").  era filho do jurista e político escocês Arthur MacArthur Sr.  mais tarde receberia a Medalha de Honra por suas ações com o Exército da União na Batalha de Missionary Ridge durante a Guerra Civil Americana,  e seria promovido ao posto de tenente-general.  Pinky veio de uma família proeminente deNorfolk, Virgínia.  Dois de seus irmãos lutaram pelo Sul na Guerra Civil e se recusaram a comparecer ao casamento.  MacArthur também é parente distante de Matthew C. Perry, um Comodoro da Marinha dos EUA. Arthur e Pinky tiveram três filhos, dos quais Douglas era o mais novo, depois de Arthur III (nascido em 1876) e Malcolm (1878).  A família viveu em uma sucessão de postos do Exército no Velho Oeste Americano. As condições eram primitivas e Malcolm morreu de sarampo em 1883.  Em suas memórias, Reminiscências, MacArthur escreveu: "Aprendi a andar e a atirar antes mesmo de saber ler ou escrever - na verdade, quase antes de saber andar e falar."  Douglas era extremamente próximo de sua mãe e muitas vezes considerado um "filhinho da mamãe". Até por volta dos 8 anos, ela o vestia com saias e mantinha seus cabelos longos e cacheados.
O tempo de MacArthur na fronteira terminou em julho de 1889, quando a família se mudou para Washington, DC,  onde frequentou a Escola Pública Force. Seu pai foi enviado para San Antonio, Texas, em setembro de 1893. Enquanto estava lá, MacArthur frequentou a Academia Militar do Oeste do Texas,  onde foi premiado com a medalha de ouro por "bolsa de estudos e comportamento". Ele jogou no time de tênis da escola, zagueiro no time de futebol da escola e interbases no time de beisebol. Ele foi nomeado orador da turma, com média no último ano de 97,33 em 100.  O pai e o avô de MacArthur tentaram, sem sucesso, garantir a Douglas uma nomeação presidencial para a Academia Militar dos Estados Unidos em West Point, primeiro de Grover Cleveland e depois de William McKinley;  ambos foram rejeitados.  Mais tarde, ele passou no exame para uma nomeação do congressista Theobald Otjen,  com pontuação de 93,3.  Mais tarde, ele escreveu: "Foi uma lição que nunca esqueci. A preparação é a chave para o sucesso e a vitória." 
MacArthur ingressou em West Point em 13 de junho de 1899,  e sua mãe mudou-se para uma suíte no Craney's Hotel, com vista para o terreno da academia. O trote era comum em West Point nessa época, e MacArthur e seu colega de classe Ulysses S. Grant III foram escolhidos para atenção especial dos cadetes sulistas como filhos de generais com mães morando na casa de Craney. Quando o cadete Oscar Booz deixou West Point após sofrer um trote e posteriormente morrer de tuberculose, houve um inquérito no Congresso. MacArthur foi chamado para comparecer perante um comitê especial do Congresso em 1901, onde testemunhou contra cadetes implicados em trotes, mas minimizou seu próprio trote, embora os outros cadetes tenham contado a história completa ao comitê. Posteriormente, o Congresso proibiu atos "de natureza hostil, tirânica, abusiva, vergonhosa, insultuosa ou humilhante", embora os trotes continuassem.  MacArthur foi cabo da Companhia B em seu segundo ano, primeiro sargento da Companhia A em seu terceiro ano e primeiro capitão em seu último ano.  Ele jogou no campo esquerdo do time de beisebol e obteve academicamente 2.424,12 méritos de 2.470,00 ou 98,14% possíveis, que foi a terceira maior pontuação já registrada. Ele se formou em primeiro lugar em sua turma de 93 alunos em 11 de junho de 1903.  Na época era costume que os cadetes de alto escalão fossem comissionados no Corpo de Engenheiros do Exército dos Estados Unidos, portanto, MacArthur foi comissionado como segundo-tenente nesse corpo. 

## Oficial júnior

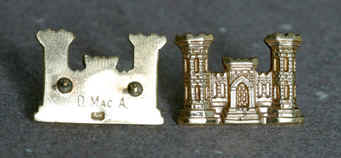
MacArthur foi engenheiro durante os primeiros 14 anos de sua carreira militar. Ele recebeu esses distintivos dourados do castelo como presente após a formatura. Ele carregou esses distintivos consigo por mais de 40 anos e em 1945 os deu ao major-general Leif J. Sverdrup, a quem ele considerou mais merecedor de usá-los. Sverdrup os entregou ao Chefe de Engenheiros em 1975. Desde então, todos os chefes de engenheiros usaram os distintivos de MacArthur.
MacArthur passou a licença de formatura com seus pais em Fort Mason, Califórnia, onde seu pai, agora major-general, comandava o Departamento do Pacífico. Posteriormente, ingressou no 3º Batalhão de Engenheiros, que partiu para as Filipinas em outubro de 1903. MacArthur foi enviado para Iloilo, onde supervisionou a construção de um cais em Camp Jossman. Ele conduziu pesquisas na cidade de Tacloban, Calbayog e Cebu City. Em novembro de 1903, enquanto trabalhava em Guimaras, foi emboscado por uma dupla de bandidos ou guerrilheiros filipinos; ele atirou e matou ambos.  Ele foi promovido a primeiro-tenente em Manila em abril de 1904.  Em outubro de 1904, seu período de serviço foi interrompido quando ele contraiu malária e intertrigo durante uma pesquisa em Bataan. Ele retornou para São Francisco, onde foi designado para a Comissão de Detritos da Califórnia. Em julho de 1905, tornou-se engenheiro-chefe da Divisão do Pacífico. 
Em outubro de 1905, MacArthur recebeu ordens para seguir para Tóquio para ser nomeado ajudante de campo de seu pai. Um homem que conhecia os MacArthurs nessa época escreveu que "Arthur MacArthur era o homem mais extravagantemente egoísta que já vi, até conhecer seu filho". Eles inspecionaram bases militares japonesas em Nagasaki, Kobe e Kyoto, depois seguiram para a Índia via Xangai, Hong Kong, Java e Singapura, chegando a Calcutá em janeiro de 1906. Na Índia, visitaram Madras, Tuticorin, Quetta, Karachi, a Fronteira Noroeste e o Passo Khyber. Eles então navegaram para a China via Bangkok e Saigon, e visitaram Cantão, Qingdao, Pequim, Tianjin, Hankou e Xangai antes de retornar ao Japão em junho. No mês seguinte eles retornaram aos Estados Unidos,  onde Arthur MacArthur retomou suas funções em Fort Mason, ainda com Douglas como seu assessor. Em setembro, Douglas recebeu ordens para se apresentar ao 2º Batalhão de Engenheiros no Quartel de Washington e se matricular na Escola de Engenharia. Enquanto estava lá, ele serviu como "assessor para auxiliar nas funções da Casa Branca" a pedido do presidente Theodore Roosevelt. 
Em agosto de 1907, MacArthur foi enviado para o escritório distrital de engenheiros em Milwaukee, onde seus pais moravam. Em abril de 1908, ele foi destacado para Fort Leavenworth, onde recebeu seu primeiro comando, Companhia K, 3º Batalhão de Engenheiros.  Ele se tornou ajudante de batalhão em 1909 e depois oficial de engenharia em Fort Leavenworth em 1910. MacArthur foi promovido a capitão em fevereiro de 1911 e nomeado chefe do Departamento de Engenharia Militar e da Escola de Engenheiros de Campo. Ele participou de exercícios em San Antonio, Texas, com a Divisão de Manobra em 1911 e serviu no Panamá em serviço destacado em janeiro e fevereiro de 1912. A morte repentina de seu pai em 5 de setembro de 1912 trouxe Douglas e seu irmão Arthur de volta a Milwaukee para cuidar de sua mãe, cuja saúde havia piorado. MacArthur solicitou uma transferência para Washington, D.C., para que sua mãe pudesse ficar perto do Hospital Johns Hopkins. O Chefe do Estado-Maior do Exército, Major General Leonard Wood, abordou o assunto com o Secretário da Guerra Henry L. Stimson, que providenciou para que MacArthur fosse destacado para o Gabinete do Chefe do Estado-Maior em 1912. 

## Expedição Veracruz
Em 21 de abril de 1914, o presidente Woodrow Wilson ordenou a ocupação de Veracruz. MacArthur juntou-se ao pessoal do quartel-general enviado para a área, chegando em 1º de maio de 1914. Ele percebeu que o apoio logístico de um avanço de Veracruz exigiria a ferrovia. Encontrando muitos vagões em Veracruz, mas nenhuma locomotiva, MacArthur decidiu verificar um relatório de que havia locomotivas em Alvarado. Por US$ 150 em ouro, adquiriu um carrinho de mão e os serviços de três mexicanos, que desarmou. MacArthur e seu grupo localizaram cinco motores em Alvarado, dois dos quais eram apenas switchers, mas os outros três eram exatamente o que era necessário. No caminho de volta para Veracruz, seu grupo foi atacado por cinco homens armados. O grupo fugiu e ultrapassou todos os homens armados, exceto dois, que MacArthur atirou. Logo depois, foram atacados por cerca de quinze cavaleiros. MacArthur levou três tiros nas roupas, mas saiu ileso. Um de seus companheiros foi levemente ferido antes dos cavaleiros se retirarem, depois que MacArthur atirou em quatro deles. Mais adiante, o grupo foi atacado pela terceira vez por três cavaleiros. MacArthur recebeu outro buraco de bala em sua camisa, mas seus homens, usando seu carrinho de mão, conseguiram fugir de todos os atacantes, exceto um. MacArthur atirou naquele homem e em seu cavalo; o grupo teve que retirar a carcaça do cavalo da pista antes de prosseguir. 
Um colega oficial escreveu a Wood recomendando que MacArthur fosse indicado para a Medalha de Honra. Wood fez isso e o Chefe de Gabinete Hugh L. Scott convocou um conselho para considerar o prêmio.  A direção questionou “a conveniência de este empreendimento ter sido empreendido sem o conhecimento do comandante geral no terreno”.  Este foi o Brigadeiro General Frederick Funston, ele próprio ganhador da Medalha de Honra, que considerou conceder a medalha a MacArthur "inteiramente apropriado e justificável".  No entanto, o conselho temia que “a concessão do prêmio recomendado pudesse encorajar qualquer outro oficial do estado-maior, em condições semelhantes, a ignorar o comandante local, possivelmente interferindo nos planos deste último”; consequentemente, MacArthur não recebeu nenhum prêmio. 

## Primeira Guerra Mundial

### Divisão Rainbow

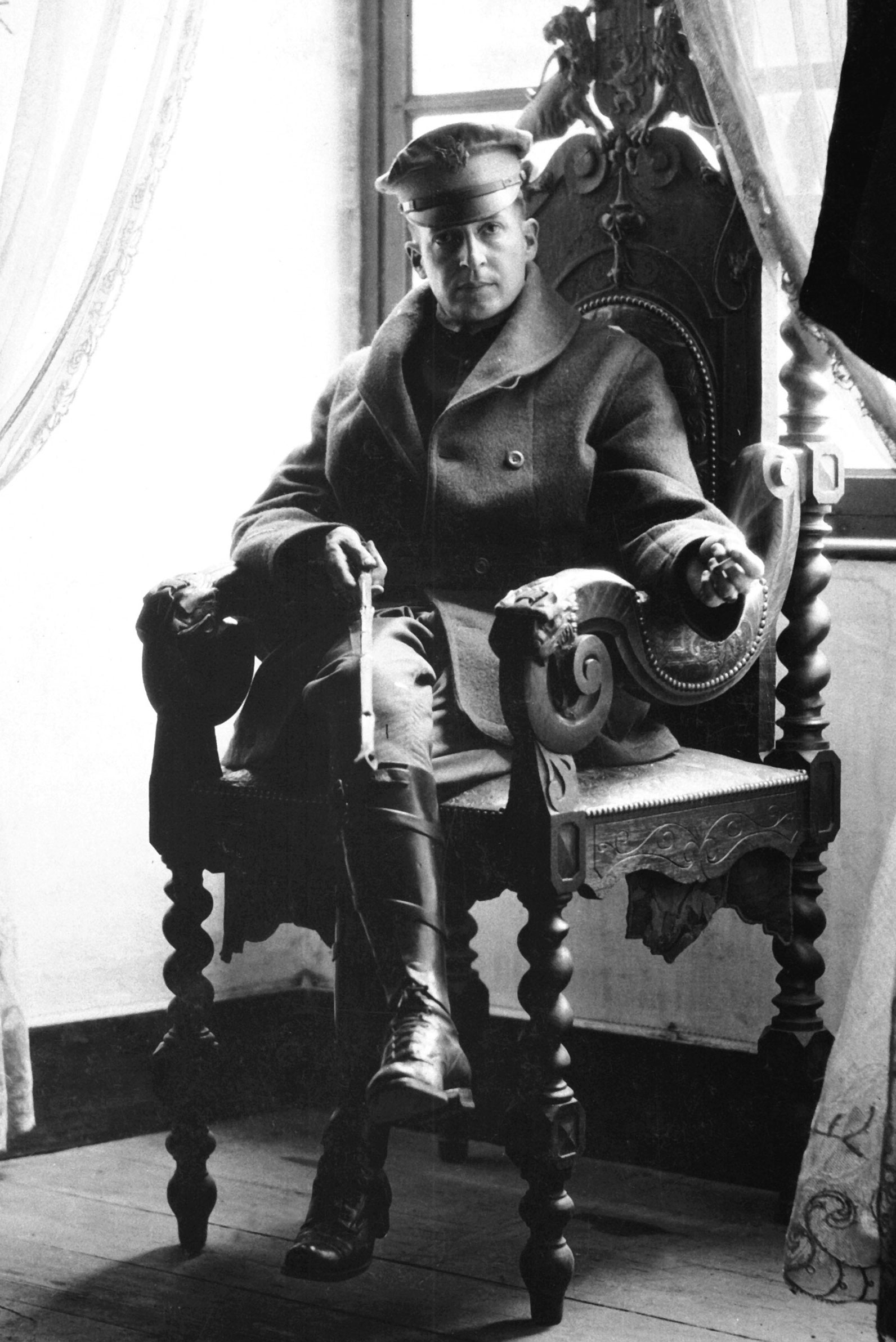
Brigadeiro General MacArthur segurando um chicote em um castelo francês, setembro de 1918

MacArthur retornou ao Departamento de Guerra, onde foi promovido a major em 11 de dezembro de 1915. Em junho de 1916, foi designado chefe do Bureau de Informações do gabinete do Secretário da Guerra, Newton D. Baker. Desde então, MacArthur é considerado o primeiro assessor de imprensa do Exército. 

Após a declaração de guerra à Alemanha em 6 de abril de 1917 e a subsequente entrada americana na Primeira Guerra Mundial, Baker e MacArthur garantiram um acordo do Presidente Wilson para o uso da Guarda Nacional na Frente Ocidental. MacArthur sugeriu enviar primeiro uma divisão organizada a partir de unidades de diferentes estados, de modo a evitar a aparência de favoritismo em relação a qualquer estado em particular. Baker aprovou a criação desta formação, que se tornou a 42ª Divisão Rainbow ("Arco-Íris") e nomeou o Major General William Abram Mann, chefe do Gabinete da Guarda Nacional, como seu comandante; MacArthur era seu chefe de gabinete, e com sua nova função veio o posto de coronel, pulando o posto de tenente-coronel.  A pedido de MacArthur, esta comissão pertencia à infantaria e não aos engenheiros.  
Desde a sua formação em Camp Mills, Long Island, em agosto de 1917, MacArthur foi a principal vela de ignição da divisão, o principal motivador e o maior responsável por sua criação. Competente, eficiente, inovador, altamente inteligente e incansavelmente enérgico, como chefe de gabinete da divisão, MacArthur aparecia em todos os lugares, a qualquer hora - atormentando, bajulando, inspirando, intervindo e cuidando de cada detalhe, grande e pequeno.
O treinamento inicial da 42ª Divisão enfatizou o combate em campo aberto em vez da guerra de trincheiras. Ele partiu em comboio de Hoboken, Nova Jersey, para a Frente Ocidental em 18 de outubro de 1917. Em 19 de dezembro, o comandante do 42º, Mann, de 63 anos, foi substituído pelo major-general Charles T. Menoher, de 55 anos, depois que Mann - que estava "doente, velho e acamado" -  falhou em um exame físico exame.   O novo comandante da divisão e seu chefe de gabinete "tornaram-se grandes amigos", nas palavras de MacArthur, que descreveu ainda Menoher como "um oficial competente, um administrador eficiente, de disposição genial e caráter incontestável". 

### Setor Defensivo Lunéville-Baccarat

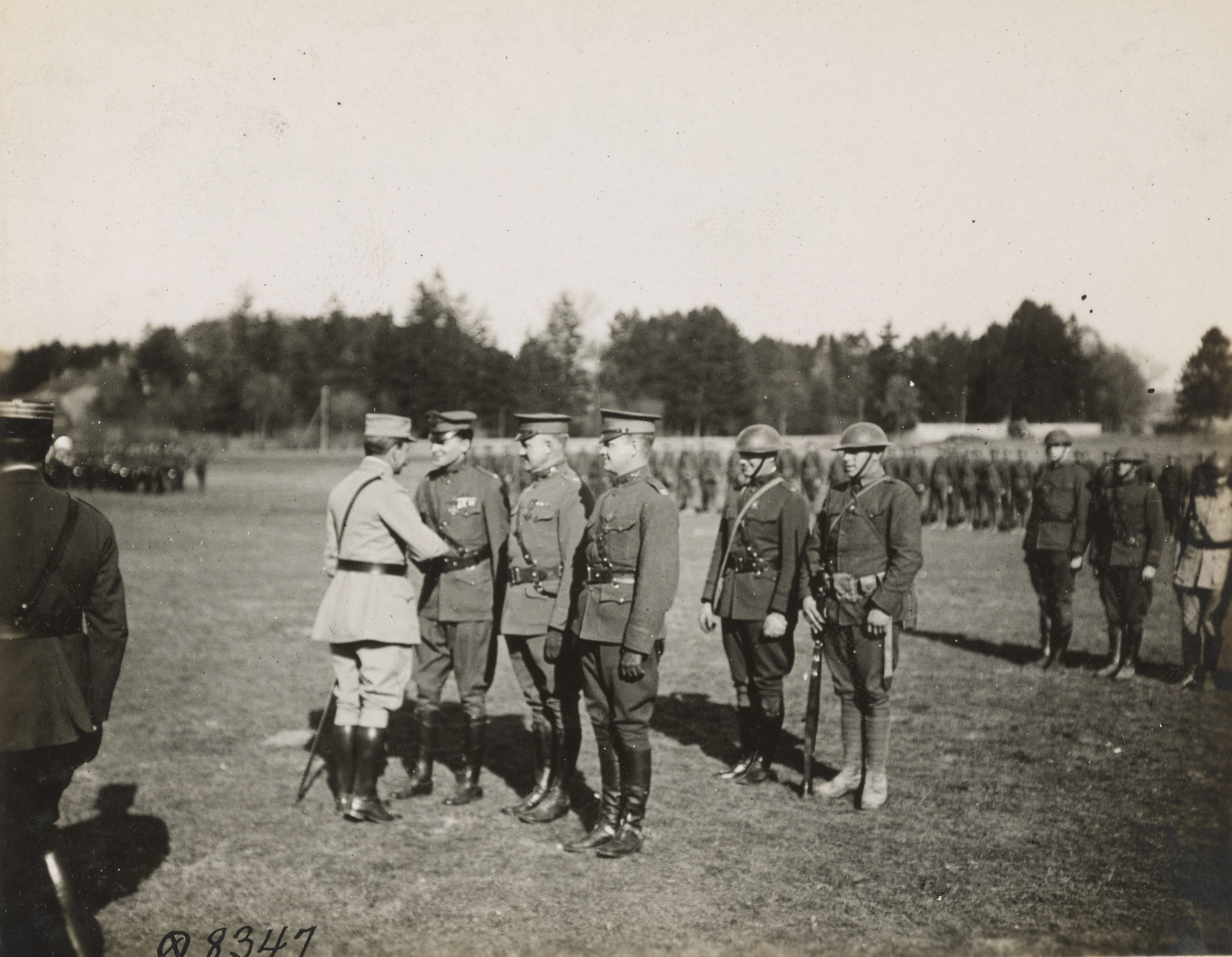
General francês de Bazelaire decorando o coronel Douglas MacArthur com a Croix de Guerre, 18 de março de 1918

A 42ª Divisão entrou na linha no tranquilo setor de Lunéville em fevereiro de 1918. Em 26 de fevereiro, MacArthur e o capitão Thomas T. Handy acompanharam um ataque às trincheiras francesas no qual MacArthur ajudou na captura de vários prisioneiros alemães. O comandante do VII Corpo de Exército Francês, major-general Georges de Bazelaire, condecorou MacArthur com a Croix de Guerre. Esta foi a primeira Croix de Guerre concedida a um membro das Forças Expedicionárias Americanas (AEF). Menoher recomendou MacArthur para uma Estrela de Prata, que ele recebeu mais tarde.  A Medalha Estrela de Prata não foi instituída até 8 de agosto de 1932, mas pequenas Estrelas de Citação de Prata foram autorizadas a serem usadas nas fitas de campanha daqueles citados em ordens de bravura, semelhante à menção britânica em despachos.  Quando a Medalha Estrela de Prata foi instituída, ela foi concedida retroativamente àqueles que receberam Estrelas de Citação de Prata.  Em 9 de março, a 42ª Divisão lançou três ataques próprios nas trincheiras alemãs em Salient du Feys. MacArthur acompanhou uma companhia da 168ª Infantaria. Desta vez, a sua liderança foi recompensada com a Cruz de Serviços Distintos (DSC). Poucos dias depois, MacArthur, que era rigoroso quanto ao uso de máscaras de gás por seus homens, mas muitas vezes se esquecia de trazer as suas, foi gaseado. Ele se recuperou a tempo de mostrar a área ao secretário Baker em 19 de março. 

### Ofensiva Champanhe-Marne

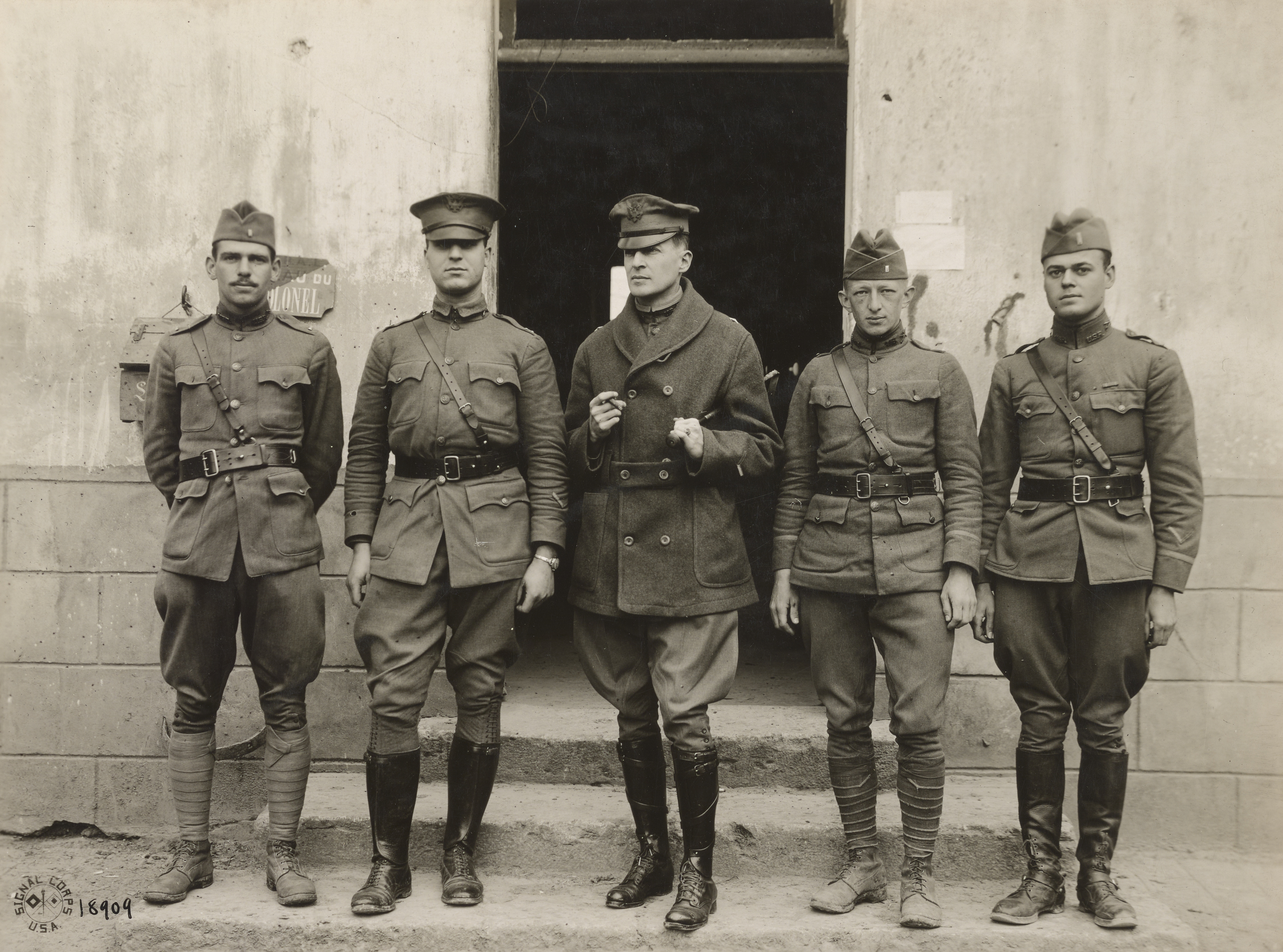
O Brigadeiro General MacArthur no centro em seu uniforme não autorizado da Primeira Guerra Mundial. Ele nunca usou capacete, mesmo em terra de ninguém, e sempre usava aquele chapéu modificado. Seu uniforme era completamente diferente dos quatro subordinados da foto.

Por recomendação de Menoher, MacArthur recebeu sua primeira "estrela" quando foi promovido a general de brigada em 26 de junho.  Com apenas trinta e oito anos, isso fez dele o general mais jovem da AEF. Este permaneceria assim até outubro, quando dois outros homens, Lesley J. McNair e Pelham D. Glassford, ambos com trinta e cinco anos, também foram promovidos a generais de brigada.  
Na mesma época, a 42ª Divisão foi transferida para Châlons-en-Champagne para se opor à iminente ofensiva alemã em Champagne-Marne. O General d'Armée Henri Gouraud, do Quarto Exército Francês, optou por enfrentar o ataque com uma defesa em profundidade, mantendo a área da linha de frente o mais estreita possível e enfrentando o ataque alemão em sua segunda linha de defesa. Seu plano deu certo e MacArthur recebeu uma segunda Estrela de Prata.  A 42ª Divisão participou da contra-ofensiva aliada subsequente, e MacArthur recebeu uma terceira Estrela de Prata em 29 de julho. 

Dois dias depois, Menoher dispensou o brigadeiro-general Robert A. Brown, de 58 anos, da 84ª Brigada de Infantaria (que consistia nos 167º e 168º Regimentos de Infantaria e no 151º Batalhão de Metralhadoras) de seu comando e o substituiu por MacArthur. .  Ao ouvir relatos de que o inimigo havia se retirado, MacArthur avançou em 2 de agosto para ver por si mesmo.  Mais tarde, ele escreveu:
Eram 3h30 daquela manhã quando comecei pela direita em Sergy. Levando mensageiros de cada grupo de ligação de posto avançado para o próximo, percorrendo o que havia sido a Terra de Ninguém, nunca esquecerei aquela viagem. Os mortos eram tão numerosos que caímos sobre eles. Devia haver pelo menos 2.000 desses corpos esparramados. Identifiquei as insígnias de seis das melhores divisões alemãs. O fedor era sufocante. Nenhuma árvore estava de pé. Os gemidos e gritos dos homens feridos soaram por toda parte. As balas dos atiradores cantavam como o zumbido de uma colmeia de abelhas furiosas. Uma explosão ocasional sempre provocava um juramento furioso do meu guia. Contei quase cem armas desativadas de vários tamanhos e várias vezes esse número de metralhadoras abandonadas.
MacArthur relatou a Menoher e ao tenente-general Hunter Liggett, comandante do I Corpo de Exército (sob cujo comando caiu a 42ª Divisão), que os alemães realmente haviam se retirado e foi premiado com uma quarta Estrela de Prata.  Ele também foi premiado com uma segunda Croix de guerre e nomeado comandante da Légion d'honneur.  A liderança de MacArthur durante as campanhas ofensivas e contra-ofensivas de Champagne-Marne foi notada pelo General Gouraud quando disse que MacArthur foi "um dos melhores e mais corajosos oficiais com quem já servi".

### Batalha de Saint-Mihiel e Ofensiva de Meuse-Argonne
A 42ª Divisão ganhou algumas semanas de descanso,  retornando à linha para a Batalha de Saint-Mihiel em 12 de setembro de 1918. O avanço aliado prosseguiu rapidamente e MacArthur foi premiado com a quinta Estrela de Prata por sua liderança na 84ª Brigada de Infantaria.  Mais tarde, ele lembrou:
Em Essey tive uma visão que jamais esquecerei. Nosso avanço foi tão rápido que os alemães evacuaram em pânico. Havia um cavalo de oficial alemão selado e equipado em um celeiro, uma bateria de canhões completa em todos os detalhes e toda a administração e música de uma banda regimental.
Ele recebeu a sexta Estrela de Prata por sua participação em um ataque na noite de 25 para 26 de setembro. A 42ª Divisão foi substituída na noite de 30 de setembro e transferida para o setor de Argonne, onde substituiu a 1ª Divisão na noite de 11 de outubro. Em um reconhecimento no dia seguinte, MacArthur foi gaseado novamente, ganhando um segundo Wound Chevron. 

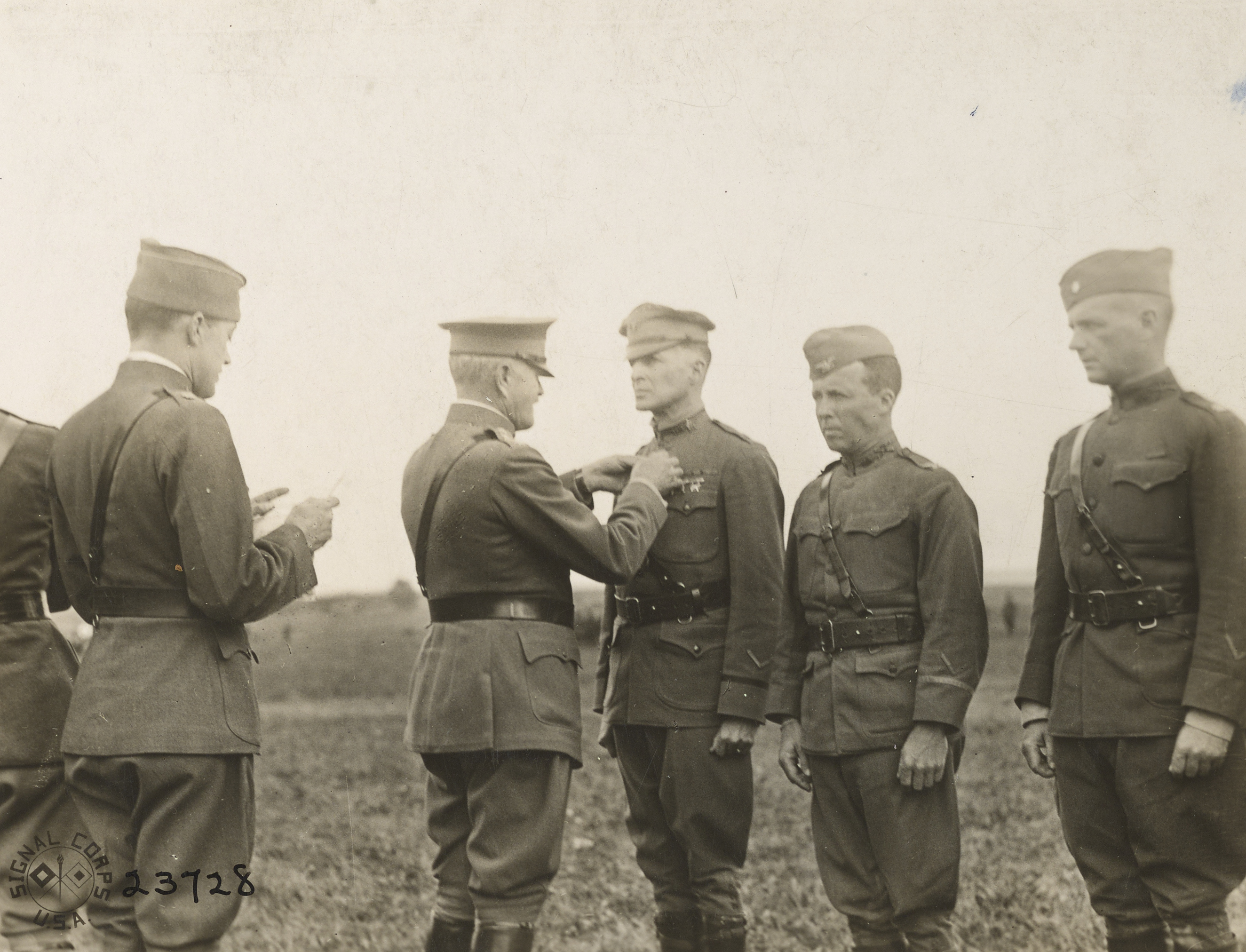
General Pershing (segundo a partir da esquerda) condecora o Brigadeiro General MacArthur (terceiro a partir da esquerda) com o DSC, outubro de 1918. O major-general Charles T. Menoher (à esquerda) lê a citação enquanto o coronel George E. Leach (quarto a partir da esquerda) e o tenente-coronel William J. Donovan aguardam suas condecorações.

A participação da 42ª Divisão na Ofensiva Meuse-Argonne começou em 14 de outubro, quando atacou com ambas as brigadas. Naquela noite, uma conferência foi convocada para discutir o ataque, durante a qual o major-general Charles P. Summerall, comandante do V Corpo de Exército, telefonou e exigiu que Châtillon fosse tomado até às 18h00 da noite seguinte. Foi obtida uma fotografia aérea que mostrava uma lacuna no arame farpado alemão a nordeste de Châtillon. O tenente-coronel Walter E. Bare – comandante da 167ª Infantaria – propôs um ataque daquela direção, coberto por uma barragem de metralhadora. MacArthur adotou este plano.  Ele foi ferido, mas não gravemente, enquanto liderava uma patrulha de reconhecimento em terra de ninguém à noite para confirmar a existência de uma lacuna no arame farpado.  Como ele mencionou a William Addleman Ganoe alguns anos depois, os alemães os viram e atiraram em MacArthur e no esquadrão com artilharia e metralhadoras. MacArthur foi o único sobrevivente da patrulha, alegando que foi um milagre ele ter sobrevivido. Ele confirmou que havia de fato uma lacuna enorme e exposta naquela área devido à falta de tiros inimigos vindos daquela área. 

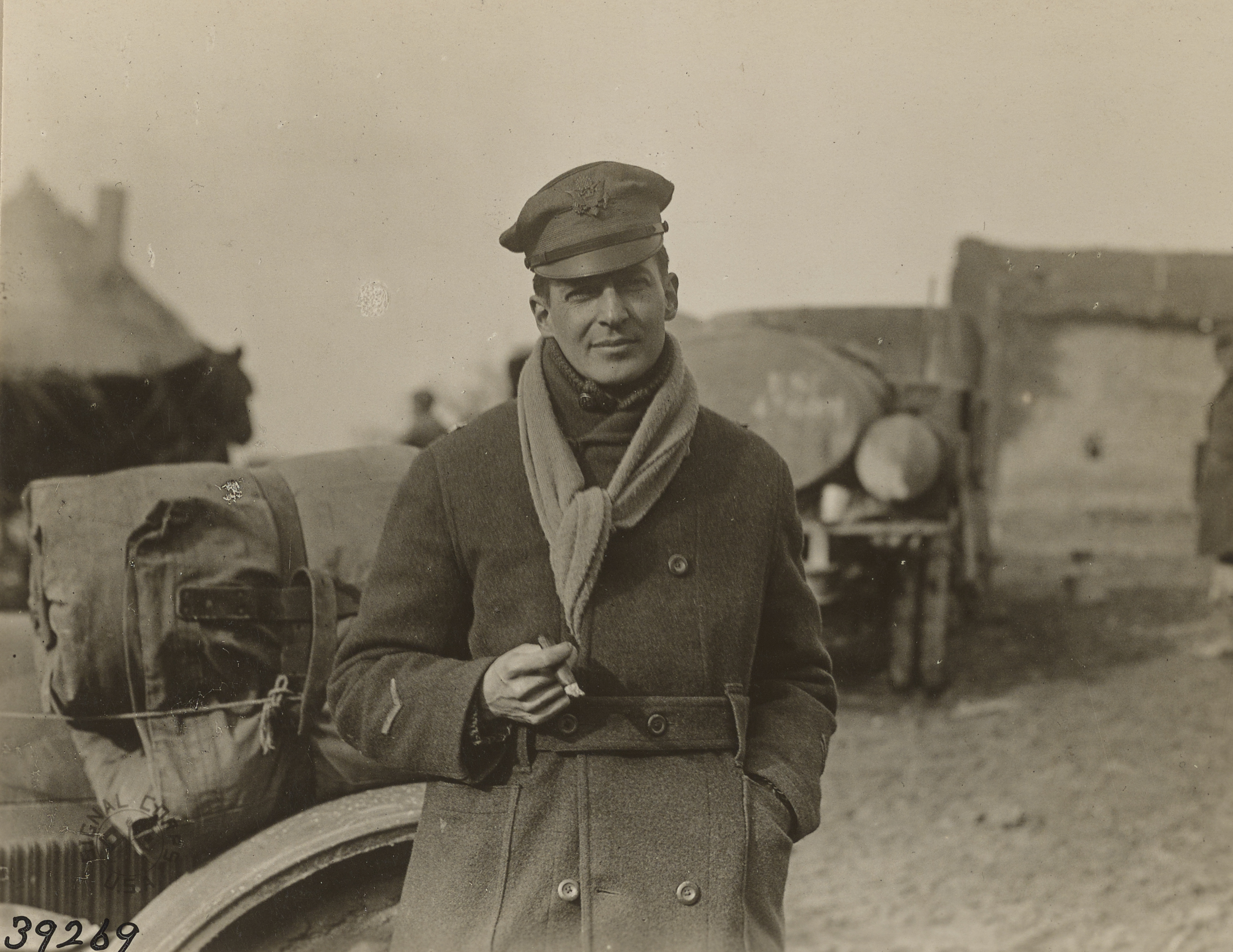
Brigadeiro General Douglas MacArthur, comandando a 84ª Brigada, 42ª Divisão, em frente ao seu carro-chefe, Saint-Juvin, Ardenas, França, 3 de novembro de 1918.

Summerall indicou MacArthur para a Medalha de Honra e promoção a major-general, mas ele não recebeu nenhuma das duas.  Em vez disso, ele recebeu uma segunda Cruz de Serviço Distinto.  A 42ª Divisão retornou à linha pela última vez na noite de 4 para 5 de novembro de 1918.  No avanço final sobre o Sedan. MacArthur escreveu mais tarde que esta operação "por pouco não foi uma das grandes tragédias da história americana".  Uma ordem para desconsiderar os limites das unidades fez com que as unidades cruzassem as zonas umas das outras. No caos resultante, MacArthur foi feito prisioneiro por homens da 1ª Divisão, que o confundiram com um general alemão.  Isso logo seria resolvido com a retirada do chapéu e do longo lenço que usava.  Seu desempenho no ataque às alturas do Meuse o levou a receber a sétima Estrela de Prata. Em 10 de novembro, um dia antes do armistício com a Alemanha que pôs fim aos combates, MacArthur foi nomeado comandante da 42.ª Divisão, por recomendação do seu comandante cessante, Menoher, que havia partido para assumir o recém-ativado VI Corpo de Exército.   Por seus serviços como chefe do Estado-Maior do 42º e comandante da 84ª Brigada de Infantaria, ele foi posteriormente premiado com a Medalha de Serviço Distinto do Exército. 
Seu período no comando da 42ª Divisão foi breve, pois em 22 de novembro ele, assim como outros generais de brigada, foi substituído e retornou à 84ª Brigada de Infantaria, com o major-general Clement Flagler, seu ex-comandante de batalhão de Fort Leavenworth dias antes da guerra, em vez disso, assumir o comando. É possível que ele tenha mantido o comando do 42º se tivesse sido promovido a major-general (tornando-o o mais jovem do Exército dos EUA), mas, com a súbita cessação das hostilidades, isso era improvável. O General Peyton C. March, Chefe do Estado-Maior do Exército (e amigo próximo de Arthur MacArthur), "havia bloqueado as promoções. Não haveria mais estrelas concedidas enquanto o Departamento de Guerra lidasse com a desmobilização. MacArthur voltou a comandar o 84ª Brigada”.  
A 42.ª Divisão foi escolhida para participar na ocupação da Renânia, ocupando o distrito de Ahrweiler.  Em abril de 1919, a 42ª Divisão embarcou para Brest e Saint-Nazaire, onde embarcaram em navios para retornar aos Estados Unidos. MacArthur viajou no transatlântico SS Leviathan, que chegou a Nova York em 25 de abril de 1919.  

## Entreguerras

### Superintendente da Academia Militar dos Estados Unidos

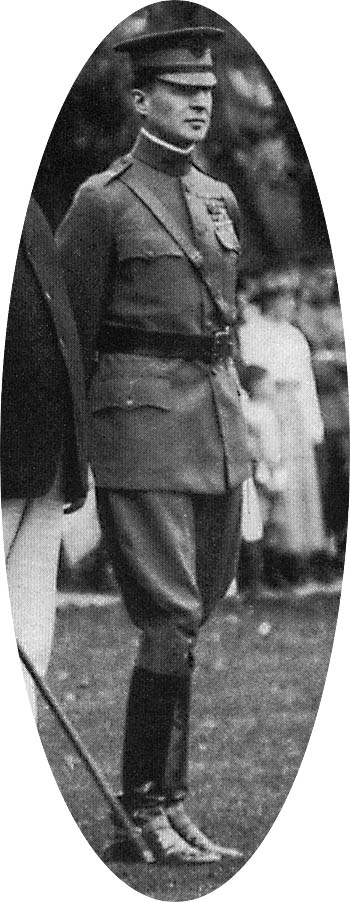
MacArthur como Superintendente de West Point

Pouco depois de voltar para casa, a 84ª Brigada de MacArthur foi desmobilizada em Camp Dodge, Iowa, em 12 de maio de 1919.  No mês seguinte, tornou-se Superintendente da Academia Militar dos EUA em West Point, que o General March, "um intelectual amargo e de lábios finos",  sentiu que estava desatualizada em muitos aspectos e precisava muito de reforma.  Aceitar o posto, "um dos mais prestigiosos do exército",  também permitiu a MacArthur manter seu posto de general de brigada (que foi apenas temporário e durante a guerra), em vez de ser reduzido ao seu posto substantivo. de maior como muitos de seus contemporâneos.   Quando MacArthur se mudou para a casa do superintendente com sua mãe,  ele se tornou o superintendente mais jovem desde Sylvanus Thayer em 1817.   No entanto, enquanto Thayer enfrentou oposição de fora do exército, MacArthur teve que superar a resistência dos graduados e do conselho acadêmico. 
A visão de MacArthur sobre o que era exigido de um oficial veio não apenas de sua experiência recente de combate na França, mas também da ocupação da Renânia, na Alemanha. O governo militar da Renânia exigia que o Exército lidasse com problemas políticos, económicos e sociais, mas descobriu que muitos graduados de West Point tinham pouco ou nenhum conhecimento de áreas fora das ciências militares.  Durante a guerra, West Point foi reduzida a pouco mais que uma escola de candidatos a oficiais, com cinco turmas sendo formadas em dois anos. O moral dos cadetes e da equipe estava baixo e trote "em um pico de crueldade de todos os tempos".  A primeira mudança de MacArthur acabou sendo a mais fácil. O Congresso estabeleceu a duração do curso em três anos. MacArthur conseguiu restaurar o curso de quatro anos. 
Durante o debate sobre a duração do curso, o The New York Times levantou a questão da natureza enclausurada e antidemocrática da vida estudantil em West Point.  Além disso, começando com a Universidade de Harvard em 1869, as universidades civis começaram a avaliar os alunos apenas com base no desempenho acadêmico, mas West Point manteve o antigo conceito de educação do "homem completo". MacArthur procurou modernizar o sistema, expandindo o conceito de caráter militar para incluir porte, liderança, eficiência e desempenho atlético. Ele formalizou o Código de Honra de Cadetes, até então não escrito, em 1922, quando formou o Comitê de Honra de Cadetes para revisar supostas violações do código. Eleito pelos próprios cadetes, não tinha autoridade para punir, mas agia como uma espécie de grande júri, reportando as ofensas ao comandante.  MacArthur tentou acabar com os trotes usando oficiais em vez de veteranos para treinar a plebe. 
Em vez do tradicional acampamento de verão em Fort Clinton, MacArthur treinou os cadetes para usar armas modernas por sargentos do exército regular em Fort Dix; eles então marcharam de volta para West Point com mochilas completas.  Ele tentou modernizar o currículo acrescentando cursos de artes liberais, governo e economia, mas encontrou forte resistência do conselho acadêmico. Nas aulas de Arte Militar, o estudo das campanhas da Guerra Civil Americana foi substituído pelo estudo das da Primeira Guerra Mundial. Nas aulas de História, mais ênfase foi dada ao Extremo Oriente. MacArthur expandiu o programa esportivo, aumentando o número de esportes internos e exigindo a participação de todos os cadetes.  Ele permitiu que cadetes da classe alta deixassem a reserva e sancionou um jornal de cadetes, The Brag, precursor do atual West Pointer . Ele também permitiu que os cadetes viajassem para assistir ao jogo de seu time de futebol e deu-lhes um subsídio mensal de US$ 5 (equivalente a US$ 91 em 2023).  Professores e ex-alunos protestaram contra essas medidas radicais.  A maior parte das reformas de West Point de MacArthur foram logo descartadas, mas, nos anos seguintes, as suas ideias foram aceites e as suas inovações foram gradualmente restauradas. 

### O major-general mais jovem do Exército
MacArthur envolveu-se romanticamente com a socialite e herdeira multimilionária Louise Cromwell Brooks. Eles se casaram na villa de sua família em Palm Beach, Flórida, em 14 de fevereiro de 1922. Circularam rumores de que o general Pershing, que também cortejou Louise, ameaçou exilá-los para as Filipinas se se casassem. Pershing negou isso como "toda bobagem".  Mais recentemente, Richard B. Frank escreveu que Pershing e Brooks já haviam "cortado" seu relacionamento no momento da transferência de MacArthur; Brooks estava, no entanto, "informalmente" noivo de um assessor próximo de Pershing (ela rompeu o relacionamento para aceitar a proposta de MacArthur). A carta de Pershing sobre a transferência de MacArthur antecedeu - em alguns dias - o anúncio do noivado de Brooks e MacArthur, embora isso não tenha dissipado as fofocas do jornal.  Em outubro de 1922, MacArthur deixou West Point e navegou para as Filipinas com Louise e seus dois filhos, Walter e Louise, para assumir o comando do Distrito Militar de Manila.  MacArthur gostava das crianças e passava grande parte do seu tempo livre com elas. 

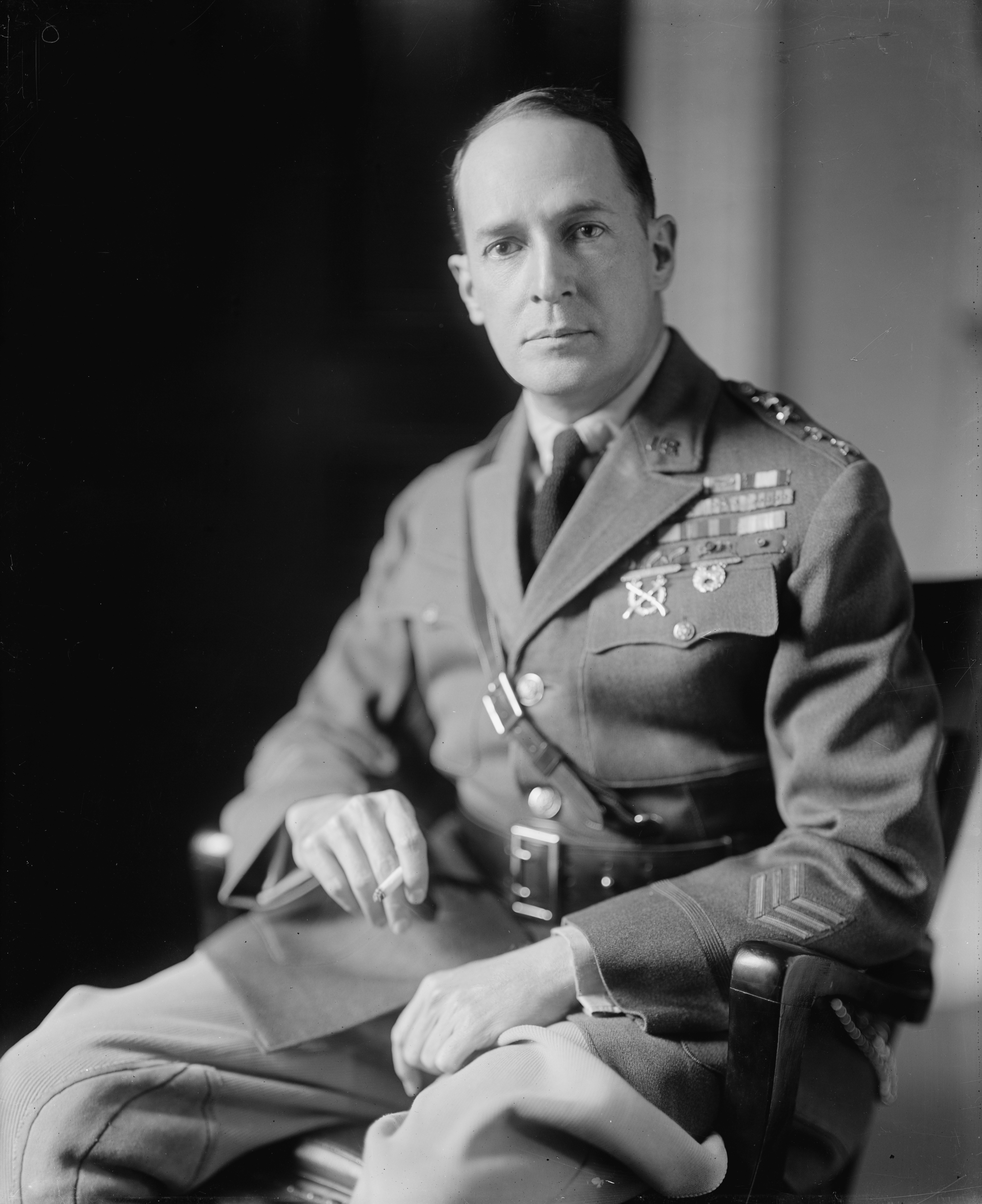
MacArthur c. 1925

As revoltas nas Filipinas tinham sido reprimidas, as ilhas estavam agora em paz e, na sequência do Tratado Naval de Washington, a guarnição estava a ser reduzida.  As amizades de MacArthur com filipinos como Manuel Quezon ofenderam algumas pessoas. “A velha ideia de exploração colonial”, admitiu mais tarde, “ainda tinha os seus vigorosos apoiantes”.  Em fevereiro e março de 1923, MacArthur retornou a Washington para ver sua mãe, que estava doente devido a um problema cardíaco. Ela se recuperou, mas foi a última vez que viu seu irmão Arthur, que morreu repentinamente de apendicite em dezembro de 1923. Em junho de 1923, MacArthur assumiu o comando da 23ª Brigada de Infantaria da Divisão Filipina. Em 7 de julho de 1924, ele foi informado de que um motim eclodiu entre os escoteiros filipinos por causa de queixas relativas a salários e subsídios. Mais de 200 foram presos e havia temores de uma insurreição. MacArthur conseguiu acalmar a situação, mas os seus esforços subsequentes para melhorar os salários das tropas filipinas foram frustrados pelo rigor financeiro e pelo preconceito racial. Em 17 de janeiro de 1925, aos 44 anos, foi promovido, tornando-se o mais jovem major-general do Exército. 
Retornando aos EUA, MacArthur assumiu o comando da Área do IV Corpo de Exército, com base em Fort McPherson em Atlanta, Geórgia, em 2 de maio de 1925.  No entanto, ele enfrentou preconceito sulista por ser filho de um oficial do Exército da União e pediu para ser dispensado.  Poucos meses depois, ele assumiu o comando da área do III Corpo de exército, baseado em Fort McHenry em Baltimore, Maryland, o que permitiu que MacArthur e Louise se mudassem para sua propriedade em Rainbow Hill, perto de Garrison, Maryland.  No entanto, esta mudança também levou ao que ele mais tarde descreveu como "uma das ordens mais desagradáveis que já recebi":  uma orientação para servir na corte marcial do Brigadeiro General Billy Mitchell. MacArthur era o mais jovem dos treze juízes, nenhum dos quais tinha experiência em aviação. Três deles, incluindo Summerall, o presidente do tribunal, foram destituídos quando as contestações da defesa revelaram preconceito contra Mitchell. Apesar da alegação de MacArthur de que havia votado pela absolvição, Mitchell foi considerado culpado, acusado e condenado.  MacArthur sentiu "que um oficial superior não deveria ser silenciado por estar em desacordo com seus superiores e com a doutrina aceita". 
Em 1927, MacArthur e Louise se separaram,  e ela se mudou para a cidade de Nova York, adotando como residência todo o vigésimo sexto andar de um hotel em Manhattan.  Em agosto daquele ano, William C. Prout — o presidente do Comitê Olímpico Americano — morreu repentinamente e o comitê elegeu MacArthur como seu novo presidente. Sua principal tarefa era preparar a seleção dos EUA para os Jogos Olímpicos de Verão de 1928 em Amsterdã, onde os americanos tiveram sucesso.  Ao retornar aos EUA, MacArthur recebeu ordens para assumir o comando do Departamento Filipino.  Desta vez, o general viajou sozinho.  Em 17 de junho de 1929, enquanto ele estava em Manila, Louise obteve o divórcio, ostensivamente por "não fornecimento".  Tendo em conta a grande riqueza de Louise, William Manchester descreveu esta ficção jurídica como "absurda".  Ambos reconheceram posteriormente o verdadeiro motivo da “incompatibilidade”. 

### Chefe do Estado-Maior
Em 1930, MacArthur tinha 50 anos e ainda era o mais jovem e um dos mais conhecidos major-generais do Exército dos EUA. Ele deixou as Filipinas em 19 de setembro de 1930 e por um breve período comandou a área do IX Corpo de exército em São Francisco. Em 21 de novembro, foi empossado Chefe do Estado-Maior do Exército dos Estados Unidos, com o posto de general.  Enquanto estava em Washington, ele voltava para casa todos os dias para almoçar com sua mãe. Em sua mesa, ele usava um quimono cerimonial japonês, se refrescava com um leque oriental e fumava cigarros em uma piteira cravejada de joias. À noite, gostava de ler livros de história militar. Nessa época, ele começou a se referir a si mesmo como "MacArthur".  Ele já havia contratado uma equipe de relações públicas para promover sua imagem junto ao público americano, juntamente com um conjunto de ideias que ele era conhecido por favorecer, a saber: a crença de que a América precisava de um líder homem forte para lidar com a possibilidade de que os comunistas pudessem liderar todo o país. as grandes massas de desempregados numa revolução; que o destino da América estava na região Ásia-Pacífico; e uma forte hostilidade ao Império Britânico.  Um contemporâneo descreveu MacArthur como o maior ator que já serviu como general do Exército dos EUA, enquanto outro escreveu que MacArthur tinha um tribunal em vez de um estado-maior. 
O início da Grande Depressão levou o Congresso a fazer cortes no pessoal e no orçamento do Exército. Cerca de 53 bases foram fechadas, mas MacArthur conseguiu evitar tentativas de reduzir o número de oficiais regulares de 12.000 para 10.000.  Os principais programas de MacArthur incluíram o desenvolvimento de novos planos de mobilização. Ele agrupou as nove áreas do corpo em quatro exércitos, que foram encarregados de treinar e defender as fronteiras.  Ele também negociou o acordo MacArthur-Pratt com o Chefe de Operações Navais, Almirante William V. Pratt. Este foi o primeiro de uma série de acordos interserviços ao longo das décadas seguintes que definiram as responsabilidades dos diferentes serviços no que diz respeito à aviação. Este acordo colocou a defesa aérea costeira sob o comando do Exército. Em março de 1935, MacArthur ativou um comando aéreo centralizado, Quartel-General da Força Aérea, sob o comando do General Frank M. Andrews. 
Ao promover rapidamente Andrews de tenente-coronel a general de brigada, MacArthur apoiou o endosso de Andrews ao bombardeiro pesado Boeing B-17 Flying Fortress e ao conceito de bombardeiros quadrimotores de longo alcance. Isso foi controverso na época porque a maioria dos generais de alto escalão do Exército e oficiais do Departamento de Guerra apoiavam bombardeiros bimotores como o bombardeiro pesado Douglas B-18 Bolo. Depois que MacArthur deixou seu cargo como Chefe do Estado-Maior do Exército em outubro de 1935, seu sucessor Malin Craig e o secretário de Guerra Harry Hines Woodring ordenaram a suspensão da pesquisa e desenvolvimento do B-17 e em 1939 nenhum bombardeiro quadrimotor foi encomendado pelo Departamento de Guerra e em vez disso, centenas de B-18 inferiores e outros bombardeiros bimotores foram encomendados e entregues ao Exército. Andrews, graças a MacArthur que o colocou em uma posição de poder em 1935, foi capaz de usar brechas burocráticas para ordenar secretamente a pesquisa e o desenvolvimento do B-17 a tal ponto que quando o Exército e o presidente Roosevelt finalmente endossaram bombardeiros quadrimotores em 1940 Os B-17 puderam ser produzidos imediatamente, sem atrasos relacionados a pesquisas e testes.
O desenvolvimento do rifle M1 Garand também aconteceu durante o mandato de MacArthur como Chefe do Estado-Maior. Houve um debate sobre qual calibre o M1 Garand deveria usar. Muitos no Exército e no Corpo de Fuzileiros Navais queriam que o novo rifle usasse a munição .276 Pedersen . MacArthur interveio pessoalmente e ordenou que o M1 Garand usasse a munição .30-06 Springfield, que foi a usada pelo M1903 Springfield . Isso permitiu que os militares usassem a mesma munição tanto para os antigos rifles de serviço padrão M1903 Springfield quanto para o futuro novo serviço padrão M1 Garand. O M1 Garand, compartimentado em .30-06 Springfield, foi liberado para o serviço em novembro de 1935 e oficialmente adotado em janeiro de 1936 como o novo rifle de serviço do Exército, poucos meses depois de MacArthur terminar seu serviço como Chefe do Estado-Maior.

#### Bonus Army
Um dos atos mais controversos de MacArthur ocorreu em 1932, quando o “Bonus Army” de veteranos convergiu para Washington. Ele enviou tendas e equipamentos de acampamento aos manifestantes, juntamente com cozinhas móveis, até que uma explosão no Congresso fez com que as cozinhas fossem retiradas. MacArthur estava preocupado com o facto de a manifestação ter sido assumida por comunistas e pacifistas, mas a divisão de inteligência do Estado-Maior informou que apenas três dos 26 principais líderes da marcha eram comunistas. MacArthur examinou os planos de contingência para a desordem civil na capital. Equipamento mecanizado foi levado para Fort Myer, onde foi realizado treinamento anti-motim. 

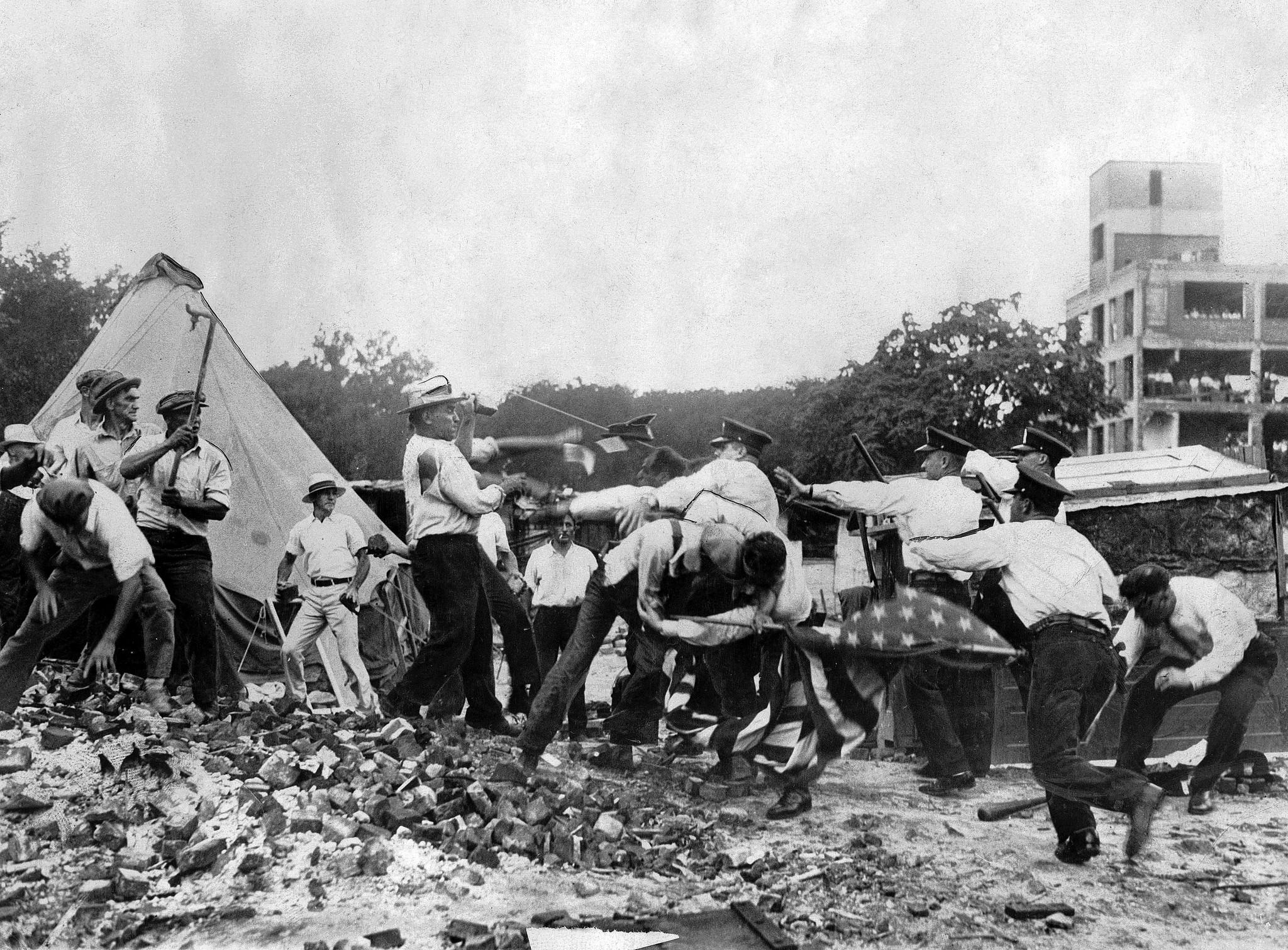
Manifestantes do Bonus Army confrontam a polícia

Em 28 de julho de 1932, num confronto com a polícia distrital, dois veteranos foram baleados e posteriormente morreram. O presidente Herbert Hoover ordenou que MacArthur "cercasse a área afetada e a limpasse sem demora".  MacArthur trouxe tropas e tanques e, contra o conselho do major Dwight D. Eisenhower, decidiu acompanhar as tropas, embora não estivesse no comando da operação. As tropas avançaram com baionetas e sabres empunhados sob uma chuva de tijolos e pedras, mas nenhum tiro foi disparado. Em menos de quatro horas, eles limparam o acampamento do Exército Bônus usando gás lacrimogêneo. Os botijões de gás provocaram vários incêndios, causando a única morte durante os tumultos. Embora não tenha sido tão violenta como outras operações anti-motim, foi, no entanto, um desastre de relações públicas.  No entanto, a derrota do "Exército Bônus", embora impopular entre o povo americano em geral, fez de MacArthur o herói dos elementos mais de direita do Partido Republicano, que acreditavam que o general havia salvado a América de uma revolução comunista em 1932. 
Em 1934, MacArthur processou os jornalistas Drew Pearson e Robert S. Allen por difamação depois que eles descreveram o tratamento dispensado aos manifestantes do Bonus como "injustificado, desnecessário, insubordinado, duro e brutal".  Também acusado de propor saudações de 19 tiros para amigos, MacArthur pediu US$ 750 mil  para compensar os danos à sua reputação. Os jornalistas ameaçaram chamar Elizabeth Cooper como testemunha. MacArthur conheceu Isabel, uma adolescente eurasiana, enquanto estava nas Filipinas, e ela se tornou sua amante. MacArthur foi forçado a fazer um acordo fora do tribunal, pagando secretamente a Pearson US$ 15.000.  

#### New Deal

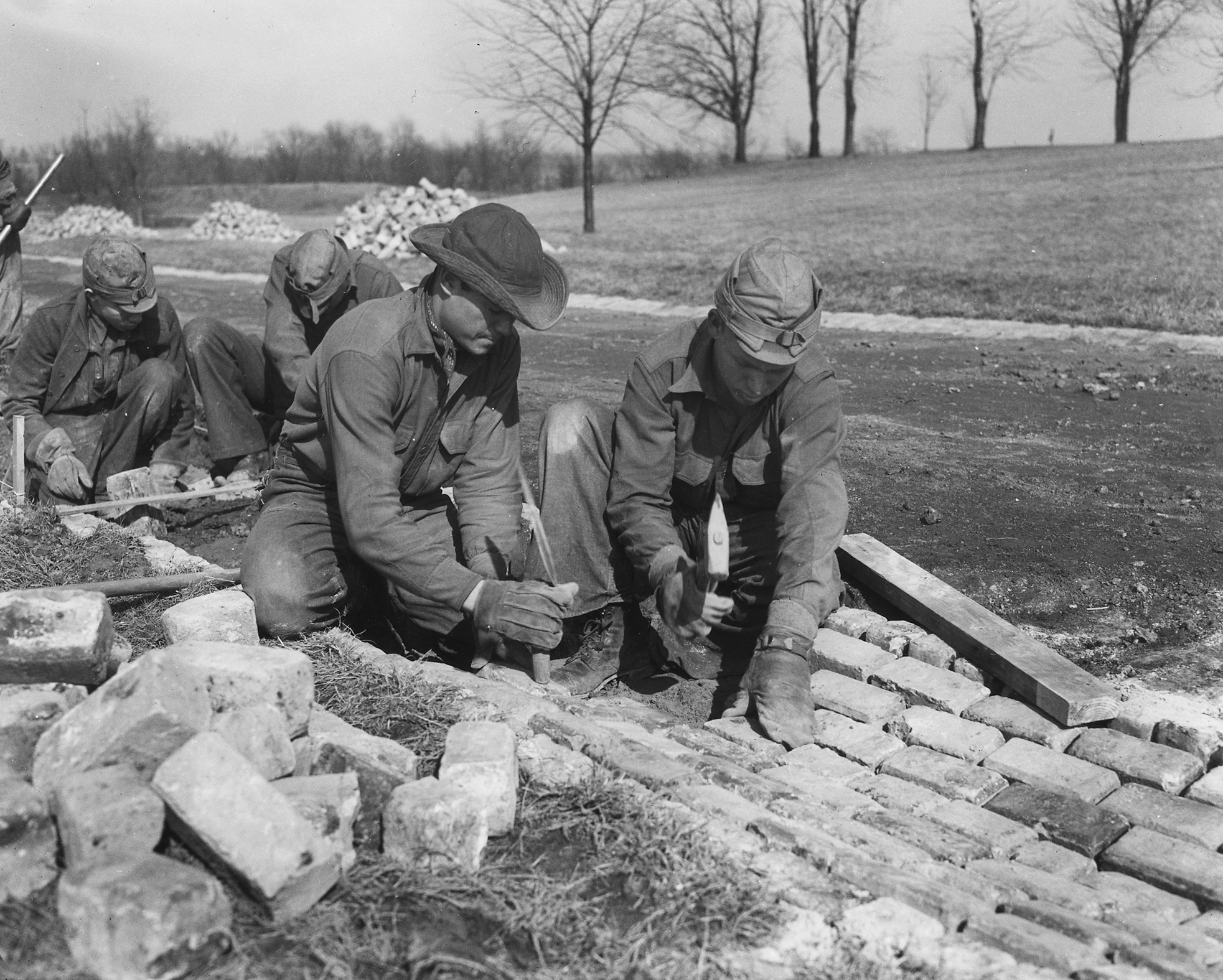
Trabalhadores do Corpo de Conservação Civil em um projeto ao lado de uma estrada

Na eleição presidencial de 1932, Herbert Hoover foi derrotado por Franklin D. Roosevelt . MacArthur e Roosevelt trabalharam juntos antes da Primeira Guerra Mundial e permaneceram amigos apesar das diferenças políticas. MacArthur apoiou o New Deal através da operação do Corpo de Conservação Civil do Exército. Assegurou a elaboração de planos detalhados para o seu emprego e descentralizou a sua administração para as áreas do corpo, o que se tornou um factor importante para o sucesso do programa.  O apoio de MacArthur a um exército forte e suas críticas públicas ao pacifismo e ao isolacionismo  tornaram-no impopular junto à administração Roosevelt. 
Talvez a discussão mais incendiária entre Roosevelt e MacArthur tenha ocorrido sobre uma proposta do governo para cortar 51% do orçamento do Exército. Em resposta, MacArthur deu um sermão a Roosevelt que "quando perdemos a próxima guerra, e um garoto americano, deitado na lama com uma baioneta inimiga na barriga e um pé inimigo em sua garganta moribunda, cuspiu sua última maldição, eu queria o nome não ser MacArthur, mas Roosevelt". Em resposta, Roosevelt gritou: "você não deve falar assim com o presidente!" MacArthur ofereceu-se para renunciar, mas Roosevelt recusou o pedido, e MacArthur então cambaleou para fora da Casa Branca e vomitou nos degraus da frente. 
Apesar de tais trocas, MacArthur foi prorrogado por mais um ano como chefe de gabinete e encerrou sua missão em outubro de 1935.  Por seus serviços como chefe de gabinete, ele foi premiado com uma segunda Medalha de Serviços Distintos. Ele foi premiado retroativamente com dois Purple Hearts por seu serviço na Primeira Guerra Mundial,  uma condecoração que ele autorizou em 1932 com base vagamente no extinto Distintivo de Mérito Militar. MacArthur insistiu em ser o primeiro a receber o Purple Heart, que gravou com "#1".  

### Marechal de Campo do Exército Filipino
Quando a Comunidade das Filipinas alcançou o status de semi-independência em 1935, o presidente das Filipinas, Manuel Quezon, pediu a MacArthur que supervisionasse a criação de um exército filipino. Quezon e MacArthur eram amigos pessoais desde que o pai deste último era governador-geral das Filipinas, 35 anos antes. Com a aprovação do presidente Roosevelt, MacArthur aceitou a tarefa. Foi acordado que MacArthur receberia o posto de marechal de campo, com seu salário e subsídios, além de seu salário de major-general como Conselheiro Militar do Governo da Commonwealth das Filipinas.  Isso fez dele o soldado mais bem pago do mundo.  Seria sua quinta viagem ao Extremo Oriente. MacArthur partiu de São Francisco na SS President Hoover em outubro de 1935,  acompanhado por sua mãe e cunhada. Ele trouxe Eisenhower e o major James B. Ord como seus assistentes.  Outro passageiro do President Hoover foi Jean Marie Faircloth, uma socialite solteira de 37 anos. Nos dois anos seguintes, MacArthur e Faircloth foram frequentemente vistos juntos.  Sua mãe ficou gravemente doente durante a viagem e morreu em Manila em 3 de dezembro de 1935. 

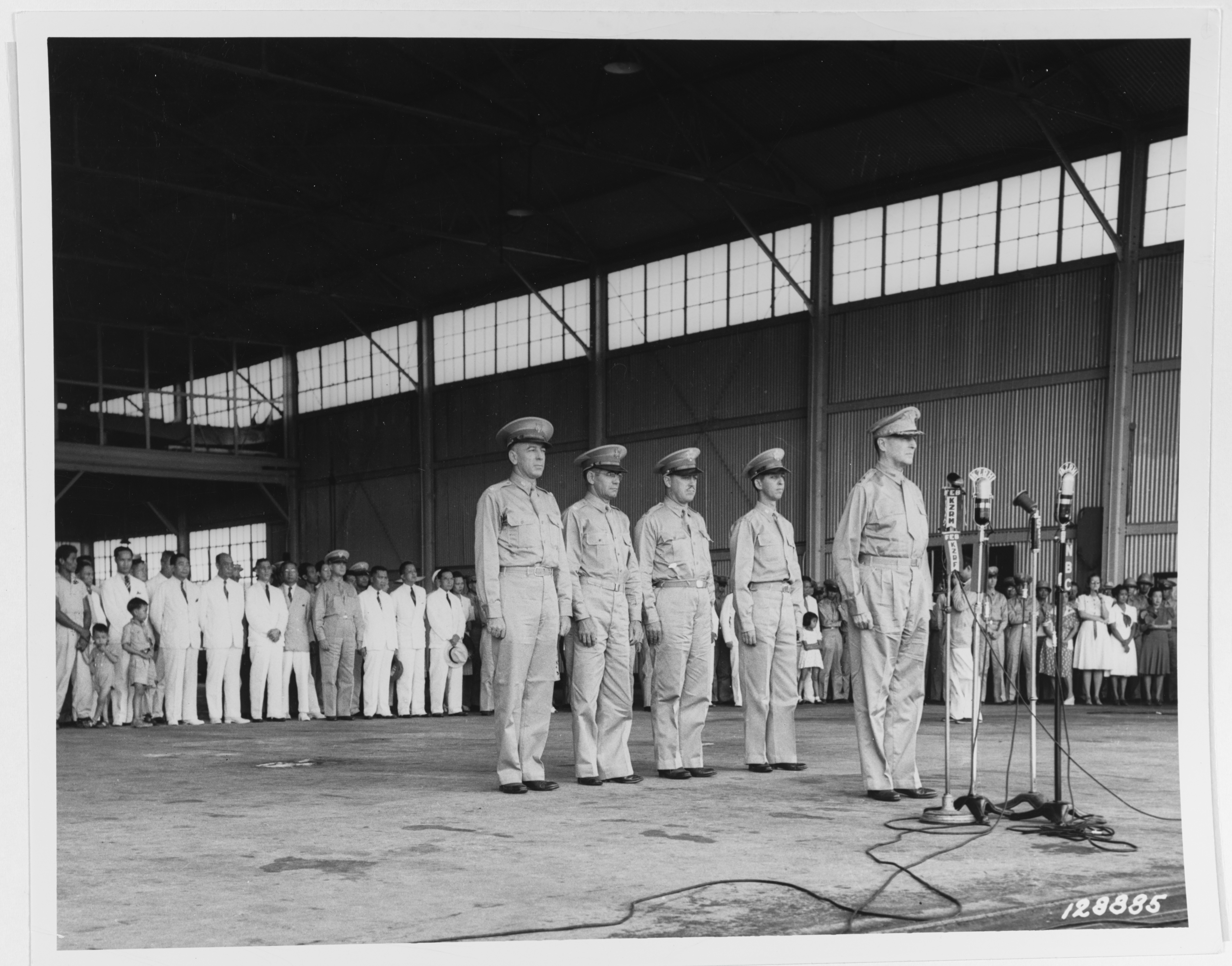
Cerimônia em Camp Murphy, 15 de agosto de 1941, marcando a posse do Corpo Aéreo do Exército Filipino. Atrás de MacArthur, da esquerda para a direita, estão o tenente-coronel Richard K. Sutherland, o coronel Harold H. George, o tenente-coronel William F. Marquat e o major LeGrande A. Diller.

O presidente Quezon conferiu oficialmente o título de marechal de campo a MacArthur em uma cerimônia no Palácio Malacañan em 24 de agosto de 1936. Eisenhower lembra-se de ter achado a cerimônia "bastante fantástica". Ele achou "pomposo e um tanto ridículo ser marechal de campo de um exército praticamente inexistente". Eisenhower soube mais tarde que o marechal de campo não tinha sido (como ele supunha) ideia de Quezon. "Fiquei surpreso ao saber por ele que ele não havia iniciado a ideia; em vez disso, Quezon disse que o próprio MacArthur surgiu com o título pomposo."  (Um mito persistente permeou a literatura biográfica, no sentido de que MacArthur usou um "uniforme de pele de tubarão especialmente projetado" na cerimônia de 1936 para combinar com seu novo posto de Marechal de Campo das Filipinas. Richard Meixsel desmascarou esta história; na verdade o uniforme especial foi "a criação de um jornalista mal informado em 1937 que confundiu um uniforme branco do Exército dos EUA recentemente introduzido com um traje distinto de marechal de campo").
O Exército Filipino foi formado por recrutamento. O treinamento foi conduzido por um quadro regular, e a Academia Militar das Filipinas foi criada nos moldes de West Point para treinar oficiais.  MacArthur e Eisenhower descobriram que poucos campos de treinamento foram construídos e o primeiro grupo de 20.000 estagiários não apresentou relatório até o início de 1937.  Equipamentos e armas eram rejeitos americanos "mais ou menos obsoletos" e o orçamento era completamente inadequado.  Os pedidos de equipamento de MacArthur foram ignorados, embora MacArthur e seu conselheiro naval, o tenente-coronel Sidney L. Huff, tenham persuadido a Marinha a iniciar o desenvolvimento do barco PT.  Muita esperança foi colocada no Corpo Aéreo do Exército Filipino, mas o primeiro esquadrão não foi organizado até 1939.  O Artigo XIX do Tratado Naval de Washington de 1922 proibiu a construção de novas fortificações ou bases navais em todos os territórios e colônias do Oceano Pacífico dos cinco signatários de 1923 a 1936. Além disso, bases militares como Clark e Corregidor não puderam ser expandidas ou modernizadas durante esse período de 13 anos. Por exemplo, o Túnel Malinta no Corregidor foi construído de 1932 a 1934 com TNT condenado e sem um único dólar do governo dos EUA por causa do tratado. Isso se somou aos inúmeros desafios enfrentados por MacArthur e Quezon.
Em Manila, MacArthur era membro dos maçons. Em 28 de março de 1936, ele se tornou maçom do 32º grau do Rito Escocês.  
MacArthur casou-se com Jean Faircloth em uma cerimônia civil em 30 de abril de 1937.  O casamento deles produziu um filho, Arthur MacArthur IV, que nasceu em Manila em 21 de fevereiro de 1938.  Em 31 de dezembro de 1937, MacArthur aposentou-se oficialmente do Exército. Ele deixou de representar os EUA como conselheiro militar do governo, mas permaneceu como conselheiro de Quezon a título civil.  Eisenhower retornou aos EUA e foi substituído como chefe do Estado-Maior de MacArthur pelo tenente-coronel Richard K. Sutherland, enquanto Richard J. Marshall tornou-se vice-chefe do Estado-Maior. 

## Segunda Guerra Mundial

### Campanha das Filipinas (1941-1942)

#### Defesa das Filipinas

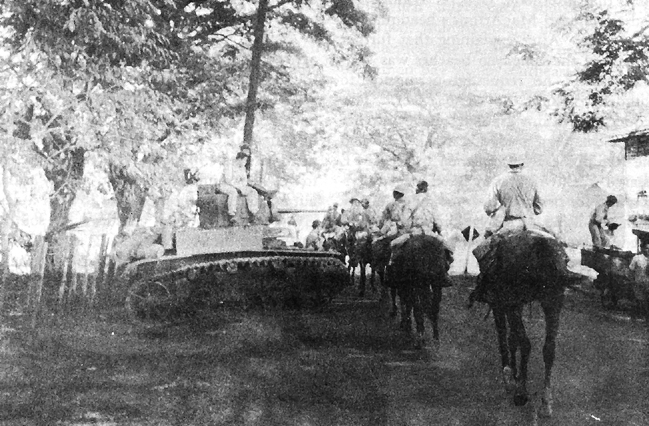
26ª Cavalaria (escoteiros filipinos) move-se para Pozorrubio, passando por um tanque M3 Stuart

Em 26 de julho de 1941, Roosevelt federalizou o Exército Filipino, chamou MacArthur de volta ao serviço ativo no Exército dos EUA como major-general e nomeou-o comandante das Forças do Exército dos EUA no Extremo Oriente (USAFFE). MacArthur foi promovido a tenente-general no dia seguinte,  e depois a general em 20 de dezembro.  Em 31 de julho de 1941, o Departamento Filipino tinha 22.000 soldados designados, 12.000 dos quais eram Escoteiros Filipinos. O principal componente foi a Divisão Filipina, sob o comando do major-general Jonathan M. Wainwright.  O plano inicial americano para a defesa das Filipinas previa que o corpo principal das tropas recuasse para a península de Bataan, na baía de Manila, para resistir aos japoneses até que uma força de socorro pudesse chegar.  MacArthur mudou esse plano para tentar controlar Luzon inteira e usar B-17 Flying Fortress para afundar os navios japoneses que se aproximavam das ilhas.  MacArthur convenceu os decisores em Washington de que os seus planos representavam o melhor meio de dissuasão para impedir o Japão de escolher a guerra e de vencer uma guerra se o pior acontecesse. 
Entre julho e dezembro de 1941, a guarnição recebeu 8.500 reforços.  Após anos de parcimônia, muitos equipamentos foram embarcados. Em Novembro, uma acumulação de 1.100.000 toneladas de equipamento destinado às Filipinas tinha-se acumulado em portos e depósitos dos EUA à espera de navios.  Além disso, a estação de interceptação da Marinha nas ilhas, conhecida como Estação CAST, possuía uma máquina ultrassecreta de criptografia Roxa, que descriptografava mensagens diplomáticas japonesas, e livros de códigos parciais para o mais recente código naval JN-25. A Estação CAST enviou a MacArthur toda a sua produção, via Sutherland, o único oficial de sua equipe autorizado a vê-la. 
Às 03h30, horário local, de 8 de dezembro de 1941 (cerca de 09h00 de 7 de dezembro no Havaí),  Sutherland soube do ataque a Pearl Harbor e informou MacArthur. Às 05h30, o Chefe do Estado-Maior do Exército dos EUA, General George Marshall, ordenou que MacArthur executasse o plano de guerra existente, Rainbow Five. Este plano tinha sido divulgado ao público americano pelo Chicago Tribune três dias antes, e no dia seguinte a Alemanha ridicularizou publicamente o plano. MacArthur não seguiu a ordem de Marshall. Em três ocasiões, o comandante da Força Aérea do Extremo Oriente, major-general Lewis H. Brereton, solicitou permissão para atacar bases japonesas em Formosa, de acordo com as intenções pré-guerra, mas foi negado por Sutherland; Em vez disso, Brereton ordenou que sua aeronave voasse em padrões de patrulha defensiva, em busca de navios de guerra japoneses. Só às 11h Brereton falou com MacArthur e obteve permissão para iniciar o Rainbow Five.  Mais tarde, MacArthur negou ter tido a conversa.  Às 12h30, nove horas após o ataque a Pearl Harbor, aeronaves da 11ª Frota Aérea do Japão alcançaram surpresa tática completa quando atacaram Clark Field e a base de caça próxima em Iba Field, e destruíram ou desativaram 18 dos 35 B-17 da Força Aérea do Extremo Oriente, apanhados no reabastecimento no solo. Também foram destruídos 53 dos 107 P-40, 3 P-35 e mais de 25 outras aeronaves. Danos substanciais foram causados às bases e as vítimas totalizaram 80 mortos e 150 feridos.  O que restou da Força Aérea do Extremo Oriente foi praticamente destruído nos dias seguintes. 

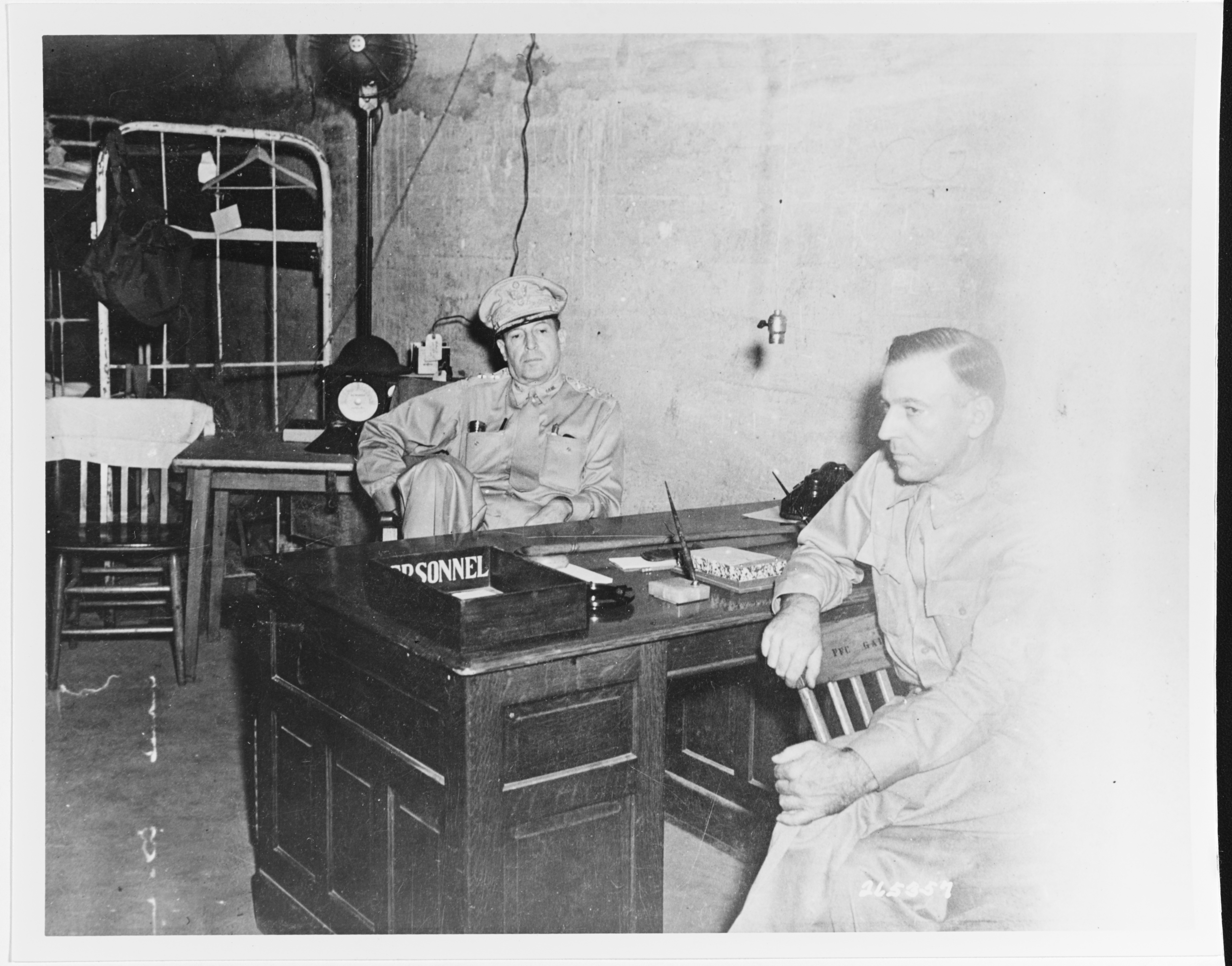
MacArthur (centro) com seu Chefe do Estado-Maior, Major General Richard K. Sutherland, no túnel do Quartel-General em Corregidor, Filipinas, em 1º de março de 1942

MacArthur tentou desacelerar o avanço japonês com uma defesa inicial contra os desembarques japoneses. O plano de MacArthur de manter toda Luzon contra os japoneses ruiu, pois distribuiu muito pouco as forças americano-filipinas.  No entanto, ele reconsiderou seu excesso de confiança na capacidade de suas tropas filipinas depois que a força de desembarque japonesa fez um rápido avanço após seu desembarque no Golfo de Lingayen em 21 de dezembro,  e ordenou uma retirada para Bataan.  Dois dias após o desembarque japonês no Golfo de Lingayen, MacArthur voltou ao plano anterior a julho de 1941 de tentar manter apenas Bataan enquanto esperava a chegada de uma força de socorro.  No entanto, esta mudança de planos teve um preço extenuante; a maioria das tropas americanas e algumas das tropas filipinas conseguiram recuar para Bataan, mas sem a maior parte de seus suprimentos, que foram abandonados na confusão.  Manila foi declarada cidade aberta à meia-noite de 24 de dezembro, sem qualquer consulta ao almirante Thomas C. Hart, comandante da Frota Asiática, forçando a Marinha a destruir quantidades consideráveis de material valioso.  O desempenho da Frota Asiática em dezembro de 1941 foi fraco. Embora a frota de superfície estivesse obsoleta e tenha sido evacuada com segurança para tentar defender as Índias Orientais Holandesas, mais de duas dúzias de submarinos modernos foram designados para Manila. – A força de combate mais forte de Hart. Os submarinistas estavam confiantes, mas estavam armados com o torpedo Mark 14 com defeito e não conseguiram afundar um único navio de guerra japonês durante a invasão.  MacArthur pensou que a Marinha o traiu. Os submarinistas receberam ordem de abandonar as Filipinas até o final de dezembro, após ataques ineficazes à frota japonesa, retornando apenas ao Corregidor para evacuar políticos ou oficiais de alto escalão pelo resto da campanha. 
Na noite de 24 de dezembro, MacArthur mudou seu quartel-general para a ilha-fortaleza de Corregidor, na baía de Manila, chegando às 21h30, com seu quartel-general reportando a Washington como aberto no dia 25.   Uma série de ataques aéreos japoneses destruíram todas as estruturas expostas da ilha e o quartel-general da USAFFE foi transferido para o Túnel Malinta. No primeiro ataque aéreo ao Corregidor em 29 de dezembro, aviões japoneses bombardearam todos os edifícios em Topside, incluindo a casa de MacArthur e o quartel. A família de MacArthur correu para o abrigo antiaéreo enquanto MacArthur saiu para o jardim da casa com alguns soldados para observar e contar o número de bombardeiros envolvidos no ataque quando as bombas destruíram a casa. Uma bomba atingiu apenas três metros de MacArthur e os soldados o protegeram com seus corpos e capacetes. O sargento filipino Domingo Adversario foi premiado com a Estrela de Prata e o Coração Púrpura por ter a mão ferida pela bomba e por cobrir a cabeça de MacArthur com seu próprio capacete, que também foi atingido por estilhaços. MacArthur não ficou ferido. [182] Posteriormente, a maior parte da sede mudou-se para Bataan, restando apenas o núcleo com MacArthur.  As tropas em Bataan sabiam que tinham sido anuladas, mas continuaram a lutar. Alguns culparam Roosevelt e MacArthur pela sua situação. Uma balada cantada ao som de "The Battle Hymn of the Republic" o chamou de "Dugout Doug".  No entanto, a maioria se apegou à crença de que de alguma forma MacArthur "iria se abaixar e tirar algo da cartola". 
Em 1º de janeiro de 1942, MacArthur aceitou US$ 500.000 do presidente Quezon das Filipinas como pagamento por seu serviço pré-guerra. Os membros da equipe de MacArthur também receberam pagamentos: US$ 75.000 para Sutherland, US$ 45.000 para Richard Marshall e US$ 20.000 para Huff.    Eisenhower - após ser nomeado Comandante Supremo da Força Expedicionária Aliada (AEF) - também recebeu uma oferta de dinheiro de Quezon, mas recusou.  Esses pagamentos eram conhecidos apenas por alguns em Manila e Washington, incluindo o presidente Roosevelt e o secretário da Guerra Henry L. Stimson, até serem tornados públicos pela historiadora Carol Petillo em 1979. Embora os pagamentos tenham sido totalmente legais, a revelação manchou a reputação de MacArthur.

#### Fuga das Filipinas
Em fevereiro de 1942, enquanto as forças japonesas aumentavam o controle sobre as Filipinas, o presidente Roosevelt ordenou que MacArthur se mudasse para a Austrália.  Na noite de 12 de março de 1942, MacArthur e um seleto grupo que incluía sua esposa Jean, filho Arthur, a amah cantonesa de Arthur, Loh Chui e outros membros de sua equipe, incluindo Sutherland, Richard Marshall e Huff, deixaram o Corregidor. Eles viajaram em barcos PT através de mares tempestuosos patrulhados por navios de guerra japoneses, e chegaram ao campo de aviação Del Monte, em Mindanao, onde B-17 os recolheram e os levaram para a Austrália. MacArthur finalmente chegou a Melbourne de trem em 21 de março.   Sua famosa declaração, "Eu voltei e retornarei", foi feita pela primeira vez na estação ferroviária de Terowie, no sul da Austrália, em 20 de março. Washington pediu a MacArthur que alterasse a sua promessa para "Voltaremos". Ele ignorou o pedido.
Bataan rendeu-se em 9 de abril  e Corregidor em 6 de maio. 

#### Medalha de Honra

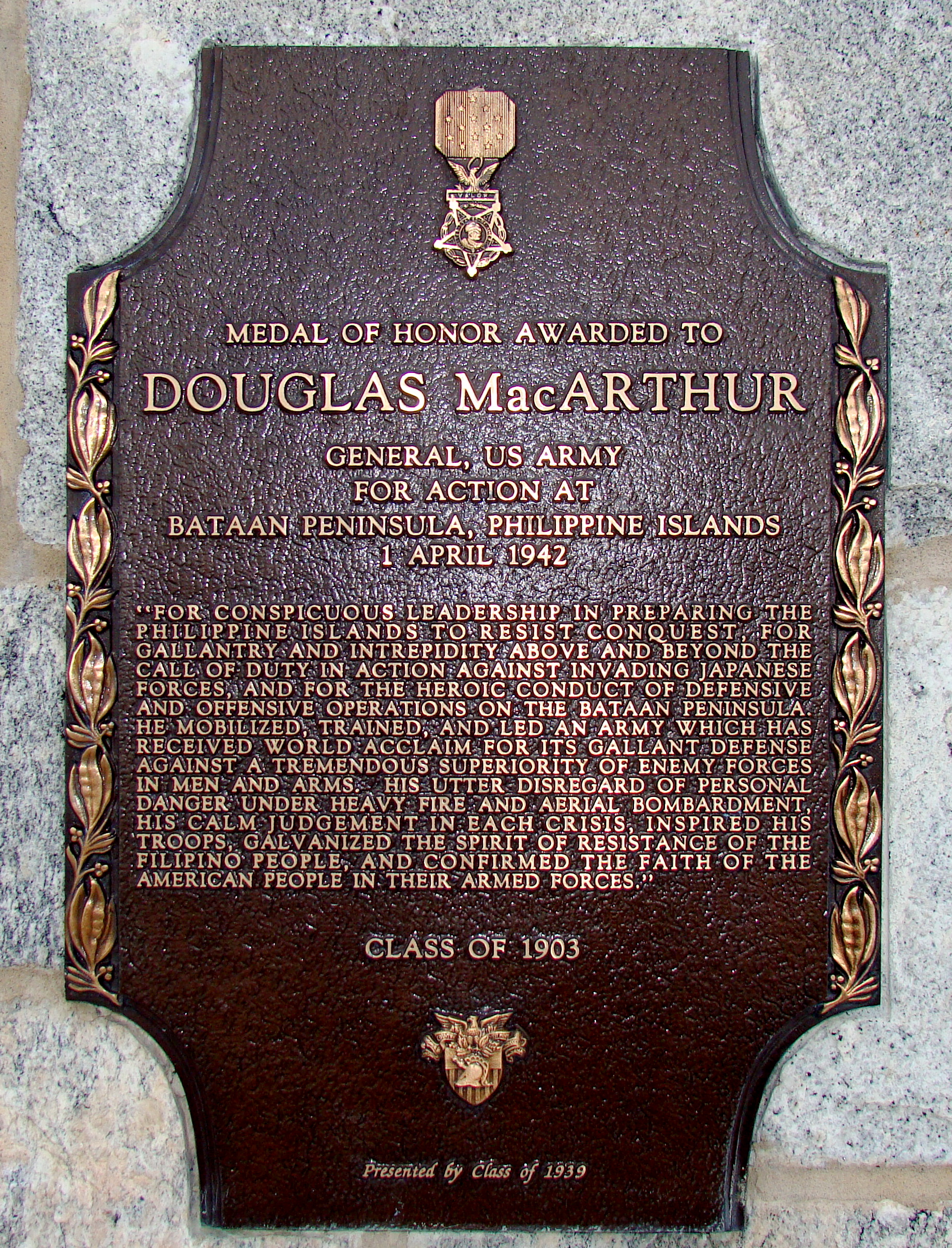
Uma placa com a citação da Medalha de Honra de MacArthur está afixada no quartel de MacArthur na Academia Militar dos EUA

George Marshall decidiu que MacArthur receberia a Medalha de Honra, condecoração para a qual já havia sido indicado duas vezes, "para compensar qualquer propaganda do inimigo dirigida a ele deixar seu comando".  Eisenhower apontou que MacArthur não havia realmente praticado nenhum ato de valor conforme exigido por lei, mas Marshall citou a concessão da medalha a Charles Lindbergh em 1927 como um precedente. Legislação especial foi aprovada para autorizar a medalha de Lindbergh, mas enquanto legislação semelhante foi introduzida autorizando a medalha para MacArthur pelos congressistas J. Parnell Thomas e James E. Van Zandt, Marshall sentiu fortemente que um general em serviço deveria receber a medalha do presidente e do Departamento de Guerra, expressando que o reconhecimento "significaria mais" se os critérios de bravura não fossem renunciados por uma lei de alívio.  
Marshall ordenou que Sutherland recomendasse o prêmio e ele mesmo foi o autor da citação. Ironicamente, isto também significava que violava o estatuto do governo, uma vez que só poderia ser considerado legal desde que os requisitos materiais fossem renunciados pelo Congresso, tais como o requisito não cumprido de realizar bravura conspícua "acima e para além da chamada do dever". Marshall admitiu o defeito ao secretário da Guerra, reconhecendo que "não há nenhum ato específico do General MacArthur que justifique a atribuição da Medalha de Honra sob uma interpretação literal dos estatutos". Da mesma forma, quando o ajudante-geral do Exército revisou o caso em 1945, ele determinou que "a autoridade para a sentença [de MacArthur] é questionável sob estrita interpretação dos regulamentos". 

MacArthur já havia sido indicado duas vezes ao prêmio e entendeu que era por liderança e não por bravura. Ele expressou o sentimento de que "este prêmio não se destina tanto a mim pessoalmente, mas é um reconhecimento da coragem indomável do valente exército que tive a honra de comandar".  Aos 62 anos, MacArthur era o mais velho a receber a Medalha de Honra na ativa na história e, como general de quatro estrelas, foi o militar com melhor classificação a receber a Medalha de Honra. Arthur e Douglas MacArthur tornaram-se assim os primeiros pai e filho a receber a Medalha de Honra. Eles permaneceram o único par até 2001, quando Theodore Roosevelt foi condecorado postumamente por seus serviços durante a Guerra Hispano-Americana, tendo Theodore Roosevelt Jr. recebido um postumamente por sua bravura durante a invasão da Normandia na Segunda Guerra Mundial.  A citação de MacArthur, escrita por Marshall,  dizia:
Pela liderança notável na preparação das Ilhas Filipinas para resistir à conquista, pela bravura e intrepidez acima e além do chamado do dever na ação contra as forças invasoras japonesas, e pela condução heróica de operações defensivas e ofensivas na Península de Bataan. Ele mobilizou, treinou e liderou um exército que recebeu aclamação mundial pela sua corajosa defesa contra uma tremenda superioridade das forças inimigas em homens e armas. Seu total desrespeito ao perigo pessoal sob fogo pesado e bombardeio aéreo, seu julgamento calmo em cada crise inspiraram suas tropas, galvanizaram o espírito de resistência do povo filipino e confirmaram a fé do povo americano em suas Forças Armadas.
Como símbolo das forças que resistem aos japoneses, MacArthur recebeu muitos outros elogios. As tribos nativas americanas do sudoeste o escolheram como "Chefe dos Chefes", que ele reconheceu como "meus amigos mais antigos, os companheiros da minha infância na fronteira ocidental".  Ele ficou emocionado quando foi nomeado Pai do Ano em 1942 e escreveu ao Comitê Nacional do Dia dos Pais que:
Por profissão sou soldado e tenho orgulho disso, mas tenho mais orgulho, infinitamente mais orgulho de ser pai. Um soldado destrói para construir; o pai apenas constrói, nunca destrói. Um tem as potencialidades da morte; o outro incorpora a criação e a vida. E embora as hordas da morte sejam poderosas, os batalhões da vida são ainda mais poderosos. Tenho esperança de que meu filho, quando eu partir, se lembre de mim, não da batalha, mas em casa, repetindo com ele nossa simples oração diária: "Pai nosso, que estás no céu."

### Campanha da Nova Guiné

#### Quartel General
Em 18 de abril de 1942, MacArthur foi nomeado Comandante Supremo das Forças Aliadas na Área Sudoeste do Pacífico (SWPA). O Tenente General George Brett tornou-se Comandante das Forças Aéreas Aliadas, e o Vice-Almirante Herbert F. Leary tornou-se Comandante das Forças Navais Aliadas.  Como a maior parte das forças terrestres no teatro eram australianas, George Marshall insistiu que um australiano fosse nomeado Comandante das Forças Terrestres Aliadas, e o cargo foi para o General Sir Thomas Blamey . Embora predominantemente australiano e americano, o comando de MacArthur também incluía um pequeno número de pessoal das Índias Orientais Holandesas, do Reino Unido e de outros países. 

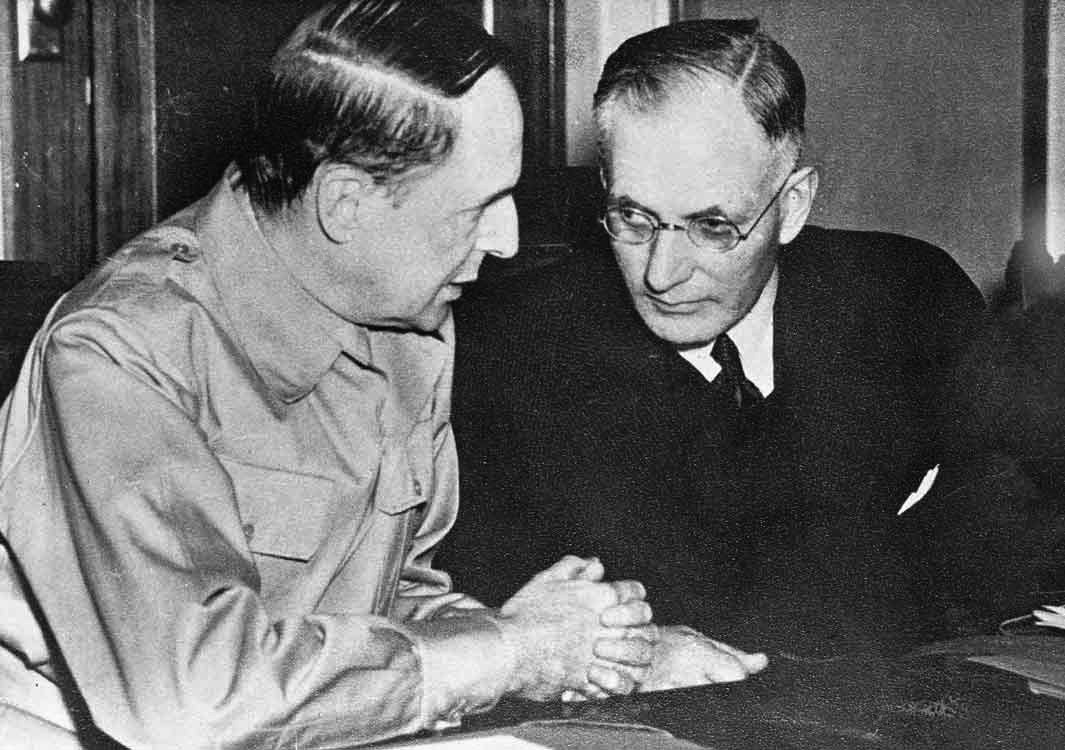
O primeiro-ministro australiano John Curtin (à direita) conversa com MacArthur

MacArthur estabeleceu um relacionamento próximo com o primeiro-ministro da Austrália, John Curtin,  e foi provavelmente a segunda pessoa mais poderosa do país depois do primeiro-ministro,  embora muitos australianos se ressentissem de MacArthur como um general estrangeiro que havia sido impostas a eles.  MacArthur tinha pouca confiança nas habilidades de Brett como comandante das Forças Aéreas Aliadas,    e em agosto de 1942 selecionou o major-general George C. Kenney para substituí-lo.   A aplicação do poder aéreo por Kenney em apoio às tropas de Blamey seria crucial. 
O estado-maior do Quartel-General (GHQ) de MacArthur foi construído em torno do núcleo que escapou das Filipinas com ele, que ficou conhecido como a "Gangue Bataan".  Embora Roosevelt e George Marshall pressionassem para que oficiais holandeses e australianos fossem designados para o GHQ, os chefes de todas as divisões do estado-maior eram americanos e os oficiais de outras nacionalidades designados serviam sob seu comando.  Inicialmente localizado em Melbourne,  o GHQ mudou-se para Brisbane - a cidade mais ao norte da Austrália com as instalações de comunicação necessárias - em julho de 1942,  ocupando o edifício da Australian Mutual Provident Society (renomeado após a guerra como Câmaras MacArthur). 
MacArthur formou sua própria organização de inteligência de sinais, conhecida como Central Bureau, a partir de unidades de inteligência australianas e criptoanalistas americanos que haviam escapado das Filipinas.  Esta unidade encaminhou informações do Ultra ao Chefe de Inteligência de MacArthur, Charles A. Willoughby, para análise.  Depois que um comunicado de imprensa revelou detalhes das disposições navais japonesas durante a Batalha do Mar de Coral, na qual uma tentativa japonesa de capturar Port Moresby foi rejeitada,  Roosevelt ordenou que a censura fosse imposta na Austrália, e o Conselho Consultivo de Guerra concedeu Autoridade de censura do GHQ sobre a imprensa australiana. Os jornais australianos restringiram-se ao que foi relatado no comunicado diário do GHQ.   Correspondentes veteranos consideraram os comunicados, que MacArthur redigiu pessoalmente, "uma farsa total" e "informações sobre Alice no País das Maravilhas distribuídas em alto nível".

#### Campanha de Papua

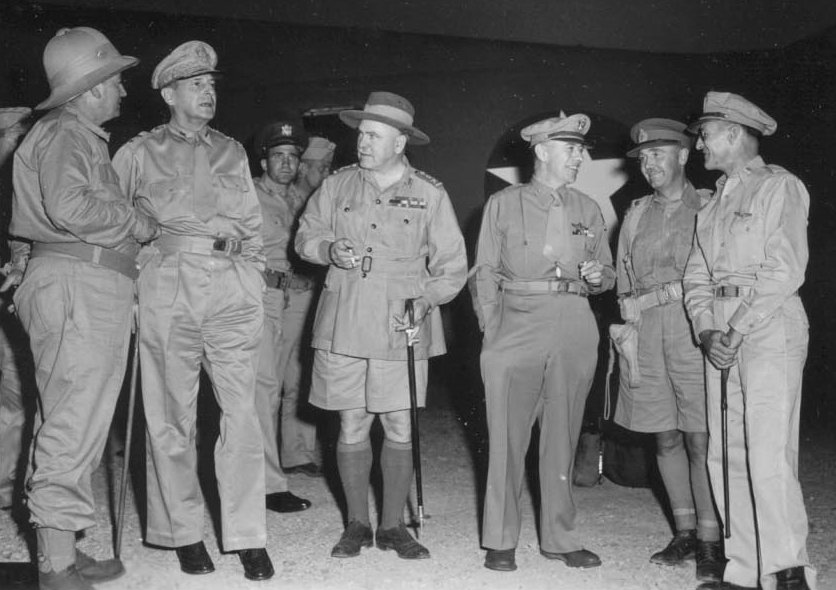
Comandantes aliados seniores na Nova Guiné em outubro de 1942. Da esquerda para a direita: Sr. Frank Forde (Ministro Australiano do Exército); MacArthur; General Sir Thomas Blamey, Forças Terrestres Aliadas; Tenente General George C. Kenney, Forças Aéreas Aliadas; Tenente General Edmund Herring, Força da Nova Guiné; Brigadeiro General Kenneth Walker, V Comando de Bombardeiros.

Antecipando que os japoneses atacariam novamente em Port Moresby, a guarnição foi reforçada e MacArthur ordenou o estabelecimento de novas bases em Merauke e Milne Bay para cobrir os seus flancos.  A Batalha de Midway, em junho de 1942, levou à consideração de uma ofensiva limitada no Pacífico. A proposta de MacArthur de um ataque à base japonesa em Rabaul encontrou objeções da Marinha, que favorecia uma abordagem menos ambiciosa, e se opôs a um general do Exército estar no comando do que seria uma operação anfíbia. O compromisso resultante exigia um avanço em três fases. A primeira etapa, a tomada da área de Tulagi, seria conduzida pelas Áreas do Oceano Pacífico, sob o comando do almirante Chester W. Nimitz. As etapas posteriores estariam sob o comando de MacArthur. 
Os japoneses atacaram primeiro, desembarcando em Buna em julho,  e na Baía Milne em agosto. Os australianos repeliram os japoneses em Milne Bay,  mas uma série de derrotas na Campanha da Trilha de Kokoda teve um efeito deprimente na Austrália. Em 30 de agosto, MacArthur comunicou por rádio a Washington que, a menos que fossem tomadas medidas, a Força da Nova Guiné ficaria sobrecarregada. Ele enviou Blamey a Port Moresby para assumir o comando pessoal.  Tendo comprometido todas as tropas australianas disponíveis, MacArthur decidiu enviar forças americanas. A 32ª Divisão de Infantaria, uma divisão da Guarda Nacional mal treinada, foi selecionada.  Uma série de reveses embaraçosos na Batalha de Buna-Gona levou a críticas francas às tropas americanas por parte dos australianos. MacArthur então ordenou que o tenente-general Robert L. Eichelberger assumisse o comando dos americanos e "tomasse Buna ou não voltasse vivo".  
MacArthur transferiu o escalão avançado do GHQ para Port Moresby em 6 de novembro de 1942.  Depois que Buna finalmente caiu em 3 de janeiro de 1943,  MacArthur concedeu a Cruz de Serviço Distinto a doze oficiais pela "execução precisa das operações". Este uso do segundo maior prêmio do país despertou ressentimento, porque enquanto alguns, como Eichelberger e George Alan Vasey, lutaram em campo, outros, como Sutherland e Willoughby, não o fizeram.  Por sua vez, MacArthur recebeu sua terceira Medalha de Serviço Distinto,  e o governo australiano o nomeou Cavaleiro Honorário da Grã-Cruz da Ordem Britânica do Banho.

#### Campanha da Nova Guiné
Na Conferência Militar do Pacífico, em março de 1943, o Estado-Maior Conjunto aprovou o plano de MacArthur para a Operação Cartwheel, o avanço sobre Rabaul.  MacArthur explicou sua estratégia:
A minha concepção estratégica para o Teatro do Pacífico, que delineei após a Campanha da Papua e desde então tenho defendido consistentemente, contempla ataques massivos apenas contra objectivos estratégicos principais, utilizando surpresa e poder de ataque ar-terra apoiado e assistido pela frota. Isto é exactamente o oposto do que é chamado de “salto entre ilhas”, que é o recuo gradual do inimigo através de pressão frontal directa, com as consequentes pesadas baixas que certamente estarão envolvidas. É claro que os pontos-chave devem ser tomados em consideração, mas uma escolha sábia destes evitará a necessidade de atacar a massa de ilhas agora em posse do inimigo. "Pular ilhas" com perdas extravagantes e progresso lento ... não é a minha ideia de como acabar com a guerra o mais rápido e o mais barato possível. Novas condições exigem soluções e novas armas exigem métodos novos e imaginativos para aplicação máxima. As guerras nunca são vencidas no passado.

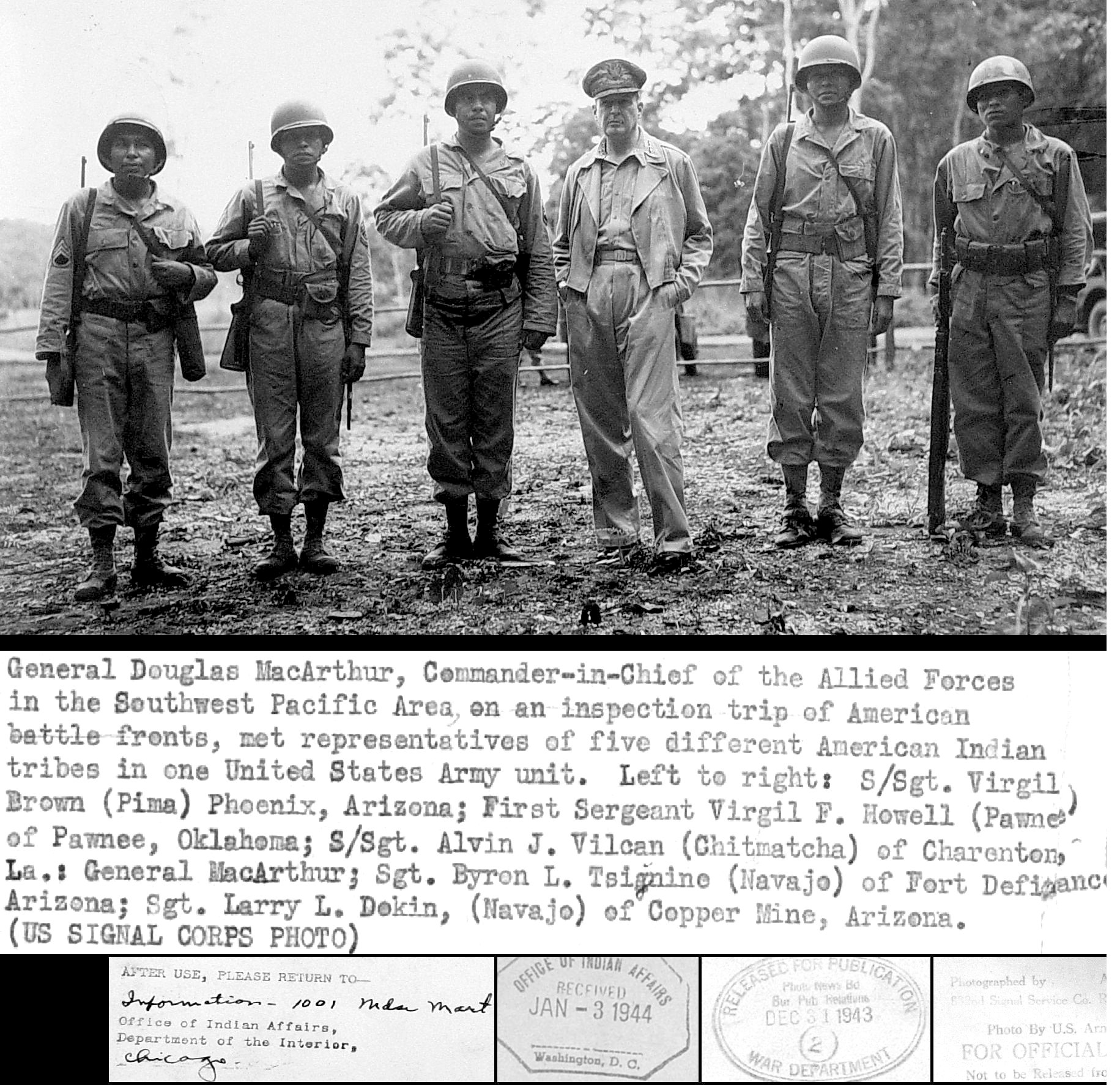
MacArthur com codetalkers nativos americanos no sudoeste do Pacífico

O quartel-general do Sexto Exército do Tenente General Walter Krueger chegou ao SWPA no início de 1943, mas MacArthur tinha apenas três divisões americanas, e elas estavam cansadas e esgotadas pelos combates na Batalha de Buna – Gona e na Batalha de Guadalcanal. Como resultado, "tornou-se óbvio que qualquer ofensiva militar no Sudoeste do Pacífico em 1943 teria de ser levada a cabo principalmente pelo Exército Australiano".  A ofensiva começou com o desembarque em Lae pela 9ª Divisão australiana em 4 de setembro de 1943. No dia seguinte, MacArthur assistiu ao pouso em Nadzab de paraquedistas da 503ª Infantaria Paraquedista . Seu B-17 fez a viagem com três motores porque um deles falhou logo após deixar Port Moresby, mas ele insistiu que voasse para Nadzab.  Por isso, foi agraciado com a Medalha Aérea. 
As 7ª e 9ª Divisões australianas convergiram para Lae, que caiu em 16 de setembro. MacArthur adiantou seu cronograma e ordenou que o 7º capturasse Kaiapit e Dumpu, enquanto o 9º montava um ataque anfíbio a Finschhafen. Aqui, a ofensiva estagnou, em parte porque MacArthur baseou a sua decisão de atacar Finschhafen na avaliação de Willoughby de que havia apenas 350 defensores japoneses em Finschhafen, quando na verdade eram quase 5.000. Uma batalha furiosa se seguiu. 
No início de novembro, o plano de MacArthur para um avanço para oeste ao longo da costa da Nova Guiné até às Filipinas foi incorporado nos planos para a guerra contra o Japão.   Três meses depois, os aviadores não relataram sinais de atividade inimiga nas Ilhas do Almirantado. Embora Willoughby não concordasse que as ilhas tivessem sido evacuadas, MacArthur ordenou um desembarque anfíbio ali, iniciando a campanha das Ilhas do Almirantado. Ele acompanhou a força de assalto a bordo do cruzador leve Phoenix, a nau capitânia do vice-almirante Thomas C. Kinkaid, o novo comandante da Sétima Frota, e desembarcou sete horas após a primeira leva de embarcações de desembarque, pela qual foi premiado com a Estrela de Bronze.  Foram necessárias seis semanas de combates ferozes antes que a 1ª Divisão de Cavalaria capturasse as ilhas. 
MacArthur teve uma das máquinas de relações públicas mais poderosas de qualquer general aliado durante a guerra, o que o tornou um herói de guerra extremamente popular entre o povo americano.  No final de 1943 e início de 1944, houve um sério esforço da facção conservadora do Partido Republicano centrado no Centro-Oeste para que MacArthur buscasse a indicação republicana para ser o candidato à presidência nas eleições de 1944, pois consideravam os dois homens mais provavelmente ganharão a nomeação republicana, nomeadamente Wendell Willkie e o governador Thomas E. Dewey de Nova Iorque, por serem demasiado liberais.  Por um tempo, MacArthur, que há muito se via como um presidente em potencial, esteve, nas palavras do historiador norte-americano Gerhard Weinberg, "muito interessado" em concorrer como candidato republicano em 1944.  No entanto, a promessa de MacArthur de "retornar" às Filipinas não foi cumprida no início de 1944 e ele decidiu não concorrer à presidência até libertar as Filipinas. 

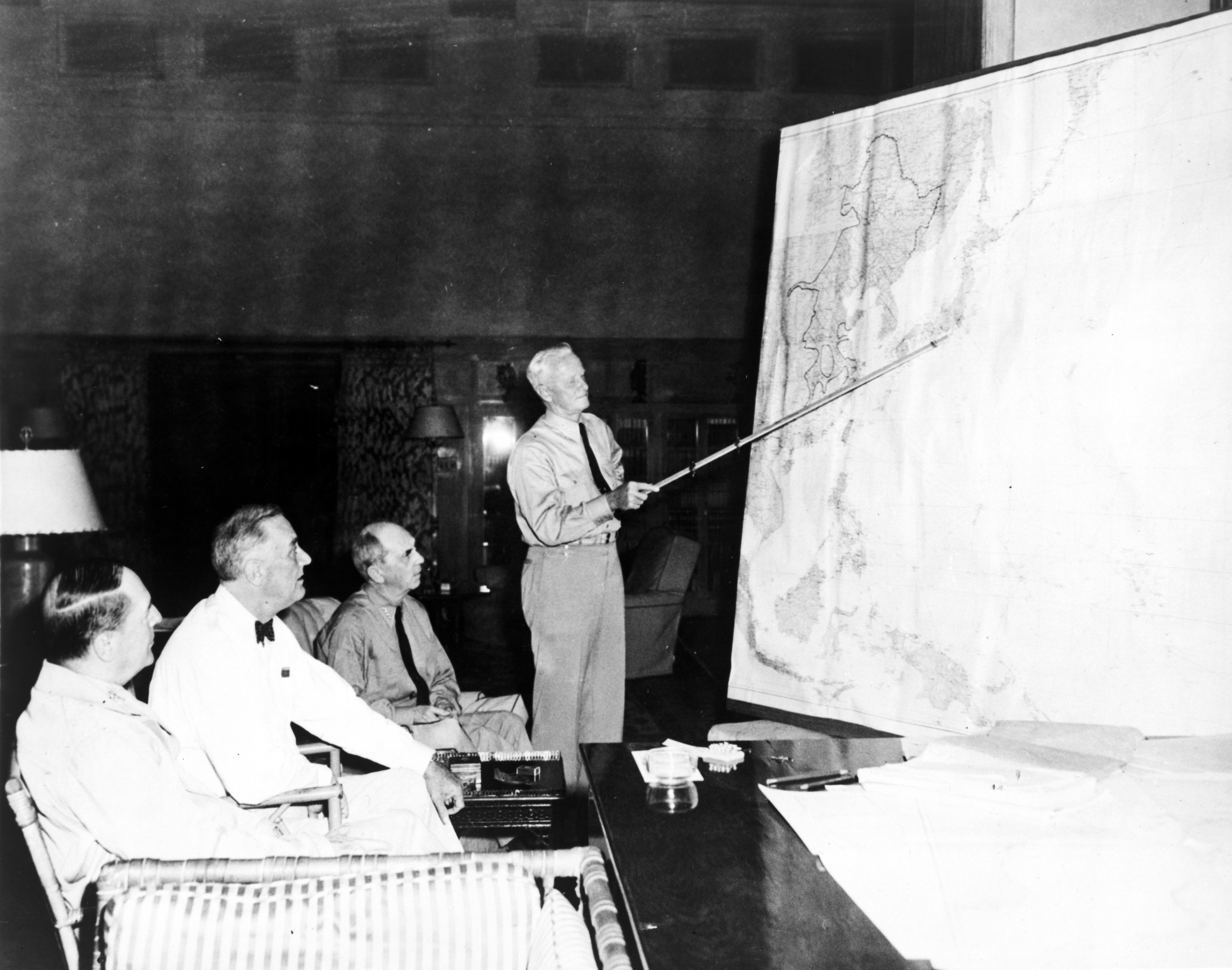
Conferência no Havaí, julho de 1944. Da esquerda para a direita: General MacArthur, Presidente Roosevelt, Almirante Leahy, Almirante Nimitz

Além disso, Weinberg argumentou que é provável que Roosevelt, que sabia da "enorme gratificação" que MacArthur aceitou de Quezon em 1942, tenha usado seu conhecimento desta transação para chantagear MacArthur para que não concorresse à presidência.  Finalmente, apesar dos melhores esforços dos republicanos conservadores para colocar o nome de MacArthur nas urnas, em 4 de abril de 1944, o governador Dewey obteve uma vitória tão convincente nas primárias de Wisconsin (considerada uma vitória significativa, dado que o Centro-Oeste era um reduto do conservador Republicanos se opuseram a Dewey) para garantir que ele ganharia a indicação republicana para ser o candidato do Partido Republicano à presidência em 1944. 
MacArthur contornou as forças japonesas na Baía de Hansa e Wewak, e atacou Hollandia e Aitape, que Willoughby relatou ter sido levemente defendida com base na inteligência recolhida na Batalha de Sio. O impulso ousado de MacArthur ao percorrer 600 milhas costa acima surpreendeu e confundiu o alto comando japonês, que não previra que MacArthur correria tais riscos.  Embora estivessem fora do alcance dos caças da Quinta Força Aérea baseados no Vale Ramu, o momento da operação permitiu que os porta-aviões da Frota do Pacífico de Nimitz fornecessem apoio aéreo. 
Embora arriscada, a operação acabou sendo outro sucesso. MacArthur pegou os japoneses desequilibrados e isolou o XVIII Exército Japonês do Tenente General Hatazō Adachi na área de Wewak. Como os japoneses não esperavam um ataque, a guarnição estava fraca e as baixas aliadas foram correspondentemente leves. No entanto, o terreno revelou-se menos adequado para o desenvolvimento da base aérea do que se pensava inicialmente, forçando MacArthur a procurar locais melhores mais a oeste. Embora contornar as forças japonesas tivesse grande mérito tático, tinha a desvantagem estratégica de amarrar as tropas aliadas para contê-las. Além disso, Adachi estava longe de ser derrotado, o que demonstrou na Batalha do Rio Driniumor. 

### Campanha das Filipinas (1944–1945)

#### Leyte

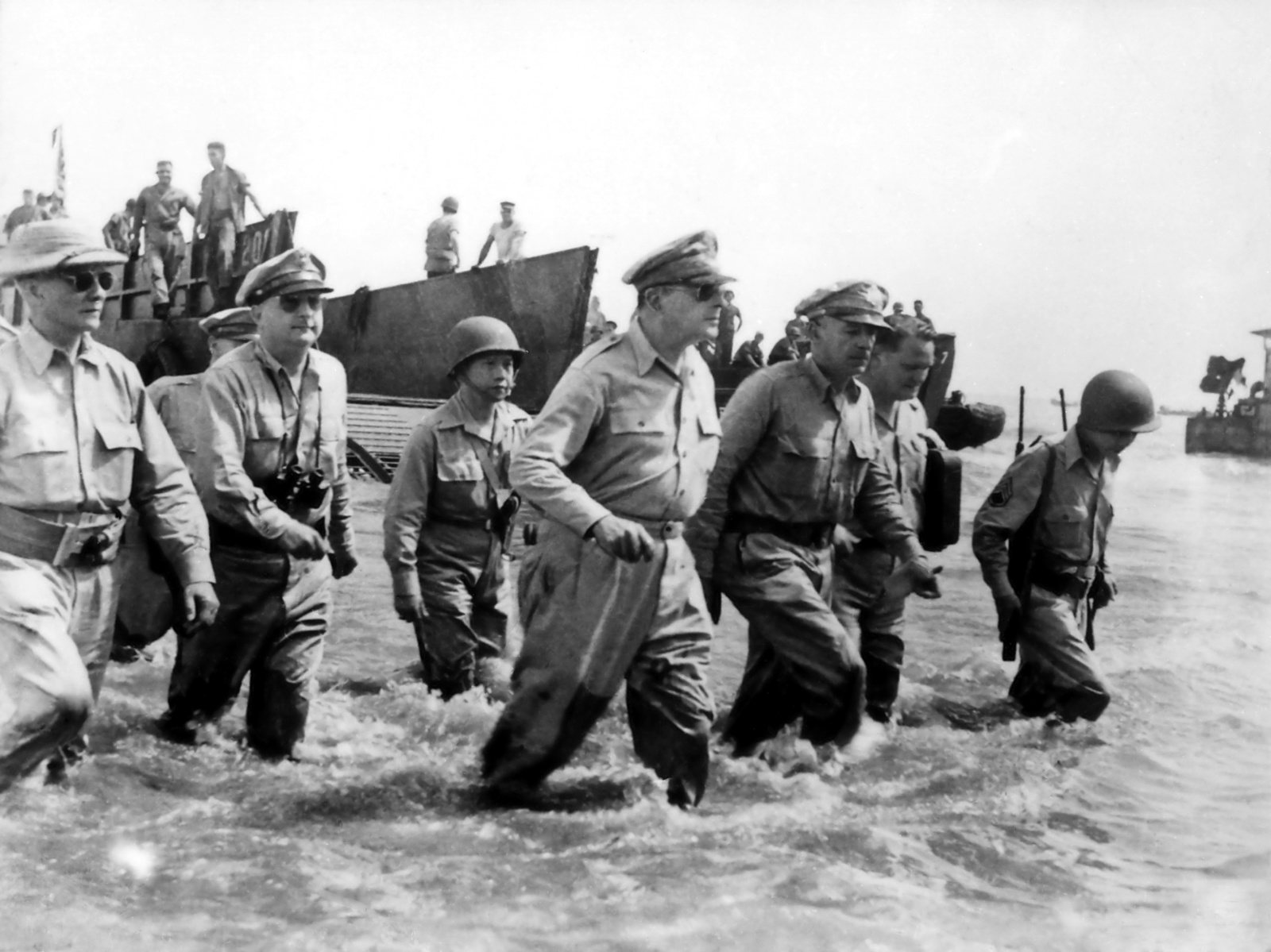
"Eu voltei" - O General MacArthur retorna às Filipinas com o presidente filipino Sergio Osmeña em algum lugar à sua direita, o secretário de Relações Exteriores das Filipinas, Carlos P. Romulo, à sua retaguarda e o tenente-general Richard K. Sutherland à sua esquerda. Foto tirada por Gaetano Faillace. Esta imagem icônica é recriada em estátuas gigantescas no MacArthur Landing Memorial National Park

Em julho de 1944, o presidente Roosevelt convocou MacArthur para se encontrar com ele no Havaí "para determinar a fase da ação contra o Japão". Nimitz defendeu o ataque a Formosa. MacArthur enfatizou a obrigação moral da América de libertar as Filipinas e conquistou o apoio de Roosevelt. Em setembro, os porta-aviões do almirante William Halsey Jr. realizaram uma série de ataques aéreos nas Filipinas. A oposição era fraca; Halsey concluiu, incorretamente, que Leyte estava "totalmente aberta" e possivelmente indefesa, e recomendou que as operações projetadas fossem ignoradas em favor de um ataque a Leyte. 

Em 20 de outubro de 1944, as tropas do Sexto Exército de Krueger desembarcaram em Leyte, enquanto MacArthur assistia do cruzador leve USS Nashville. Naquela tarde ele chegou à praia. O avanço não progrediu muito; atiradores ainda estavam ativos e a área estava sob tiros esporádicos de morteiros. Quando sua baleeira encalhou em águas na altura dos joelhos, MacArthur solicitou uma embarcação de desembarque, mas o chefe da praia estava ocupado demais para atender seu pedido. MacArthur foi obrigado a desembarcar.  Em seu discurso preparado, ele disse:
Povo das Filipinas: voltei. Pela graça do Deus Todo-Poderoso, as nossas forças estão novamente em solo filipino – solo consagrado no sangue dos nossos dois povos. Viemos dedicados e comprometidos com a tarefa de destruir todos os vestígios do controle inimigo sobre suas vidas diárias e de restaurar, sobre uma base de força indestrutível, as liberdades de seu povo.
Como Leyte estava fora do alcance das aeronaves terrestres de Kenney, MacArthur dependia de porta-aviões.  A atividade aérea japonesa logo aumentou, com ataques a Tacloban, onde MacArthur decidiu estabelecer seu quartel-general, e à frota offshore. MacArthur gostou de ficar na ponte do Nashville durante os ataques aéreos, embora várias bombas tenham caído nas proximidades e dois cruzadores próximos tenham sido atingidos.  Nos dias seguintes, os japoneses contra-atacaram na Batalha do Golfo de Leyte, resultando em um quase desastre que MacArthur atribuiu ao comando ter sido dividido entre ele e Nimitz.  A campanha em terra também não correu bem. Fortes chuvas de monções interromperam o programa de construção da base aérea. Os porta-aviões provaram não ser um substituto para os aviões terrestres, e a falta de cobertura aérea permitiu aos japoneses enviar tropas para Leyte. O clima adverso e a dura resistência japonesa desaceleraram o avanço americano, resultando em uma campanha prolongada.  

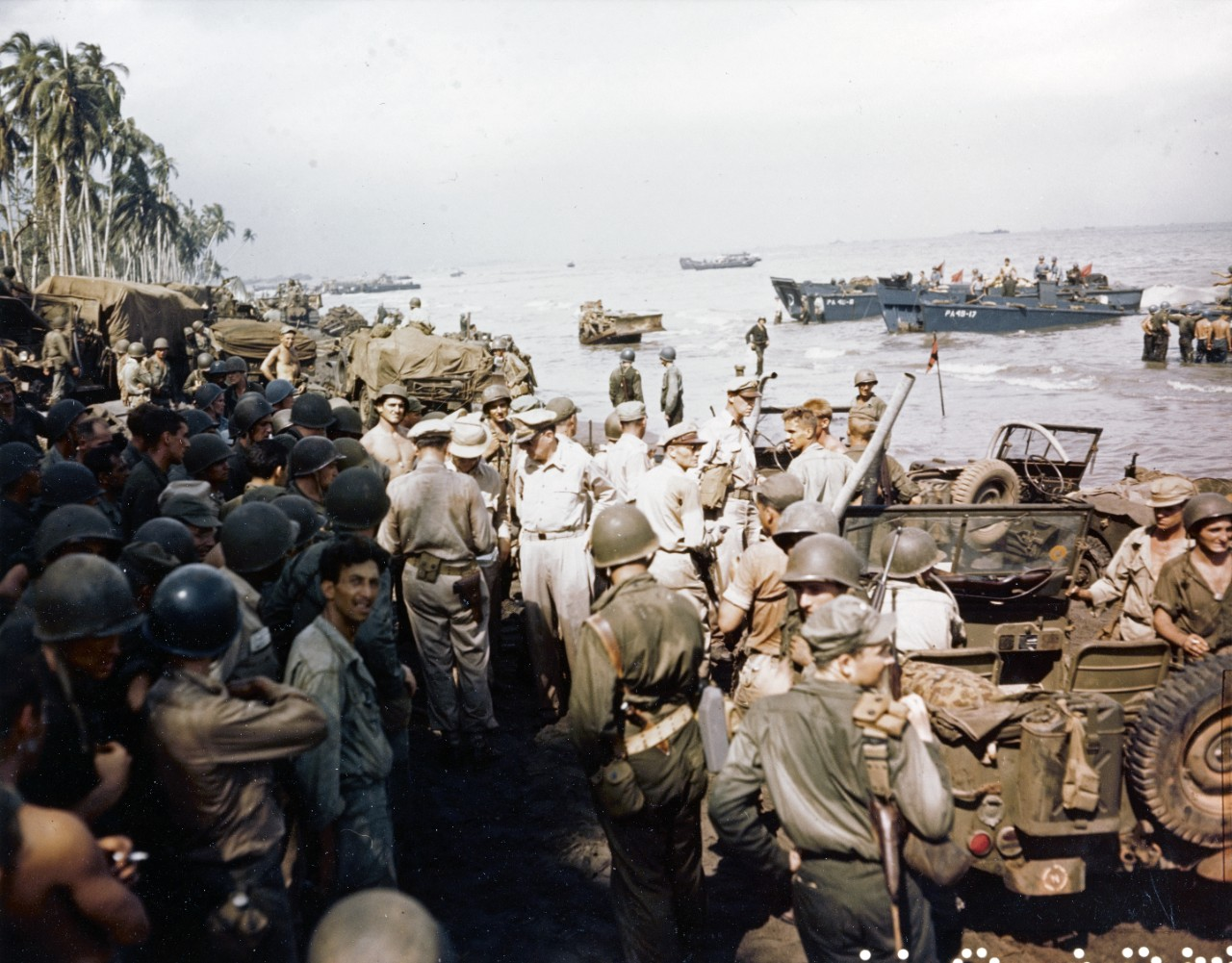
General Douglas MacArthur (centro), acompanhado pelos tenentes-generais George C. Kenney e Richard K. Sutherland e pelo major-general Verne D. Mudge (comandante geral, Primeira Divisão de Cavalaria), inspecionando a cabeça de ponte na Ilha de Leyte, 20 de outubro de 1944 com uma multidão de espectadores

No final de dezembro, a sede de Krueger estimou que 5.000 japoneses permaneciam em Leyte e, em 26 de dezembro, MacArthur emitiu um comunicado anunciando que "a campanha pode agora ser considerada encerrada, exceto para pequenas limpezas". No entanto, o Oitavo Exército de Eichelberger matou outros 27.000 japoneses em Leyte antes do final da campanha em maio de 1945.  Em 18 de dezembro de 1944, MacArthur foi promovido ao novo posto cinco estrelas de General do Exército, colocando-o na companhia de Marshall e seguido por Eisenhower e Henry "Hap" Arnold, os únicos quatro homens a alcançar o posto na Guerra Mundial. II. Incluindo Omar Bradley, que foi promovido durante a Guerra da Coréia para não ser superado por MacArthur, eles foram os únicos cinco homens a alcançar o posto de General do Exército desde a morte de Philip Sheridan, em 5 de agosto de 1888. MacArthur era o mais velho de todos, exceto Marshall. A classificação foi criada por uma Lei do Congresso quando a Lei Pública 78-482 foi aprovada em 14 de dezembro de 1944, como uma classificação temporária, sujeita a reversão para a classificação permanente seis meses após o fim da guerra. A categoria temporária foi então declarada permanente em 23 de março de 1946 pela Lei Pública 333 do 79º Congresso, que também concedeu remuneração integral e abonos na categoria aos aposentados.

#### Luzon
O próximo passo de MacArthur foi a invasão de Mindoro, onde havia bons campos de aviação em potencial. Willoughby estimou, corretamente, como se viu, que a ilha tinha apenas cerca de 1.000 defensores japoneses. O problema desta vez foi chegar lá. Kinkaid recusou-se a enviar porta-aviões de escolta para as águas restritas do Mar de Sulu, e Kenney não pôde garantir cobertura aérea terrestre. A operação foi claramente perigosa, e a equipe de MacArthur o convenceu a não acompanhar a invasão em Nashville . Quando a força invasora entrou no Mar de Sulu, um kamikaze atingiu Nashville, matando 133 pessoas e ferindo outras 190.  Engenheiros australianos e americanos tiveram três pistas de pouso em operação em duas semanas, mas os comboios de reabastecimento foram repetidamente atacados por kamikazes .  Durante este tempo, MacArthur brigou com Sutherland, famoso por sua agressividade, por causa da amante deste último, a capitã Elaine Clark. MacArthur instruiu Sutherland a não trazer Clark para Leyte, devido a um compromisso pessoal com Curtin de que as mulheres australianas da equipe do GHQ não seriam levadas para as Filipinas, mas Sutherland a trouxe de qualquer maneira. 

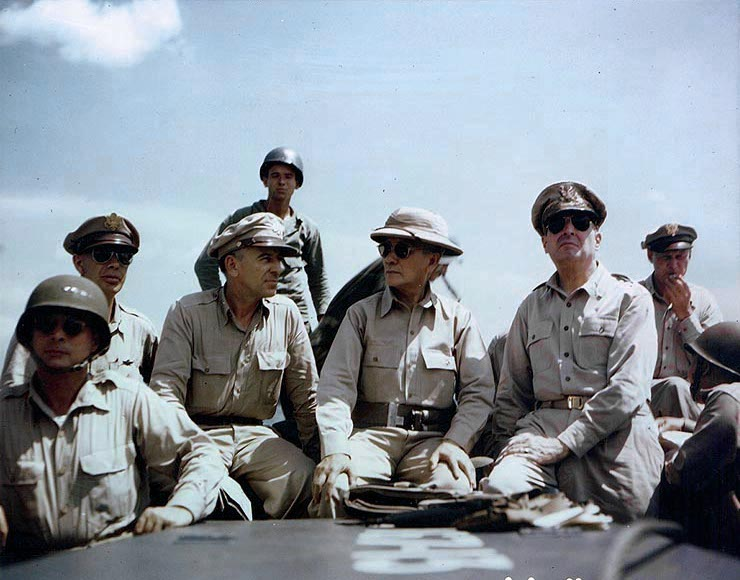
Oficiais militares americanos perto da Ilha Leyte, nas Filipinas, outubro de 1944: Tenente General George Kenney, Tenente General Richard K. Sutherland, Presidente Sergio Osmeña, General Douglas MacArthur

O caminho estava agora livre para a invasão de Luzon. Desta vez, com base em diferentes interpretações dos mesmos dados de inteligência, Willoughby estimou a força das forças do General Tomoyuki Yamashita em Luzon em 137.000, enquanto o Sexto Exército estimou-a em 234.000. A resposta de MacArthur foi "Beliche!".  Ele sentiu que até a estimativa de Willoughby era alta demais. “Audácia, risco calculado e um objetivo estratégico claro eram os atributos de MacArthur”,  e ele desconsiderou as estimativas. Na verdade, eles eram muito baixos; Yamashita tinha mais de 287 mil soldados em Luzon.  Desta vez, MacArthur viajou a bordo do cruzador leve USS Boise, observando o navio quase ser atingido por uma bomba e torpedos disparados por submarinos anões.  Seu comunicado dizia: "A batalha decisiva pela libertação das Filipinas e pelo controle do Sudoeste do Pacífico está próxima. O General MacArthur está no comando pessoal na frente e desembarcou com suas tropas de assalto." 
A principal preocupação de MacArthur era a captura do porto de Manila e da base aérea de Clark Field, necessários para apoiar operações futuras. Ele incitou seus comandantes.  Em 25 de janeiro de 1945, ele transferiu seu quartel-general avançado para a Hacienda Luisita, mais perto da frente do que o de Krueger.  Ele ordenou que a 1ª Divisão de Cavalaria conduzisse um rápido avanço sobre Manila. Chegou à periferia norte de Manila em 3 de fevereiro,  mas, sem o conhecimento dos americanos, o contra-almirante Sanji Iwabuchi decidiu defender Manila até a morte. A Batalha de Manila durou as três semanas seguintes.  Para poupar a população civil, MacArthur proibiu o uso de ataques aéreos,  mas milhares de civis morreram no fogo cruzado ou nos massacres japoneses.  Também se recusou a restringir o tráfego de civis que obstruíam as estradas de entrada e saída de Manila, colocando as preocupações humanitárias acima das militares, excepto em emergências.  Por sua participação na captura de Manila, MacArthur recebeu sua terceira Cruz de Serviço Distinto. 
Depois de tomar Manila, MacArthur instalou um de seus amigos filipinos, Manuel Roxas – que também era uma das poucas pessoas que sabia da enorme soma de dinheiro que Quezon havia dado a MacArthur em 1942 – em uma posição de poder que garantiu que Roxas fosse tornar-se o próximo presidente filipino.  Roxas foi um importante colaborador japonês servindo no governo fantoche de José Laurel, mas MacArthur afirmou que Roxas sempre foi secretamente um agente americano.  Sobre a afirmação de MacArthur de que Roxas era realmente parte da resistência, Weinberg escreveu que "as evidências nesse sentido ainda não surgiram" e que, ao favorecer o colaborador japonês Roxas, MacArthur garantiu que não houvesse nenhum esforço sério para resolver a questão da colaboração filipina com os japoneses depois da guerra.  Havia evidências de que Roxas usou sua posição de trabalho no governo fantoche japonês para reunir secretamente informações para repassar aos guerrilheiros, MacArthur e sua equipe de inteligência durante o período de ocupação.  
Uma das principais razões para MacArthur regressar às Filipinas foi libertar campos de prisioneiros de guerra e campos de internados civis, bem como aliviar o sofrimento dos civis filipinos nas mãos dos muito brutais ocupantes japoneses. MacArthur autorizou ousadas operações de resgate em vários campos de prisioneiros como Cabanatuan, Los Baños, e Santo Tomas. Em Santo Tomas, os guardas japoneses mantiveram 200 prisioneiros como reféns, mas os soldados norte-americanos conseguiram negociar uma passagem segura para os japoneses escaparem pacificamente em troca da libertação dos prisioneiros.
Após a Batalha de Manila, MacArthur voltou sua atenção para Yamashita, que havia recuado para as montanhas do centro e norte de Luzon.  Yamashita optou por travar uma campanha defensiva, sendo lentamente empurrado para trás por Krueger, e ainda resistia no momento em que a guerra terminou, para grande aborrecimento de MacArthur, pois ele desejava libertar todas as Filipinas antes do fim da guerra.  Em 2 de setembro de 1945, Yamashita (que teve dificuldade em acreditar que o imperador havia ordenado ao Japão que assinasse um armistício) desceu das montanhas para se render com cerca de 100.000 dos seus homens. 

#### Sul das Filipinas

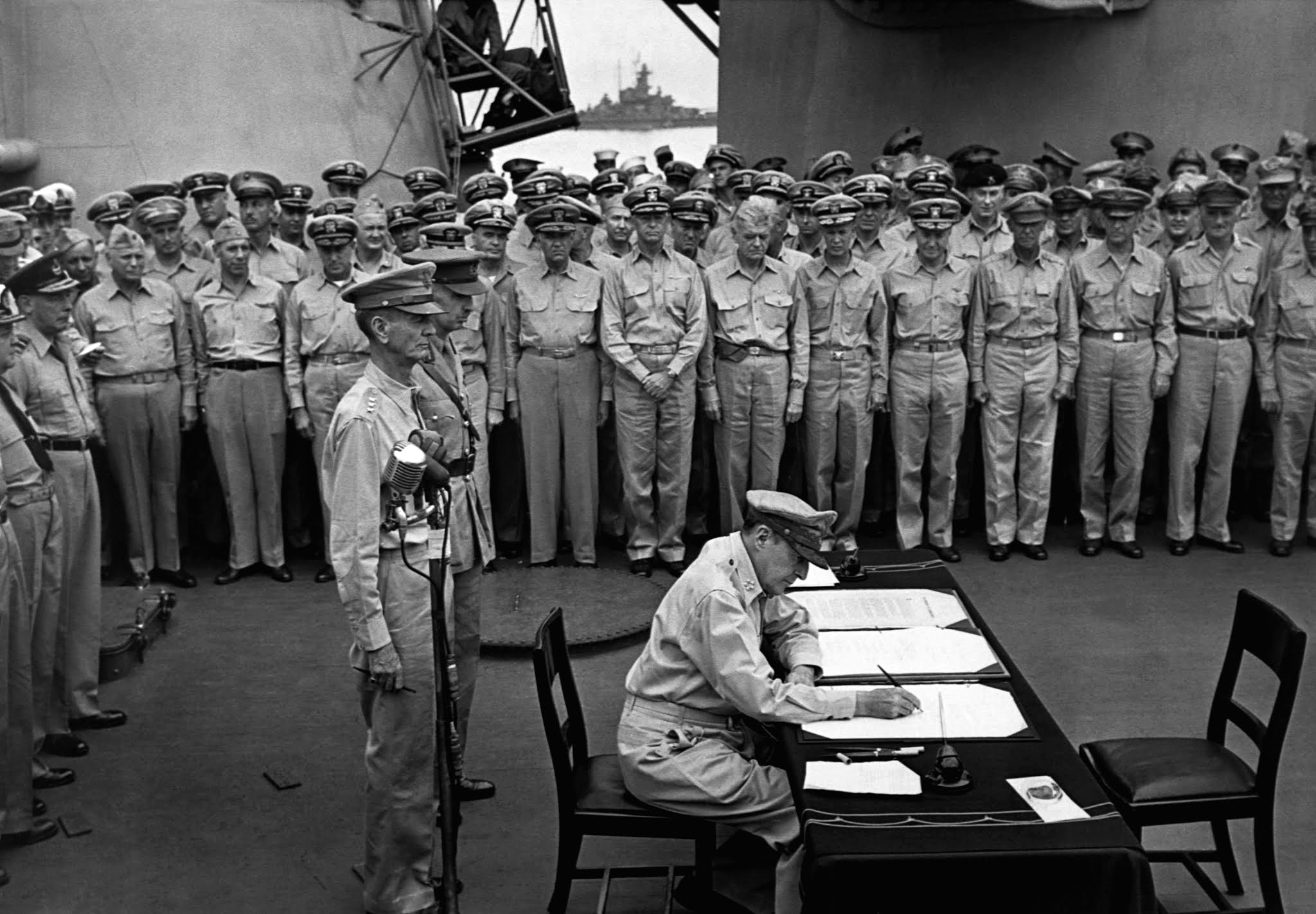
MacArthur assina o Instrumento Japonês de Rendição a bordo do USS Missouri. O general americano Jonathan Wainwright e o general britânico Arthur Percival estão atrás dele.

Embora MacArthur não tivesse nenhuma diretriz específica para fazê-lo e os combates em Luzon estivessem longe de terminar, ele comprometeu suas forças para libertar o restante das Filipinas.  No comunicado do GHQ de 5 de julho, ele anunciou que as Filipinas haviam sido libertadas e todas as operações encerradas, embora Yamashita ainda resistisse no norte de Luzon.  A partir de maio de 1945, MacArthur utilizou suas tropas australianas na invasão de Bornéu. Ele acompanhou o ataque a Labuan e visitou as tropas em terra. Ao retornar ao quartel-general em Manila, ele visitou Davao, onde disse a Eichelberger que não mais de 4.000 japoneses permaneciam vivos em Mindanao. Alguns meses depois, seis vezes esse número se rendeu.  Em julho de 1945, ele recebeu sua quarta Medalha de Serviços Distintos. 
Como parte dos preparativos para a Operação Downfall, a invasão do Japão, MacArthur tornou-se comandante-em-chefe das Forças do Exército dos EUA no Pacífico (AFPAC) em abril de 1945, assumindo o comando de todas as unidades do Exército e da Força Aérea do Exército no Pacífico, exceto a Vigésima Força Aérea. Ao mesmo tempo, Nimitz tornou-se comandante de todas as forças navais. O comando no Pacífico permaneceu, portanto, dividido.  Durante o planeamento da invasão do Japão, MacArthur sublinhou aos decisores em Washington que era essencial que a União Soviética entrasse na guerra, pois argumentou que era crucial que o Exército Vermelho amarrasse o exército Kwantung na Manchúria.  A invasão foi evitada pela rendição do Japão em agosto de 1945. Em 2 de setembro, MacArthur aceitou a rendição formal dos japoneses a bordo do encouraçado USS Missouri, encerrando assim as hostilidades na Segunda Guerra Mundial.  Em reconhecimento ao seu papel como estrategista marítimo, a Marinha dos EUA concedeu-lhe a Medalha de Serviço Distinto da Marinha. 

## Ocupação do Japão

### Protegendo o Imperador

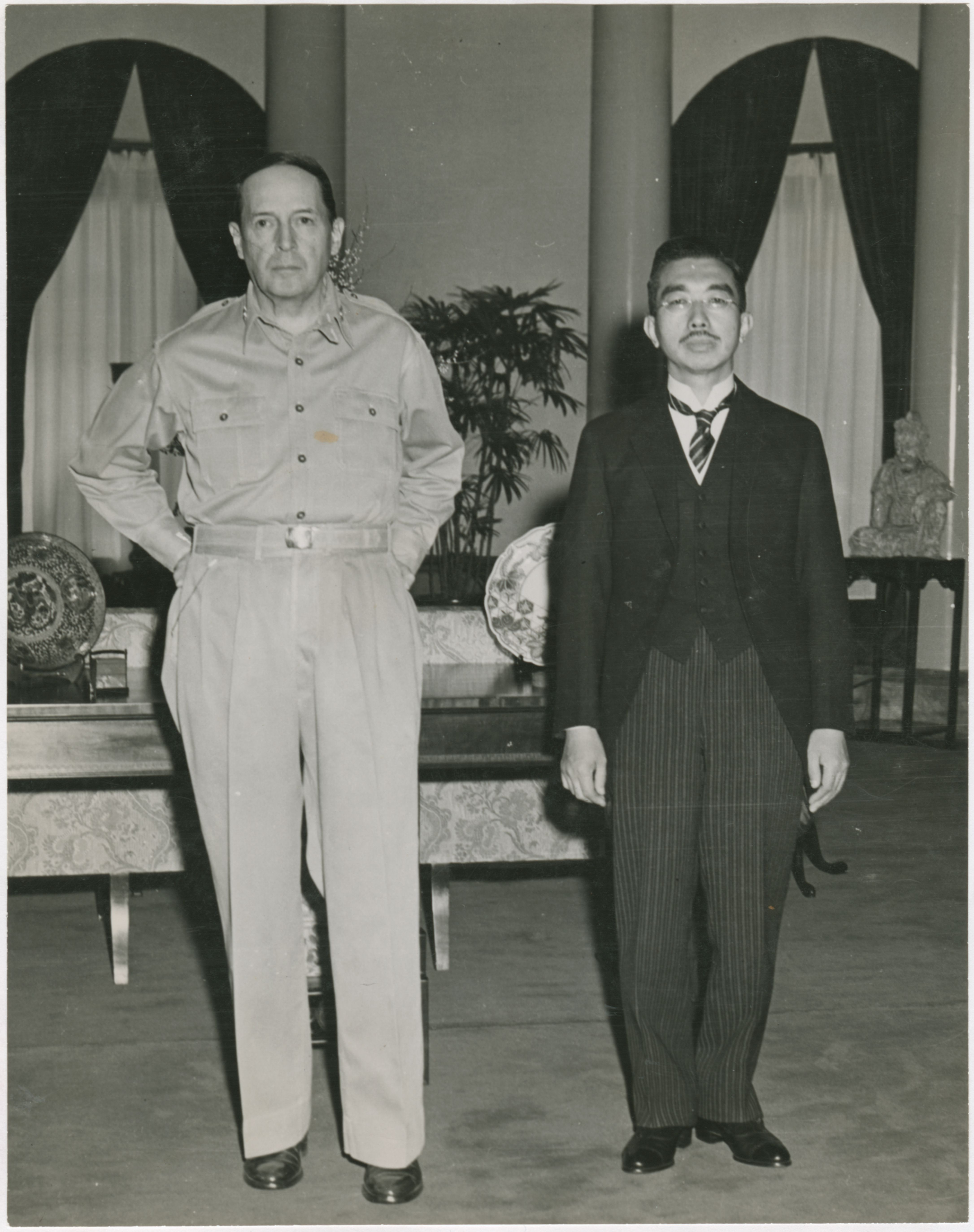
MacArthur e o Imperador do Japão, Hirohito, em seu primeiro encontro, setembro de 1945

Em 29 de agosto de 1945, MacArthur recebeu ordens de exercer autoridade através da máquina do governo japonês, incluindo o Imperador Hirohito.  A sede da MacArthur estava localizada no Edifício Dai Ichi Life Insurance, em Tóquio. Ao contrário da Alemanha, onde os Aliados tinham abolido em Maio de 1945 o Estado alemão, os americanos optaram por permitir que o Estado japonês continuasse a existir, embora sob o seu controlo final.  Ao contrário da Alemanha, houve uma certa parceria entre os ocupantes e os ocupados, pois MacArthur decidiu governar o Japão através do Imperador e da maior parte do resto da elite japonesa.  O Imperador era um deus vivo para o povo japonês, e MacArthur descobriu que governar através do Imperador tornava o seu trabalho de governar o Japão muito mais fácil do que teria sido de outra forma. 
Após a rendição japonesa em agosto de 1945, houve uma grande pressão vinda tanto dos países aliados quanto dos esquerdistas japoneses que exigiam que o imperador renunciasse e fosse indiciado como criminoso de guerra.   MacArthur discordou, pois pensava que um imperador ostensivamente cooperante ajudaria a estabelecer um regime de ocupação aliado pacífico no Japão. Dado que reter o imperador era crucial para garantir o controlo sobre a população, as forças aliadas protegeram-no da responsabilidade da guerra e evitaram minar a sua autoridade.  As provas que incriminariam o imperador e a sua família foram excluídas do Tribunal Militar Internacional para o Extremo Oriente.
Com o codinome Operação Lista Negra, MacArthur criou um plano que separava o imperador dos militaristas, manteve o imperador como monarca constitucional, mas apenas como uma figura de proa, e usou o imperador para manter o controle sobre o Japão e ajudar os EUA a alcançar os seus objetivos.  O historiador americano Herbert P. Bix descreveu a relação entre o general e o Imperador como: "o comandante Aliado usaria o Imperador, e o Imperador cooperaria para ser usado. A relação deles tornou-se de conveniência e proteção mútua, de mais benefício político para Hirohito do que para MacArthur porque Hirohito tinha mais a perder - toda a panóplia de propriedades simbólicas e legitimadoras do trono imperial". 
Ao mesmo tempo, MacArthur minou a mística imperial quando sua equipe divulgou uma foto de seu primeiro encontro com o Imperador, cujo impacto no público japonês foi elétrico, pois o povo japonês pela primeira vez viu o Imperador como um mero homem ofuscado. pelo MacArthur, muito mais alto, em vez do deus vivo como ele sempre foi retratado. Até 1945, o Imperador era uma figura remota e misteriosa para o seu povo, raramente visto em público e sempre silencioso, cujas fotografias eram sempre tiradas de um determinado ângulo para fazê-lo parecer mais alto e mais impressionante do que realmente era. Nenhum fotógrafo japonês teria tirado tal foto do Imperador sendo ofuscado por MacArthur. O governo japonês proibiu imediatamente a foto do Imperador com MacArthur alegando que prejudicava a mística imperial, mas MacArthur rescindiu a proibição e ordenou que todos os jornais japoneses a publicassem. A foto pretendia ser uma mensagem ao Imperador sobre quem seria o sócio principal no relacionamento deles. 

Como precisava do Imperador, MacArthur protegeu-o de qualquer esforço para responsabilizá-lo pelas suas ações e permitiu-lhe emitir declarações que retratavam incorretamente a era democrática emergente do pós-guerra como uma continuação das reformas da era Meiji.  MacArthur não permitiu quaisquer investigações do Imperador e, em vez disso, em outubro de 1945, ordenou que sua equipe "no interesse da ocupação pacífica e reabilitação do Japão, prevenção da revolução e do comunismo, todos os fatos que cercam a execução da declaração de guerra e a posição subsequente de o Imperador que tende a mostrar fraude, ameaça ou coação seja comandado".  Em janeiro de 1946, MacArthur relatou a Washington que o Imperador não poderia ser indiciado por crimes de guerra com base:
A sua acusação irá, sem dúvida, causar uma tremenda convulsão entre o povo japonês, cujas repercussões não podem ser subestimadas. Ele é um símbolo que une todos os japoneses. Destrua-o e a nação se desintegrará... É bem possível que seja necessário um milhão de soldados, que teriam de ser mantidos por um número indefinido de anos..
Para proteger o Imperador de ser indiciado, MacArthur fez com que um de seus funcionários, o Brigadeiro General Bonner Fellers, dissesse ao genrō Almirante Mitsumasa Yonai em 6 de março de 1946:
Para contrariar esta situação, seria mais conveniente que o lado japonês pudesse provar-nos que o Imperador é completamente inocente. Penso que os próximos ensaios oferecem a melhor oportunidade para o fazer. Tojo, em particular, deveria assumir toda a responsabilidade no seu julgamento. Quero que Tojo diga o seguinte: "Na conferência imperial anterior ao início da guerra, já decidi pressionar pela guerra, mesmo que sua majestade, o imperador, fosse contra ir à guerra com os Estados Unidos."
Do ponto de vista de ambos os lados, ter uma figura especialmente maligna na forma do General Hideki Tojo, a quem tudo o que deu errado poderia ser atribuído, era politicamente mais conveniente.  Numa segunda reunião em 22 de março de 1946, Fellers disse a Yonai:
O defensor mais influente do pensamento antiamericano nos Estados Unidos é [Benjamin V.] Cohen (um judeu e comunista), o principal conselheiro do Secretário de Estado Byrnes. Como disse a Yonai... é extremamente desvantajoso para a posição de MacArthur nos Estados Unidos levar a julgamento o próprio Imperador que está a cooperar com ele e a facilitar a boa administração da ocupação. Este é o motivo do meu pedido... “Será que o que eu disse ao Almirante Yonai outro dia já foi transmitido ao Tojo?”
As tentativas de MacArthur de proteger o imperador da acusação e de fazer com que toda a culpa fosse assumida por Tojo foram bem-sucedidas, o que, como comentou Bix, "teve um impacto duradouro e profundamente distorcido na compreensão japonesa da guerra perdida". 

### Julgamentos de crimes de guerra

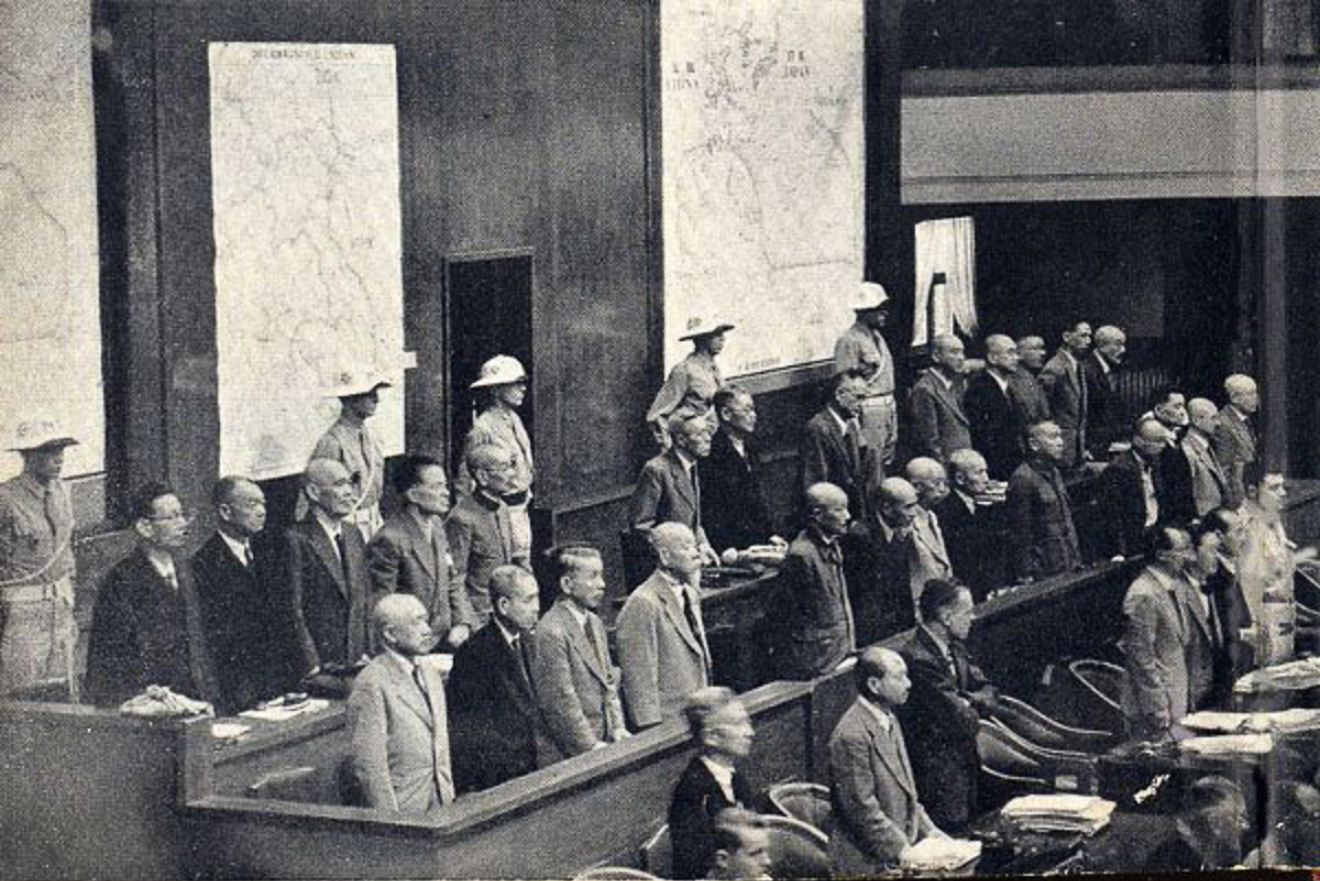
Os réus nos julgamentos de crimes de guerra em Tóquio

MacArthur foi responsável por confirmar e fazer cumprir as sentenças por crimes de guerra proferidas pelo Tribunal Militar Internacional para o Extremo Oriente.  No final de 1945, comissões militares aliadas em várias cidades da Ásia julgaram 5.700 japoneses, taiwaneses e coreanos por crimes de guerra. Cerca de 4.300 foram condenados, quase 1.000 foram condenados à morte e centenas foram condenados à prisão perpétua. As acusações surgiram de incidentes que incluíram o Estupro de Nanquim, a Marcha da Morte de Bataan e o massacre de Manila.  O julgamento de Yamashita em Manila foi criticado porque ele foi enforcado pelo massacre de Iwabuchi em Manila, que ele não havia ordenado e do qual provavelmente desconhecia.  Iwabuchi suicidou-se no final da batalha por Manila. 
MacArthur recomendou que Shiro Ishii e outros membros da Unidade 731 recebessem imunidade contra processos judiciais em troca de dados de guerra bacteriológica baseados em experimentação humana.  Ele também isentou o Imperador e todos os membros da família imperial implicados em crimes de guerra, incluindo príncipes como Chichibu, Asaka, Takeda, Higashikuni e Fushimi, de processos criminais. MacArthur disse que a abdicação do imperador não seria necessária. Ao fazê-lo, ignorou o conselho de muitos membros da família imperial e de intelectuais japoneses que apelavam publicamente à abdicação do Imperador e à implementação de uma regência.  Seu raciocínio era que se o imperador fosse executado ou condenado à prisão perpétua, haveria uma reação violenta e uma revolução por parte dos japoneses de todas as classes sociais e isso interferiria em seu objetivo principal de mudar o Japão de uma sociedade militarista e feudal para uma sociedade pró-ocidental. democracia moderna. Num telegrama enviado ao general Dwight Eisenhower em fevereiro de 1946, MacArthur disse que a execução ou prisão do imperador exigiria o uso de um milhão de soldados de ocupação para manter a paz. 

### Comandante Supremo das Potências Aliadas
Como Comandante Supremo das Potências Aliadas (SCAP) no Japão, MacArthur e o seu estado-maior ajudaram o Japão a reconstruir-se, a erradicar o militarismo e o ultranacionalismo, a promover as liberdades políticas civis, a instituir um governo democrático e a traçar um novo rumo que acabou por tornar o Japão num dos principais potências industriais do mundo. Os EUA estavam firmemente no controle do Japão para supervisionar sua reconstrução, e MacArthur foi efetivamente o líder interino do Japão de 1945 a 1948.  Em 1946, a equipe de MacArthur redigiu uma nova constituição que renunciava à guerra e despojava o imperador de sua autoridade militar. A constituição - que entrou em vigor em 3 de maio de 1947 - instituiu um sistema parlamentar de governo, segundo o qual o imperador agia apenas sob conselho de seus ministros. Incluía o Artigo 9, que proibia a beligerância como instrumento de política estatal e a manutenção de um exército permanente. A constituição também concedeu direitos às mulheres, garantiu os direitos humanos fundamentais, proibiu a discriminação racial, reforçou os poderes do Parlamento e do Gabinete e descentralizou a polícia e o governo local. 
Uma grande reforma agrária também foi conduzida, liderada por Wolf Ladejinsky, da equipe SCAP de MacArthur. Entre 1947 e 1949, aproximadamente 4.700.000 acres (1.900.000 ha), ou 38% das terras cultivadas do Japão, foram compradas dos proprietários no âmbito do programa de reforma do governo, e 4.600.000 acres (1.900.000 ha) foi revendido aos agricultores que os trabalhavam. Em 1950, 89% de todas as terras agrícolas eram geridas pelos proprietários e apenas 11% eram geridas por arrendatários.  Os esforços de MacArthur para encorajar a filiação sindical tiveram um sucesso fenomenal e, em 1947, 48% da força de trabalho não agrícola estava sindicalizada. Algumas das reformas de MacArthur foram rescindidas em 1948, quando o seu controle unilateral do Japão foi encerrado pelo aumento do envolvimento do Departamento de Estado.  Durante a Ocupação, o SCAP aboliu com sucesso, se não totalmente, muitas das coligações financeiras conhecidas como Zaibatsu, que anteriormente monopolizavam a indústria.  Eventualmente, agrupamentos industriais mais flexíveis, conhecidos como Keiretsu, evoluíram. As reformas alarmaram muitos nos Departamentos de Defesa e de Estado dos EUA, que acreditavam que elas entravam em conflito com a perspectiva do Japão e da sua capacidade industrial como um baluarte contra a propagação do comunismo na Ásia. 
Em 1947, MacArthur convidou o fundador e primeiro diretor executivo da União Americana pelas Liberdades Civis (ACLU), Roger Nash Baldwin, para ensinar ao governo e ao povo japonês sobre direitos civis e liberdades civis. MacArthur também lhe pediu que fizesse o mesmo com a Coreia do Sul, pela qual MacArthur foi responsável quando estava sob ocupação do Exército dos EUA. MacArthur ignorou os membros do Comitê de Atividades Antiamericanas da Câmara e do FBI que acreditavam que Baldwin era um comunista amante dos soviéticos. Ele queria que um especialista em liberdades civis apresentasse rapidamente os direitos civis de estilo ocidental aos japoneses e achava que os conservadores demorariam muito. Baldwin ajudou a fundar a União Japonesa pelas Liberdades Civis. Numa carta confidencial aos líderes da ACLU, o antimilitarista e muito liberal Baldwin disse sobre MacArthur: "Sua observação sobre as liberdades civis e a democracia está entre as melhores que já ouvi de qualquer civil - e foram incríveis de um general."
A nobreza hereditária do Japão, chamada kazoku, que durou mais de um milênio em formas diferentes, mas essencialmente semelhantes, foi abolida pela nova constituição japonesa, fortemente influenciada por MacArthur. Isto era semelhante ao sistema de nobreza europeu envolvendo príncipes, barões e condes que não faziam parte da família real. Além disso, a família real extensa, chamada ōke e shinnōke, foi abolida e despojada de todos os direitos e privilégios, transformando-se imediatamente em plebeus. Os únicos japoneses que foram autorizados a se autodenominarem parte da realeza ou da nobreza após a ocupação dos EUA foram o Imperador e cerca de 20 membros de sua família direta. Esta ação de MacArthur e dos redatores da constituição ajudou a transformar drasticamente o Japão, abolindo toda a antiga classe da família real estendida e a classe da nobreza.
MacArthur governou o Japão com uma abordagem branda. Ele legalizou o Partido Comunista Japonês apesar das reservas do governo dos Estados Unidos devido ao desejo de que o Japão fosse verdadeiramente democrático e convidou-os a participar nas eleições de 1946, que também foram as primeiras eleições a permitir o voto das mulheres. Ele ordenou a libertação de todos os prisioneiros políticos da era imperial japonesa, incluindo os prisioneiros comunistas. O primeiro desfile do Primeiro de Maio em 11 anos, em 1946, também recebeu luz verde de MacArthur. No dia anterior às celebrações do Primeiro de Maio, que envolveriam 300 mil comunistas japoneses manifestando-se com bandeiras vermelhas e cantos pró-marxismo em frente ao Palácio Imperial de Tóquio e ao Edifício Dai-Ichi, um grupo de supostos assassinos liderados por Hideo Tokayama que que planejavam assassinar MacArthur com granadas de mão e pistolas no Primeiro de Maio foram detidos e alguns de seus membros foram presos. Apesar desta conspiração, as manifestações do Primeiro de Maio continuaram. MacArthur impediu que o Partido Comunista ganhasse popularidade no Japão, libertando os seus membros da prisão, conduzindo uma reforma agrária histórica que tornou MacArthur mais popular do que o comunismo para os agricultores e camponeses japoneses rurais e permitindo que os comunistas participassem livremente nas eleições. Nas eleições de 1946, eles conquistaram apenas 6 cadeiras.  

MacArthur também esteve no comando da Coreia do Sul de 1945 a 1948 devido à falta de ordens ou iniciativas claras de Washington, D.C.  Não houve nenhum plano ou orientação dada a MacArthur pelo Estado-Maior Conjunto ou pelo Departamento de Estado sobre como governar a Coreia, então o que resultou foi uma ocupação militar muito tumultuada de 3 anos que levou à criação da República da Coreia, amiga dos EUA, em 1948. . Ele ordenou que o tenente-general John R. Hodge, que aceitou a rendição das forças japonesas no sul da Coreia em setembro de 1945, governasse aquela área em nome do SCAP e se reportasse a ele em Tóquio.   Num discurso ao Congresso em 19 de abril de 1951, MacArthur declarou:
O povo japonês desde a guerra passou pela maior reforma registada na história moderna. Com uma vontade louvável, vontade de aprender e notável capacidade de compreensão, eles ergueram no Japão, a partir das cinzas deixadas no rastro da guerra, um edifício dedicado à supremacia da liberdade individual e da dignidade pessoal, e no processo que se seguiu foi criado um um governo verdadeiramente representativo, comprometido com o avanço da moralidade política, da liberdade de empresa económica e da justiça social.
MacArthur entregou o poder ao governo japonês em 1949, mas permaneceu no Japão até ser destituído pelo presidente Harry S. Truman em 11 de abril de 1951. O Tratado de Paz de São Francisco, assinado em 8 de setembro de 1951, marcou o fim da ocupação Aliada e, quando entrou em vigor em 28 de abril de 1952, o Japão era mais uma vez um estado independente. 

### Eleições presidenciais de 1948
Em 1948, MacArthur fez uma tentativa de obter a indicação republicana para presidente, que foi o mais sério dos vários esforços que ele fez ao longo dos anos.  O status de MacArthur como um dos heróis de guerra mais populares da América, juntamente com sua reputação como o estadista que "transformou" o Japão, deram-lhe uma base sólida para concorrer à presidência, mas a falta de conexões de MacArthur dentro do Partido Republicano foi uma grande desvantagem.  Os apoiadores mais fortes de MacArthur vieram da ala quase isolacionista do meio-oeste dos republicanos e abraçaram homens como o brigadeiro-general Hanford MacNider, Philip La Follette e o brigadeiro-general Robert E. Wood, uma coleção diversificada de "velha direita" e republicanos progressistas unidos apenas pela crença de que os EUA estavam demasiado envolvidos na Europa para seu próprio bem.  MacArthur recusou-se a fazer campanha para a presidência, mas encorajou privadamente seus apoiadores a colocarem seu nome nas urnas.  MacArthur sempre afirmou que se aposentaria quando um tratado de paz fosse assinado com o Japão, e sua pressão no outono de 1947 para que os EUA assinassem um tratado de paz com o Japão pretendia permitir-lhe se aposentar com uma nota alta e, assim, fazer campanha para A presidência. Pelas mesmas razões, Truman subverteu os esforços de MacArthur para assinar um tratado de paz em 1947, dizendo que era necessário mais tempo antes que os EUA pudessem formalmente fazer a paz com o Japão.  Na verdade, Truman estava tão preocupado com a possibilidade de MacArthur se tornar presidente que, em 1947, pediu ao general Dwight Eisenhower (que, assim como Truman, também não gostava de MacArthur) que concorresse à presidência e Truman ficaria feliz em ser seu companheiro de chapa. Em 1951, ele pediu novamente a Eisenhower que corresse para deter MacArthur. Eisenhower perguntou: "E MacArthur?" Truman disse: "Vou cuidar de MacArthur. Você verá o que acontece com MacArthur."
Sem um tratado de paz, MacArthur decidiu não renunciar e, ao mesmo tempo, escreveu cartas a Wood dizendo que ficaria mais do que feliz em aceitar a nomeação republicana se esta lhe fosse oferecida.  No final de 1947 e início de 1948, MacArthur recebeu vários nobres republicanos em Tóquio.  Em 9 de março de 1948, MacArthur emitiu um comunicado à imprensa declarando seu interesse em ser o candidato republicano à presidência, dizendo que ficaria honrado se o Partido Republicano o nomeasse, mas não renunciaria ao Exército para fazer campanha para a presidência.  A declaração à imprensa foi forçada por Wood, que disse a MacArthur que era impossível fazer campanha para um homem que não estava oficialmente concorrendo à presidência, e que MacArthur poderia declarar sua candidatura ou ver Wood parar de fazer campanha por ele.  Os apoiadores de MacArthur fizeram um grande esforço para vencer as primárias republicanas de Wisconsin, realizadas em 6 de abril de 1948.  A recusa de MacArthur em fazer campanha prejudicou gravemente suas chances e foi vencida, para surpresa de todos, por Harold Stassen.  A derrota em Wisconsin seguida pela derrota em Nebraska efetivamente acabou com as chances de MacArthur de ganhar a indicação republicana, mas MacArthur recusou-se a retirar seu nome até a Convenção Nacional Republicana de 1948, na qual o governador Thomas Dewey, de Nova York, foi nomeado. 

## Guerra da Coreia

### Sul até Naktong, Norte até Yalu

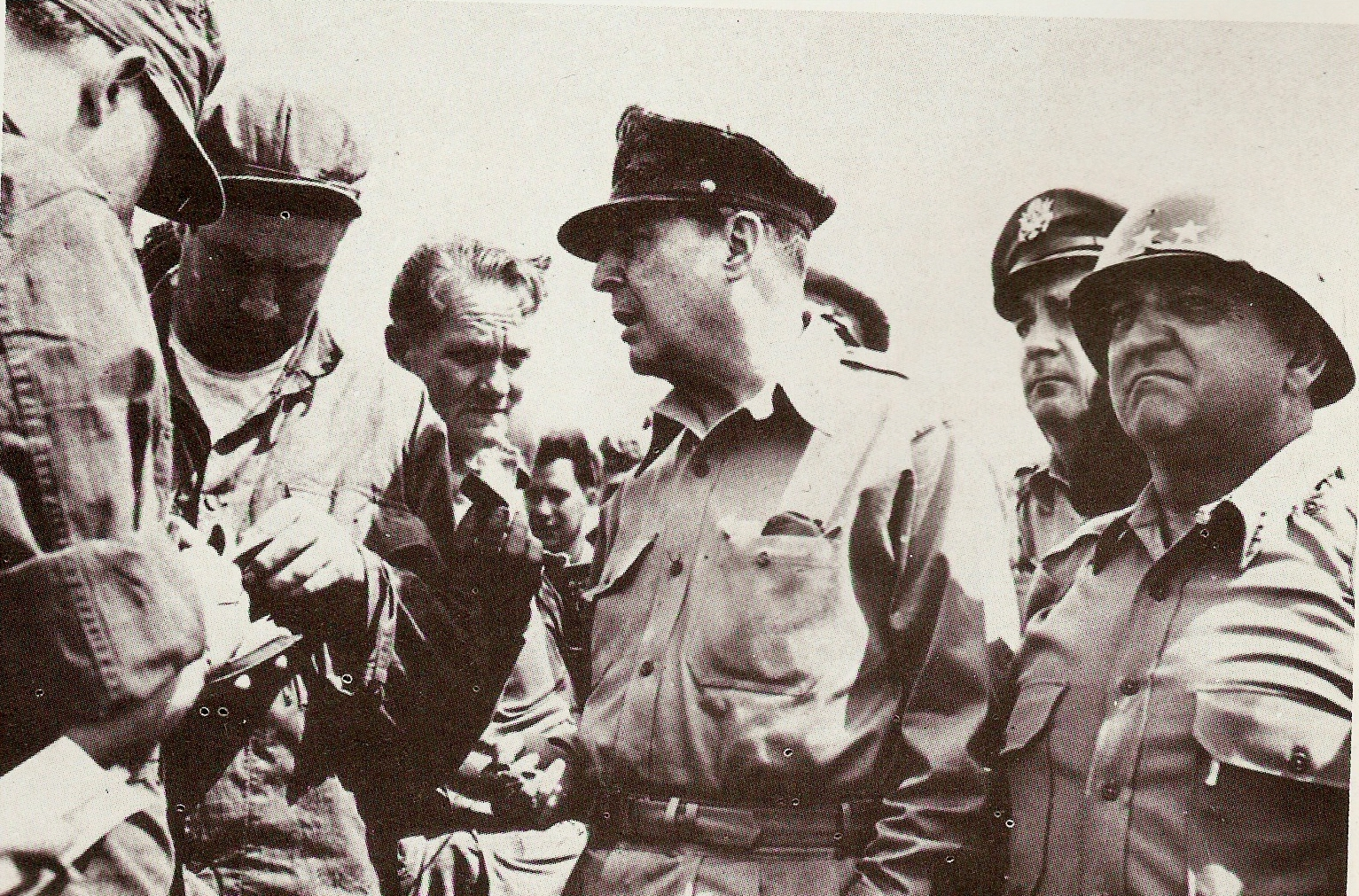
MacArthur conversa com o tenente-general Walton Walker (à direita) e outros soldados do Oitavo Exército em julho de 1950.

Em 25 de junho de 1950, a Coreia do Norte invadiu a Coreia do Sul, iniciando a Guerra da Coreia.  O Conselho de Segurança das Nações Unidas aprovou em rápida sucessão a Resolução 82, a Resolução 83, a  Resolução 84 e a Resolução 85 que autorizavam uma força do Comando das Nações Unidas (UNC) a ajudar a Coreia do Sul.  A ONU autorizou o governo americano a selecionar um comandante, e o Estado-Maior Conjunto recomendou por unanimidade MacArthur.  Ele, portanto, tornou-se comandante-chefe da UNC, permanecendo como SCAP no Japão e comandante-em-chefe no Extremo Oriente.  Todas as forças sul-coreanas foram colocadas sob seu comando. Ao recuarem antes do ataque norte-coreano, MacArthur recebeu permissão para mobilizar forças terrestres dos EUA. Tudo o que as primeiras unidades a chegar puderam fazer foi trocar homens e terreno por tempo, voltando para o Perímetro Pusan.  No final de agosto, a crise diminuiu. Os ataques norte-coreanos no perímetro diminuíram gradualmente. Enquanto a força norte-coreana contava com 88.000 soldados, o Oitavo Exército do tenente-general Walton Walker contava agora com 180.000 homens, e ele tinha mais tanques e peças de artilharia. 

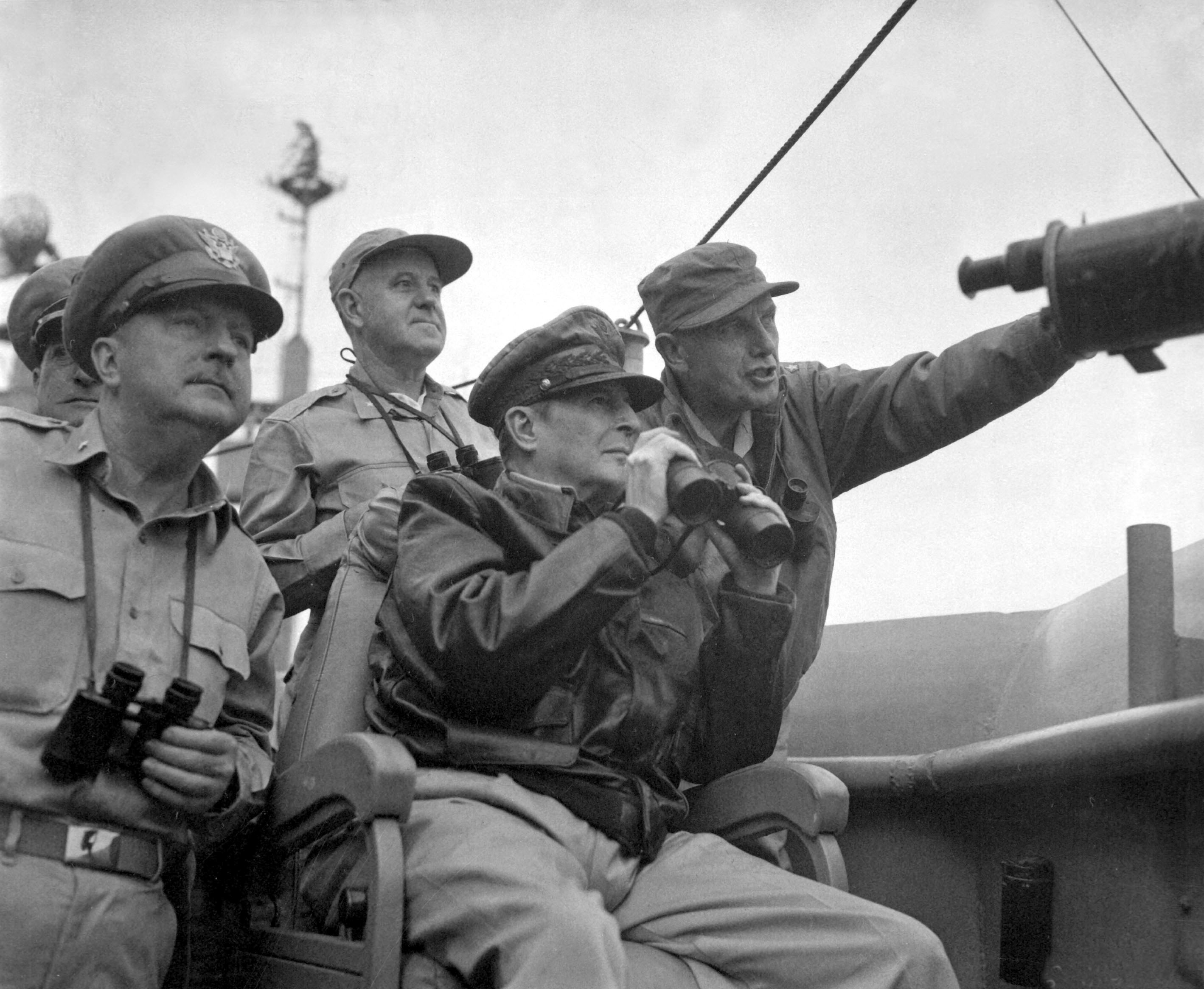
MacArthur observa o bombardeio naval de Inchon do, 15 de setembro de 1950 com o Brigadeiro General Courtney Whitney (à esquerda) e o Major General Edward M. Almond (à direita).

Em 1949, o Presidente do Estado-Maior Conjunto, General do Exército Omar Bradley, previu que "operações anfíbias combinadas em grande escala... nunca mais ocorrerá", mas em julho de 1950, MacArthur estava planejando exatamente tal operação.  MacArthur comparou seu plano com o do General James Wolfe na Batalha das Planícies de Abraão, e deixou de lado os problemas de marés, hidrografia e terreno.  Em setembro, apesar das preocupações persistentes dos superiores, os soldados e fuzileiros navais de MacArthur desembarcaram com sucesso em Inchon, bem atrás das linhas norte-coreanas. Lançado com apoio naval e aéreo aproximado, o desembarque flanqueou os norte-coreanos, recapturou Seul e forçou-os a recuar para norte em desordem.  Visitando o campo de batalha em 17 de setembro, MacArthur examinou seis tanques T-34 que haviam sido destruídos pelos fuzileiros navais, ignorando o fogo dos franco-atiradores ao seu redor, exceto para observar que os atiradores norte-coreanos estavam mal treinados. 
Em 11 de setembro, Truman emitiu uma ordem, NSC 81/1, a MacArthur e às forças da ONU para um avanço além do paralelo 38 na Coreia do Norte. Truman, o secretário de Estado Dean Acheson, o secretário de Defesa George Marshall, o embaixador dos EUA na ONU Warren R. Austin, e os governos britânico e francês concordaram todos com a decisão de invadir e ocupar toda a Coreia do Norte. MacArthur, ocupado com a defesa do Perímetro Pusan e os próximos desembarques em Inchon, não teve nada a ver com esta decisão. Houve controvérsia sobre se as tropas dos EUA deveriam cruzar o paralelo 38 apenas com a aprovação do governo dos EUA (NSC 81/1 era uma ordem exclusiva dos EUA) porque a resolução original da ONU apenas apelava à restauração da Coreia do Sul abaixo do paralelo 38. MacArthur estava muito hesitante em avançar para norte do paralelo 38 e esperou por mais instruções. Marshall ordenou que MacArthur em 30 de setembro se sentisse "desobstruído taticamente e estrategicamente para prosseguir ao norte do paralelo 38". Esta ambiguidade foi finalmente resolvida pela Assembleia Geral da ONU, dando luz verde a MacArthur para avançar para norte em 4 de Outubro com a Resolução 376(V), que autorizou ele e as forças da ONU a cruzar o paralelo 38 e unificar toda a Coreia sob a República da Coreia. O Estado-Maior Conjunto, em 7 de Outubro, esclareceu ainda mais a MacArthur que o mandato oficial das forças da ONU era a unificação de uma Coreia democrática. MacArthur planejou agora outro ataque anfíbio, em Wonsan, na costa leste, mas caiu nas mãos das tropas sul-coreanas antes que a 1ª Divisão da Marinha pudesse alcançá-lo por mar.  Em outubro, MacArthur se encontrou com Truman na Conferência da Ilha Wake, com Truman imitando a reunião de Roosevelt com MacArthur durante a guerra no Havaí.  O presidente concedeu a MacArthur sua quinta Medalha de Serviços Distintos.  Brevemente questionado sobre a ameaça chinesa, MacArthur rejeitou-a, dizendo que esperava poder retirar o Oitavo Exército para o Japão até ao Natal e libertar uma divisão para servir na Europa em Janeiro. Ele considerava a possibilidade de intervenção soviética uma ameaça mais séria. 
Em 20 de outubro, MacArthur voou para a área de Sukchon-Sunchon, na Coreia do Norte, ao norte de Pyongyang, para supervisionar e observar uma operação aerotransportada da 187ª Equipe de Combate Regimental Aerotransportada. Esta foi a primeira de duas operações aerotransportadas realizadas pelas forças da ONU durante a Guerra da Coreia. O avião desarmado de MacArthur foi atacado por aeronaves inimigas baseadas em Sinuiju . MacArthur recebeu uma Cruz de Voo Distinto por supervisionar a operação pessoalmente.
Um mês depois, as coisas mudaram. O inimigo foi atacado pelas forças da ONU na Batalha de Unsan no final de Outubro, o que demonstrou a presença de soldados chineses na Coreia e causou perdas significativas às tropas americanas e outras tropas da ONU. No entanto, Willoughby minimizou as evidências sobre a intervenção chinesa na guerra. Ele estimou que cerca de 71 mil soldados chineses estavam no país, enquanto o número real estava próximo de 300 mil.  Ele não estava sozinho neste erro de cálculo. Em 24 de Novembro, a Agência Central de Inteligência informou a Truman que embora pudesse haver até 200.000 soldados chineses na Coreia, "não há provas de que os comunistas chineses planeiem grandes operações ofensivas". 

Naquele dia, MacArthur voou para a sede de Walker e escreveu mais tarde:
Durante cinco horas percorri as linhas de frente. Ao conversar com um grupo de oficiais, contei-lhes sobre o desejo e a esperança do General Bradley de ter duas divisões em casa até o Natal... O que vi na linha de frente me preocupou muito. As tropas da R.O.K. ainda não estavam em boa forma e toda a linha estava deploravelmente fraca em número. Se os chineses estivessem realmente em força pesada, decidi retirar as nossas tropas e abandonar qualquer tentativa de avançar para norte. Decidi fazer um reconhecimento e tentar ver com meus próprios olhos e interpretar com minha longa experiência o que estava acontecendo...
MacArthur sobrevoou pessoalmente a linha de frente em seu Douglas C-54 Skymaster, mas não viu sinais de aumento chinês e, portanto, decidiu esperar antes de ordenar um avanço ou retirada. As evidências da atividade chinesa foram escondidas de MacArthur: o exército chinês viajava à noite e atacava durante o dia.  Mesmo assim, por seus esforços de reconhecimento, MacArthur foi premiado com as asas de piloto de combate honorário. 

### China entra na guerra
A China considerou a ofensiva da ONU na sua fronteira uma séria ameaça à sua segurança. Os receios da China de uma invasão foram reforçados pelas declarações públicas de MacArthur de que queria bombardear convencionalmente, mas não invadir, a China e usar as forças do Kuomintang estacionadas em Formosa para aumentar as forças da ONU na península coreana em resposta ao facto de a China ter iniciado pela primeira vez acções hostis contra as tropas da ONU em território não chinês (Coreia do Norte) durante outubro e novembro. MacArthur foi proibido por Truman de enviar quaisquer aviões, até mesmo aviões de reconhecimento, sobre o território chinês e seus pilotos da Força Aérea e da Marinha reclamaram com ele sobre jatos chineses (e também muito provavelmente soviéticos) que os atacavam ilegalmente através do rio Yalu, dentro do território norte-coreano, enquanto a ONU aviões bombardeavam a infraestrutura norte-coreana ao sul de Yalu. Para efeitos de mobilização interna, o governo chinês mentiu sobre como a guerra começou, alegando falsamente que MacArthur iniciou as hostilidades quando desembarcou as suas tropas em Inchon.   A teoria de que o líder chinês Mao Zedong só entrou na guerra por causa da ofensiva e dos comentários de MacArthur em Yalu foi aceite sem questionamento durante muitas décadas após a Guerra da Coreia. No entanto, pesquisas recentes do historiador Arthur L. Herman e outros na década de 2010, citando evidências de arquivos históricos chineses, mostraram que Mao na verdade planejava intervir diretamente na Guerra da Coreia desde julho de 1950, quando os primeiros soldados americanos desembarcaram na Coreia do Sul. muito antes das batalhas de Inchon e Yalu e muito antes das declarações públicas de MacArthur sobre Taiwan e a China no final de agosto de 1950. Os chineses planejavam envolver-se na Coreia com ou sem a ofensiva de MacArthur em Yalu. Na verdade, a China já tinha intervindo indiretamente no início da Guerra da Coreia, transferindo 69.200 soldados do Exército de Libertação Popular que eram cidadãos chineses de etnia coreana para o Exército Popular da Coreia do Norte em 1949-1950. Estas três divisões do exército chinês que foram transferidas para a Coreia do Norte foram a 156ª Divisão, a 164ª Divisão e a 166ª Divisão. Esses ex-soldados chineses que se transformaram em soldados norte-coreanos representavam 47% do exército de 148.680 homens da Coreia do Norte em junho de 1950. 
Em 25 de novembro de 1950, o Oitavo Exército de Walker foi atacado pelo Exército Chinês e logo as forças da ONU estavam em retirada. MacArthur forneceu ao chefe do Estado-Maior, General J. Lawton Collins, uma série de nove linhas de retirada sucessivas.  Em 23 de dezembro, Walker foi morto quando seu jipe colidiu com um caminhão e foi substituído pelo tenente-general Matthew Ridgway, a quem MacArthur havia selecionado em caso de tal eventualidade.  Ridgway observou que o "prestígio de MacArthur, que ganhou um brilho extraordinário depois de Inchon, foi gravemente manchado. Sua credibilidade sofreu com o resultado imprevisto da ofensiva de novembro..." 
Collins discutiu o possível uso de armas nucleares na Coreia com MacArthur em dezembro, e mais tarde pediu-lhe uma lista de alvos na União Soviética, caso esta entrasse na guerra. MacArthur testemunhou perante o Congresso em 1951 que nunca tinha recomendado o uso de armas nucleares e considerou, mas não recomendou, um plano para isolar a Coreia do Norte com venenos radioactivos, embora tenha abordado este último com Eisenhower, então presidente eleito, em 1952. Em 1954, numa entrevista publicada após a sua morte, afirmou que queria lançar bombas atómicas sobre bases inimigas, explicando que "eu teria lançado entre 30 e 50 bombas atómicas sobre as suas bases aéreas e outros depósitos espalhados pelo pescoço da Manchúria do outro lado do rio Yalu, de Antung (ponta noroeste da Coreia) até o bairro de Hunchun (logo ao norte da ponta nordeste da Coreia, perto da fronteira da URSS)". Em 1960, ele contestou uma declaração de Truman de que ele defendia o uso de bombas atômicas. Truman emitiu uma retratação, afirmando que não tinha provas da afirmação; era apenas sua opinião pessoal. Em janeiro de 1951, MacArthur recusou-se a aceitar propostas para o envio de armas nucleares para cobrir uma retirada da ONU na Coreia, conforme proposto por Truman.  
Em abril de 1951, o Estado-Maior Conjunto redigiu ordens para MacArthur autorizando ataques nucleares na Manchúria e na Península de Shandong se os chineses lançassem ataques aéreos originados de lá contra suas forças.  No dia seguinte, Truman reuniu-se com o presidente da Comissão de Energia Atômica dos Estados Unidos, Gordon Dean,  e providenciou a transferência de nove bombas nucleares Mark 4 para o controle militar.  Dean estava apreensivo em delegar a decisão sobre como elas deveriam ser usadas a MacArthur, que não tinha conhecimento técnico especializado das armas e seus efeitos.  O Estado-Maior Conjunto também não se sentiu totalmente confortável em entregá-los a MacArthur, por medo de que ele pudesse cumprir prematuramente suas ordens.  Em vez disso, decidiram que a força de ataque nuclear se reportaria ao Comando Aéreo Estratégico. 

### Remoção do comando

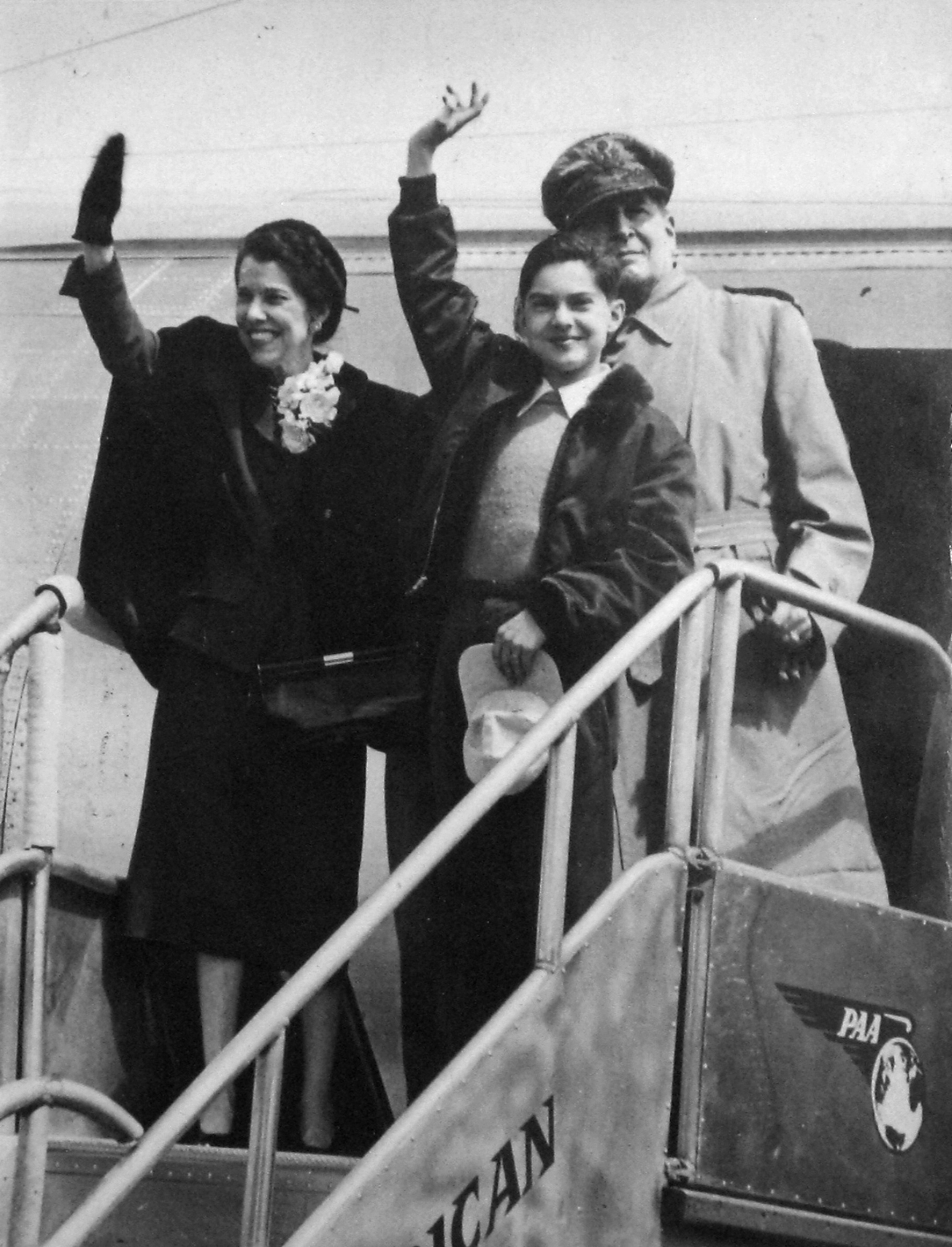
Douglas MacArthur (atrás), Jean MacArthur e filho Arthur MacArthur IV retornando às Filipinas para uma visita em 1950

Poucas semanas após o ataque chinês, MacArthur foi forçado a recuar da Coreia do Norte.  Seul caiu em janeiro de 1951, e tanto Truman quanto MacArthur foram forçados a contemplar a perspectiva de abandonar totalmente a Coreia.  Os países europeus não partilhavam a visão do mundo de MacArthur, desconfiavam do seu julgamento e temiam que ele pudesse usar a sua estatura e influência junto do público americano para reorientar a política americana para longe da Europa e para a Ásia. Eles estavam preocupados que isto pudesse levar a uma grande guerra com a China, possivelmente envolvendo armas nucleares.  Dado que em Fevereiro de 1950 a União Soviética e a China tinham assinado uma aliança defensiva comprometendo-se cada uma a entrar em guerra se a outra parte fosse atacada, a possibilidade de um ataque americano à China causar a Terceira Guerra Mundial era considerada muito real na altura. Numa visita aos Estados Unidos em dezembro de 1950, o primeiro-ministro britânico, Clement Attlee, levantou os temores dos governos britânicos e de outros governos europeus de que "o General MacArthur estava comandando o show". 
Sob o comando de Ridgway, o Oitavo Exército avançou novamente para o norte em janeiro. Ele infligiu pesadas baixas aos chineses,  recapturou Seul em março de 1951 e avançou para o Paralelo 38.  Com a melhoria da situação militar, Truman viu agora a oportunidade de oferecer uma paz negociada, mas, em 24 de Março, MacArthur apelou à China para admitir que tinha sido derrotada, desafiando simultaneamente tanto os chineses como os seus próprios superiores. O anúncio proposto por Truman foi arquivado. 

Em 5 de abril, o deputado Joseph William Martin Jr., o líder republicano na Câmara dos Representantes, leu em voz alta no plenário da Câmara uma carta de MacArthur crítica à política de Europa em primeiro lugar e à estratégia de guerra limitada de Truman.  A carta concluiu com:
Parece estranhamente difícil para alguns perceber que foi aqui na Ásia que os conspiradores comunistas escolheram fazer a sua jogada pela conquista global, e que nos juntamos à questão assim levantada no campo de batalha; que aqui combatemos a guerra da Europa com armas, enquanto os diplomatas ainda a combatem com palavras; que se perdermos a guerra para o comunismo na Ásia, a queda da Europa é inevitável, vencê-la e a Europa muito provavelmente evitaria a guerra e ainda assim preservaria a liberdade. Como você destacou, devemos vencer. Não há substituto para a vitória.
Em março de 1951, interceptações secretas de despachos diplomáticos dos Estados Unidos revelaram conversas clandestinas de diplomatas espanhóis e portugueses nas embaixadas de Tóquio em seus países de origem, nas quais alegavam que MacArthur expressou-lhes confiança de que conseguiria "resolver a questão comunista chinesa" uma vez e para todos. Este registo de conversas não registou MacArthur a dizer isto, mas sim diplomatas espanhóis e portugueses alegando que MacArthur disse isso. Quando estas alegadas alegações dos diplomatas chegaram ao conhecimento do Presidente Truman, ele ficou furioso ao saber que MacArthur supostamente não só estava a tentar aumentar o apoio público à sua posição sobre a condução da guerra, mas também tinha informado secretamente aos governos estrangeiros que planeava iniciar acções. que eram contrárias à política dos Estados Unidos. O Presidente não pôde agir imediatamente porque não tinha condições de revelar a existência das interceptações e devido à popularidade de MacArthur junto ao público e ao apoio político no Congresso. No entanto, após a divulgação, em 5 de abril, pelo Representante Martin da carta de MacArthur, Truman concluiu que poderia dispensar MacArthur de seus comandos sem incorrer em danos políticos inaceitáveis.  
Truman convocou o secretário de Defesa George Marshall, o presidente do Estado-Maior Conjunto Omar Bradley, o secretário de Estado Dean Acheson e Averell Harriman para discutir o que fazer com MacArthur.  Eles concordaram que MacArthur deveria ser destituído de seu comando, mas não fizeram nenhuma recomendação nesse sentido. Embora considerassem que isso era correto "do ponto de vista puramente militar",  estavam cientes de que também havia considerações políticas importantes.  Truman e Acheson concordaram que MacArthur era insubordinado, mas o Estado-Maior Conjunto evitou qualquer sugestão disso.  A insubordinação era uma ofensa militar, e MacArthur poderia ter solicitado uma corte marcial pública semelhante à de Billy Mitchell. O resultado de tal julgamento era incerto e poderia muito bem tê-lo considerado inocente e ordenado a sua reintegração.  O Estado-Maior Conjunto concordou que havia "poucas evidências de que o General MacArthur alguma vez tenha falhado em cumprir uma ordem direta do Estado-Maior Conjunto ou agido em oposição a uma ordem". "Na verdade", insistiu Bradley, "MacArthur esticou, mas não violou legalmente nenhuma diretriz do JCS. Ele violou a diretriz do presidente de 6 de dezembro [de não fazer declarações públicas sobre questões políticas], transmitida a ele pelo JCS, mas isso não constituiu violação de uma ordem de JCS."  Truman ordenou a substituição de MacArthur por Ridgway, e a ordem foi emitida em 10 de abril com a assinatura de Bradley. 

Em um artigo de 3 de dezembro de 1973 na revista Time, Truman foi citado como tendo dito no início dos anos 1960:
Eu o demiti porque ele não respeitava a autoridade do presidente. Não o demiti porque ele era um filho da puta burro, embora fosse, mas isso não é contra a lei para generais. Se assim fosse, metade a três quartos deles estariam na prisão.
A libertação do famoso general pelo político impopular criou uma tempestade de controvérsia pública. As pesquisas mostraram que a maioria do público desaprovava a decisão de destituir MacArthur.  Em fevereiro de 1952, quase nove meses depois, o índice de aprovação de Truman caiu para 22%. Desde 2023, esse continua sendo o índice de aprovação mais baixo da pesquisa Gallup registrado por qualquer presidente em exercício.   À medida que a guerra cada vez mais impopular na Coreia se arrastava, a administração de Truman foi assolada por uma série de escândalos de corrupção e ele acabou por decidir não concorrer à reeleição.  A partir de 3 de maio de 1951, um Comitê Conjunto do Senado – presidido pelo democrata Richard Russell Jr. – investigou a remoção de MacArthur. Concluiu que "a destituição do General MacArthur estava dentro dos poderes constitucionais do Presidente, mas as circunstâncias foram um choque para o orgulho nacional". 

## Vida posterior

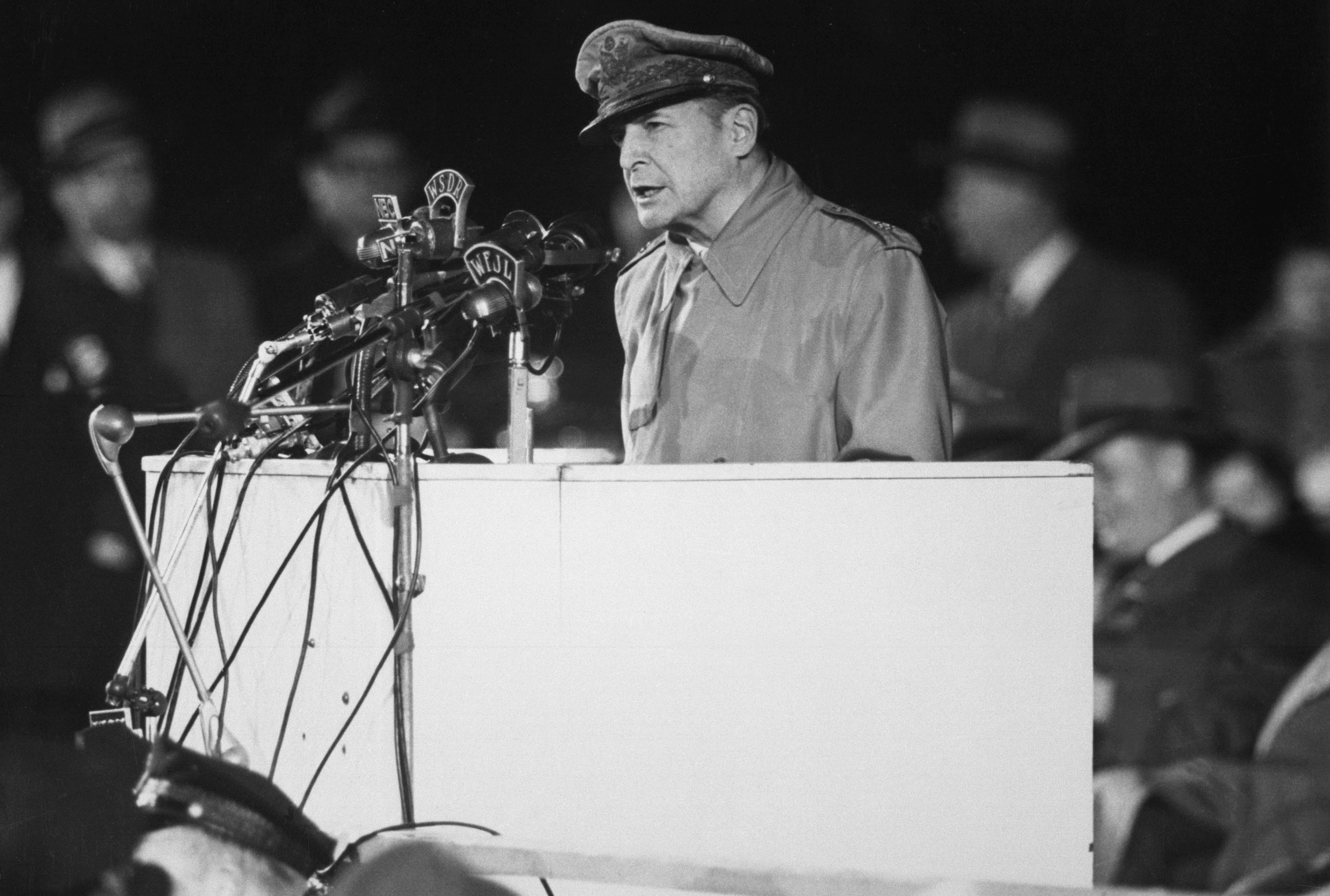
MacArthur falando no Soldier Field em Chicago em 1951

Um dia depois de sua chegada da Coreia a São Francisco, em 18 de abril de 1951, MacArthur voou com sua família para Washington, DC, onde deveria discursar em uma sessão conjunta do Congresso. Foi a primeira visita dele e de Jean ao território continental dos Estados Unidos desde 1937, quando eram casados; Arthur IV, agora com 13 anos, nunca esteve nos EUA  Em 19 de abril, MacArthur fez sua última aparição oficial em um discurso de despedida ao Congresso dos EUA, apresentando e defendendo seu lado de seu desacordo com Truman sobre a condução da Guerra da Coréia. Durante seu discurso, foi interrompido por cinquenta ovações.  MacArthur encerrou o discurso dizendo:
Estou encerrando meus 52 anos de serviço militar. Quando entrei no Exército, ainda antes da virada do século, foi a realização de todas as minhas esperanças e sonhos de menino. O mundo virou muitas vezes desde que prestei juramento na planície de West Point, e as esperanças e os sonhos desapareceram há muito tempo, mas ainda me lembro do refrão de uma das baladas de quartel mais populares daquela época, que proclamou com mais orgulho que "velhos soldados nunca morrem; eles simplesmente desaparecem".
E como o velho soldado daquela balada, agora encerro minha carreira militar e simplesmente desapareço, um velho soldado que tentou cumprir seu dever conforme Deus lhe deu a luz para ver esse dever.

Adeus.
MacArthur recebeu adulação pública, o que despertou expectativas de que concorreria à presidência, mas não foi candidato. Ele realizou uma turnê de palestras em 1951-52 atacando a administração Truman por "apaziguamento na Ásia" e por má gestão da economia.  Atraindo inicialmente grandes multidões, no início de 1952 os discursos de MacArthur atraíam um número cada vez menor de pessoas, pois muitos reclamavam que MacArthur parecia mais interessado em acertar contas com Truman e elogiar a si mesmo do que em oferecer uma visão construtiva para a nação.  MacArthur sentiu-se desconfortável em fazer campanha pela nomeação republicana e esperava que na Convenção Nacional Republicana de 1952, ocorresse um impasse entre o senador Robert A. Taft e o general Dwight Eisenhower para a nomeação presidencial. O plano de MacArthur era então intervir e apresentar-se como candidato de compromisso; potencialmente escolhendo Taft como companheiro de chapa.  Sua relutância em fazer campanha pela indicação prejudicou seriamente sua viabilidade como candidato. No final, MacArthur apoiou Taft e foi o orador principal da convenção. Taft acabou perdendo a indicação para Eisenhower, que venceu as eleições gerais de forma esmagadora.  Uma vez eleito, Eisenhower consultou MacArthur, seu ex-comandante, sobre o fim da guerra na Coreia. 

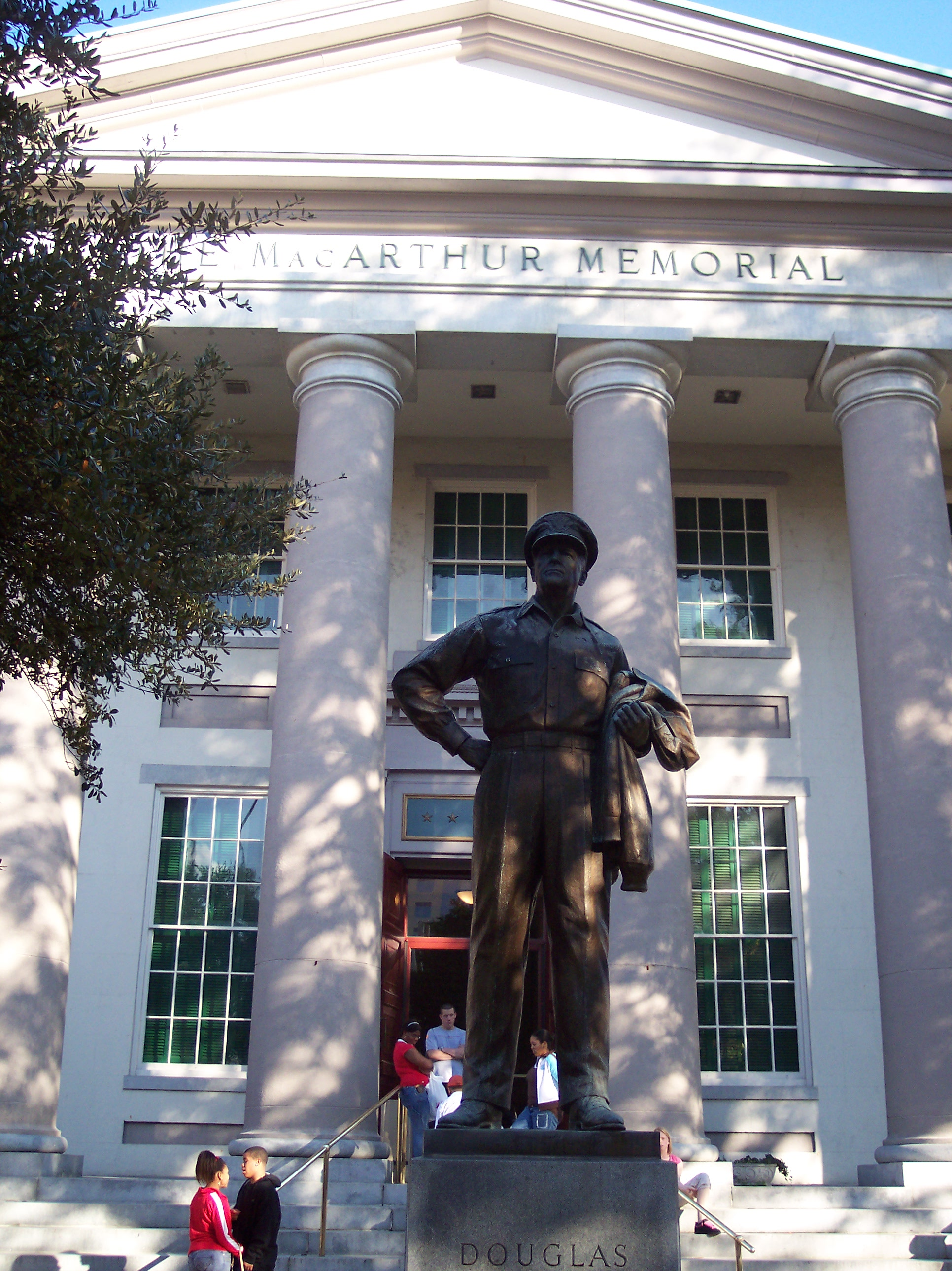
Memorial Douglas MacArthur em Norfolk, Virgínia. A estátua é uma duplicata daquela de West Point. A base abriga uma cápsula do tempo que contém várias recordações da MacArthur, Norfolk e da Fundação MacArthur.

Douglas e Jean MacArthur passaram seus últimos anos juntos na cobertura das Waldorf Towers, parte do Waldorf-Astoria Hotel.  Ele foi eleito presidente do conselho da Remington Rand em 1952. Naquele ano, ele ganhou um salário de US$ 68.000, além de US$ 20.000 de remuneração e subsídios como General do Exército.   O Waldorf tornou-se o cenário de uma festa anual de aniversário em 26 de janeiro, organizada pelo ex-vice-engenheiro-chefe do general, major-general Leif J. Sverdrup. Na celebração do 80º aniversário de MacArthur em 1960, muitos de seus amigos ficaram surpresos com a evidente deterioração da saúde do general. No dia seguinte, ele desmaiou e foi levado às pressas para uma cirurgia no Hospital St. Luke's para controlar uma próstata gravemente inchada.  Em junho de 1960, foi condecorado pelo governo japonês com o Grande Cordão da Ordem do Sol Nascente com Flores Paulownia, a mais alta ordem japonesa que pode ser conferida a um indivíduo que não seja chefe de estado. Em sua declaração ao receber a homenagem, MacArthur disse:
Nenhuma homenagem que recebi me comoveu mais profundamente do que esta. Talvez isto se deva ao facto de não me lembrar de nenhum paralelo na história do mundo onde uma grande nação recentemente em guerra tenha distinguido tanto o seu antigo comandante inimigo. O que torna tudo ainda mais comovente é a minha firme descrença na utilidade das ocupações militares com o seu correspondente deslocamento do controle civil.
Após sua recuperação, MacArthur começou metodicamente a se preparar para sua morte. Ele visitou a Casa Branca para uma reunião final com Eisenhower. Em 1961, para comemorar o décimo quinto aniversário da independência filipina, MacArthur, de 81 anos, fez uma "viagem sentimental" às Filipinas, onde foi condecorado pelo presidente Carlos P. Garcia com a Legião de Honra das Filipinas e se reuniu com multidões entusiasmadas. MacArthur também aceitou um adiantamento de US$ 900 mil.  de Henry Luce pelos direitos de suas memórias, e escreveu o volume que eventualmente seria publicado como Reminiscências.  As seções começaram a aparecer em formato serializado na Life meses antes de sua morte. 
O presidente John F. Kennedy solicitou o conselho de MacArthur em 1961 e 1962. A primeira das três reuniões foi realizada logo após a invasão da Baía dos Porcos. MacArthur foi extremamente crítico em relação ao conselho militar dado a Kennedy e advertiu o jovem presidente para evitar um aumento militar dos EUA no Vietnã, salientando que os problemas internos deveriam receber uma prioridade muito maior.  Mais tarde, MacArthur deu conselhos semelhantes ao presidente Lyndon B. Johnson.  Em agosto de 1962, Kennedy convocou MacArthur para aconselhamento na Casa Branca, enquanto MacArthur se reunia com membros do Congresso em Washington depois que Kennedy recebeu informações de que os soviéticos estavam se preparando para transportar armas nucleares para Cuba. “A maior arma de guerra é o bloqueio”, aconselhou MacArthur a Kennedy após uma longa conversa sobre como lidar com os soviéticos e os chineses. "Se a guerra acontecer, essa é a arma que devemos usar." Kennedy usou a opção de bloqueio naval durante a crise dos mísseis cubanos, dois meses depois, graças ao conselho de MacArthur. Kennedy confiava fortemente em MacArthur porque sempre que era instado a aumentar o envolvimento dos EUA no Laos e no Vietnã por generais, políticos e conselheiros, ele lhes dizia: "Bem, agora, senhores, voltem e convençam o General MacArthur, então estarei convencido ."

Em 1962, West Point homenageou o cada vez mais frágil MacArthur com o Prêmio Sylvanus Thayer por excelentes serviços prestados à nação, que havia sido concedido a Eisenhower no ano anterior. O discurso de MacArthur aos cadetes ao receber o prêmio teve como tema “Dever, Honra, Pátria”:
As sombras estão se alongando para mim. O crepúsculo está aqui. Meus dias antigos desapareceram, tom e matiz. Eles brilharam através dos sonhos de coisas que existiram. A memória deles é de uma beleza maravilhosa, regada pelas lágrimas e estimulada e acariciada pelos sorrisos de ontem. Ouço em vão, mas com ouvidos sedentos, a melodia encantadora de clarins fracos tocando a alvorada, de tambores distantes tocando o longo toque. Em meus sonhos ouço novamente o barulho das armas, o barulho dos mosquetes, o estranho e triste murmúrio do campo de batalha. Mas na noite que me lembro, sempre volto para West Point. Sempre há ecos e reecos: Dever, Honra, Pátria. Hoje marca minha última chamada com você, mas quero que saiba que quando eu cruzar o rio, meus últimos pensamentos conscientes serão sobre o Corpo,o Corpo, e o Corpo. Eu digo-te adeus.
Em agosto de 1962, MacArthur retornou a Washington, DC, para receber uma homenagem especial de uma sessão conjunta do Congresso chamada Agradecimentos do Congresso. O Congresso aprovou por unanimidade uma resolução especial para conceder-lhe este prêmio. Esta foi sua primeira viagem ao Congresso desde abril de 1951, depois de ser dispensado. Ele recebeu uma cópia detalhada da resolução que o homenageou por sua liderança militar durante e após a Segunda Guerra Mundial e também "por seus muitos anos de esforço para fortalecer os laços entre as Filipinas e os Estados Unidos". Esta honra é única porque remonta à Guerra Revolucionária Americana e raramente foi concedida a alguém após a Guerra Civil. Dois meses depois, MacArthur foi premiado com a Medalha de Ouro do Congresso que honrou seus "bravos serviços prestados ao seu país".
Em 1963, o presidente Kennedy pediu a MacArthur que ajudasse a mediar uma disputa entre a National Collegiate Athletic Association e a Amateur Athletic Union sobre o controle dos esportes amadores no país. A disputa ameaçou inviabilizar a participação dos Estados Unidos nos Jogos Olímpicos de Verão de 1964. Sua presença ajudou a fechar um acordo e a participação nos jogos ocorreu conforme planejado.

## Morte e legado

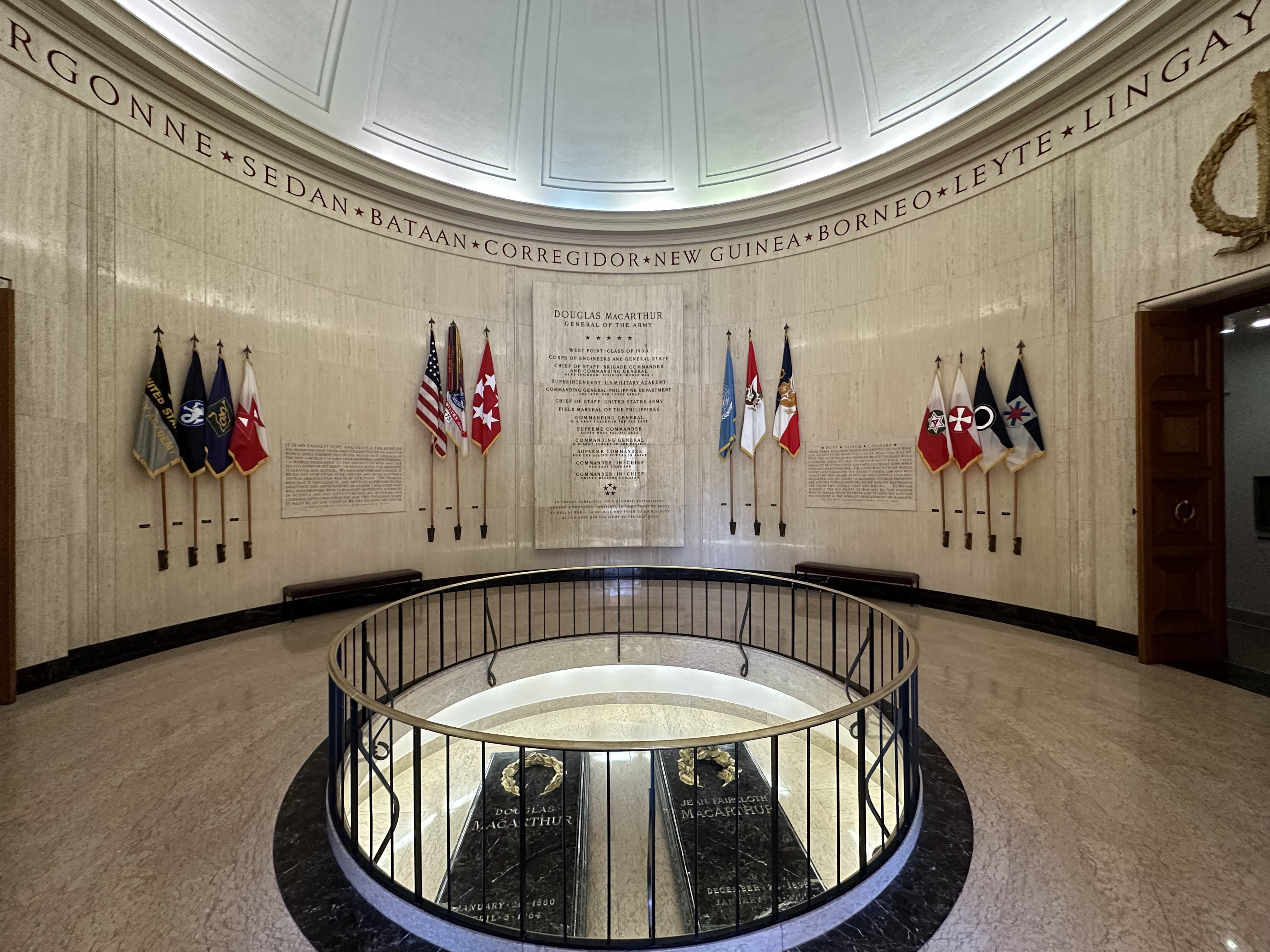
Tumba de Douglas e Jean MacArthur no MacArthur Memorial em Norfolk, Virgínia

Douglas MacArthur morreu no Walter Reed Army Medical Center em 5 de abril de 1964, de colangite biliar primária.  Kennedy autorizou um funeral de estado antes de sua própria morte em 1963, e Johnson confirmou a diretriz, ordenando que MacArthur fosse enterrado "com toda a honra que uma nação grata pode conceder a um herói que partiu".  Em 7 de abril, seu corpo foi levado para a cidade de Nova York, onde permaneceu em um caixão aberto no Park Avenue Armory por cerca de 12 horas. Naquela noite foi levado de trem para a  Washington Union Station e transportado por um cortejo fúnebre até o Capitólio, onde ficou exposto na rotunda do Capitólio dos Estados Unidos. Estima-se que 150 mil pessoas compareceram. 
MacArthur havia solicitado para ser enterrado em Norfolk, Virgínia, onde sua mãe nasceu e onde seus pais se casaram. Em 11 de abril, seu funeral foi realizado na Igreja Episcopal de São Paulo em Norfolk e seu corpo foi sepultado na rotunda da Prefeitura de Norfolk.  
Em 1960, o prefeito de Norfolk propôs usar fundos arrecadados por contribuições públicas para remodelar a antiga Prefeitura de Norfolk como um memorial ao General MacArthur e como um repositório para seus papéis, decorações e lembranças. Restaurado e remodelado, o MacArthur Memorial consiste em um complexo de três edifícios na MacArthur Square contendo nove galerias de museus cujo conteúdo reflete os 50 anos de serviço militar do general. No centro do memorial há uma rotunda. Em seu centro encontra-se uma cripta circular afundada com dois sarcófagos de mármore, um para MacArthur,  o outro para Jean, que continuou a viver nas Torres Waldorf até sua morte em 2000.
As Câmaras MacArthur em Brisbane, Austrália, abrigam o Museu MacArthur no 8º andar, onde MacArthur tinha seu escritório.
A maioria dos sul-coreanos considera MacArthur um herói que salvou o país duas vezes: uma vez em 1945 e outra em 1950. A cidade de Incheon ergueu uma estátua de MacArthur no Parque Jayu em 1957, que é considerada um símbolo de patriotismo.
O Edifício Dai-Ichi Seimei em Tóquio preservou o escritório do 6º andar de MacArthur como era de 1945 a 1951, durante seu mandato como Comandante Supremo das Potências Aliadas.

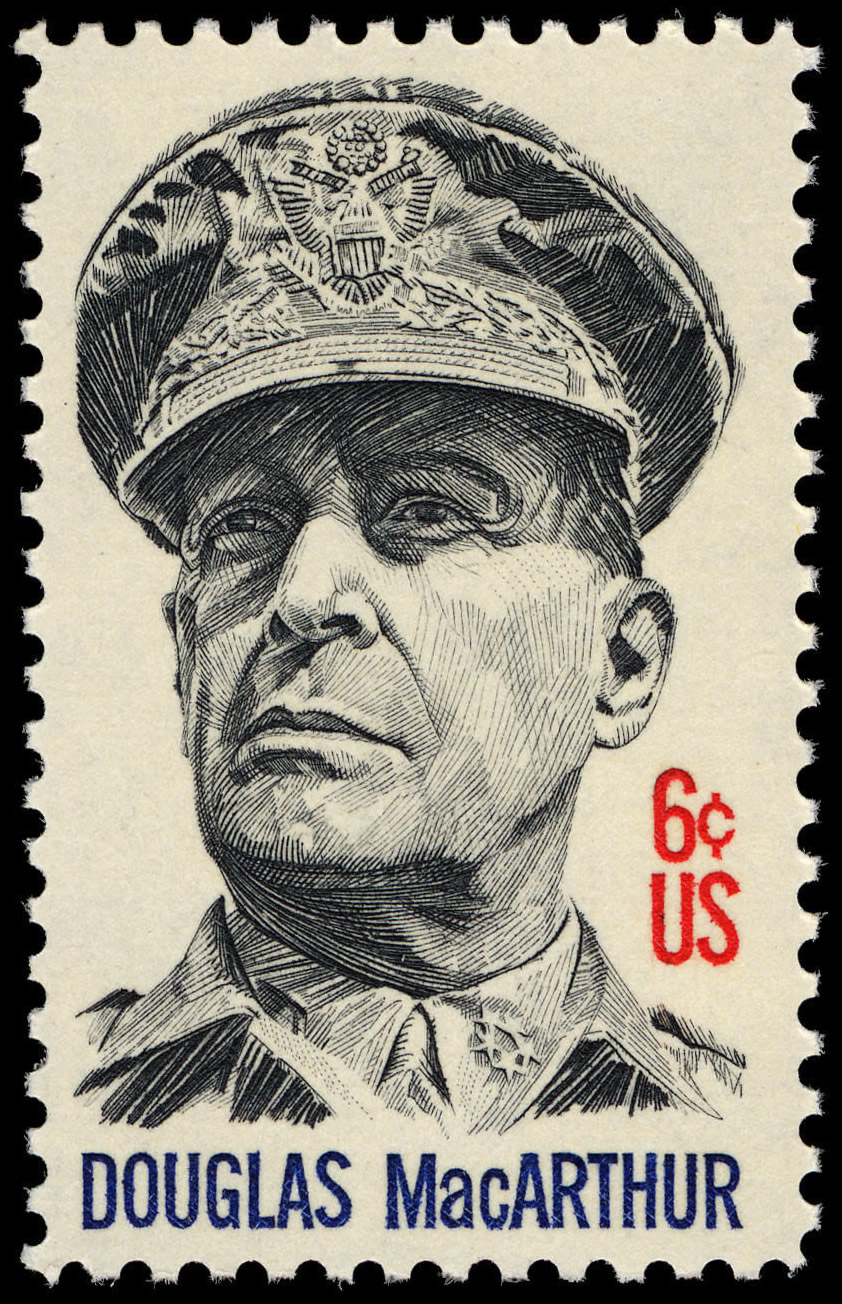
Selo postal comemorativo de MacArthur

MacArthur tem um legado contestado. Nas Filipinas, em 1942, sofreu uma derrota que Gavin Long descreveu como "a maior da história das guerras estrangeiras americanas".  Apesar disso:
...num período frágil da psique americana, quando o público americano em geral, ainda atordoado pelo choque de Pearl Harbor e incerto do que estava por vir na Europa, precisava desesperadamente de um herói, eles abraçaram de todo o coração Douglas MacArthur – bom exemplar de imprensa que ele era. Simplesmente não havia outras escolhas que chegassem perto de corresponder à sua mística, para não mencionar a sua evocativa posição de lobo solitário – algo que sempre ressoou entre os americanos.
Ele é altamente respeitado e lembrado até hoje nas Filipinas e no Japão. Em 1961, MacArthur viajou para Manila uma última vez e foi saudado por uma multidão entusiasmada de dois milhões.
O conceito de MacArthur do papel do soldado como incluindo assuntos civis, reprimindo motins e conflitos de baixo nível, foi rejeitado pela maioria dos oficiais que lutaram na Europa durante a Segunda Guerra Mundial, e depois viram o papel do Exército como lutar contra a União Soviética.  Ao contrário deles, nas suas vitórias na Nova Guiné em 1944, nas Filipinas em 1945 e na Coreia em 1950, ele lutou em menor número e confiou na manobra e na surpresa para ter sucesso.  O sinologista americano John King Fairbank chamou MacArthur de "nosso maior soldado". O marechal de campo britânico Visconde Alanbrooke, chefe do Estado-Maior Imperial da Grã-Bretanha, afirmou que MacArthur superou todos os seus generais americanos e britânicos contemporâneos, com a aprovação de Basil Liddell Hart e defendeu que a mistura de sua forte personalidade com sua compreensão de a tática, a mobilidade operativa e a visão colocaram-no nessa classe, igual ou até superior a Genghis Khan e Napoleão Bonaparte.  O Presidente da República da China, Chiang Kai-shek, elogiou-o como uma glória para os EUA, bem como para todas as pessoas que defendem a liberdade e a justiça.
Por outro lado, Truman observou certa vez que não entendia como o Exército dos EUA poderia "produzir homens como Robert E. Lee, John J. Pershing, Eisenhower e Bradley e ao mesmo tempo produzir Custers, Pattons e MacArthur".  Seu alívio para com MacArthur lançou uma longa sombra sobre as relações civis-militares americanas durante décadas. Quando Lyndon Johnson se encontrou com William Westmoreland em Honolulu em 1966, ele lhe disse: "General, tenho muita coisa em jogo com você. Espero que não faça um MacArthur para mim."  O alívio de MacArthur "deixou uma corrente duradoura de sentimento popular de que em questões de guerra e paz, os militares realmente sabem o que é melhor", uma filosofia que ficou conhecida como "MacArthurismo".
MacArthur continua sendo uma figura controversa e enigmática. Ele foi retratado como um reacionário, embora estivesse em muitos aspectos à frente de seu tempo. Ele defendeu uma abordagem progressista para a reconstrução do Japão, argumentando que todas as ocupações terminaram mal. Ele esteve muitas vezes fora de sintonia com os seus contemporâneos, como em 1941, quando afirmou que a Alemanha Nazista não poderia derrotar a União Soviética, quando argumentou que a Coreia do Norte e a China não eram meros fantoches soviéticos, e ao longo da sua carreira, na sua insistência em que a o futuro estava no Extremo Oriente. Como tal, MacArthur rejeitou implicitamente as noções contemporâneas dos brancos americanos de superioridade racial. Ele sempre tratou os líderes filipinos e japoneses com respeito, como iguais. Ao mesmo tempo, a sua sensibilidade vitoriana recuou ao arrasar Manila com bombardeamentos aéreos, uma atitude que a geração da Segunda Guerra Mundial considerava antiquada.  Quando questionado sobre MacArthur, Blamey disse: "As melhores e as piores coisas que você ouve sobre ele são verdadeiras." 

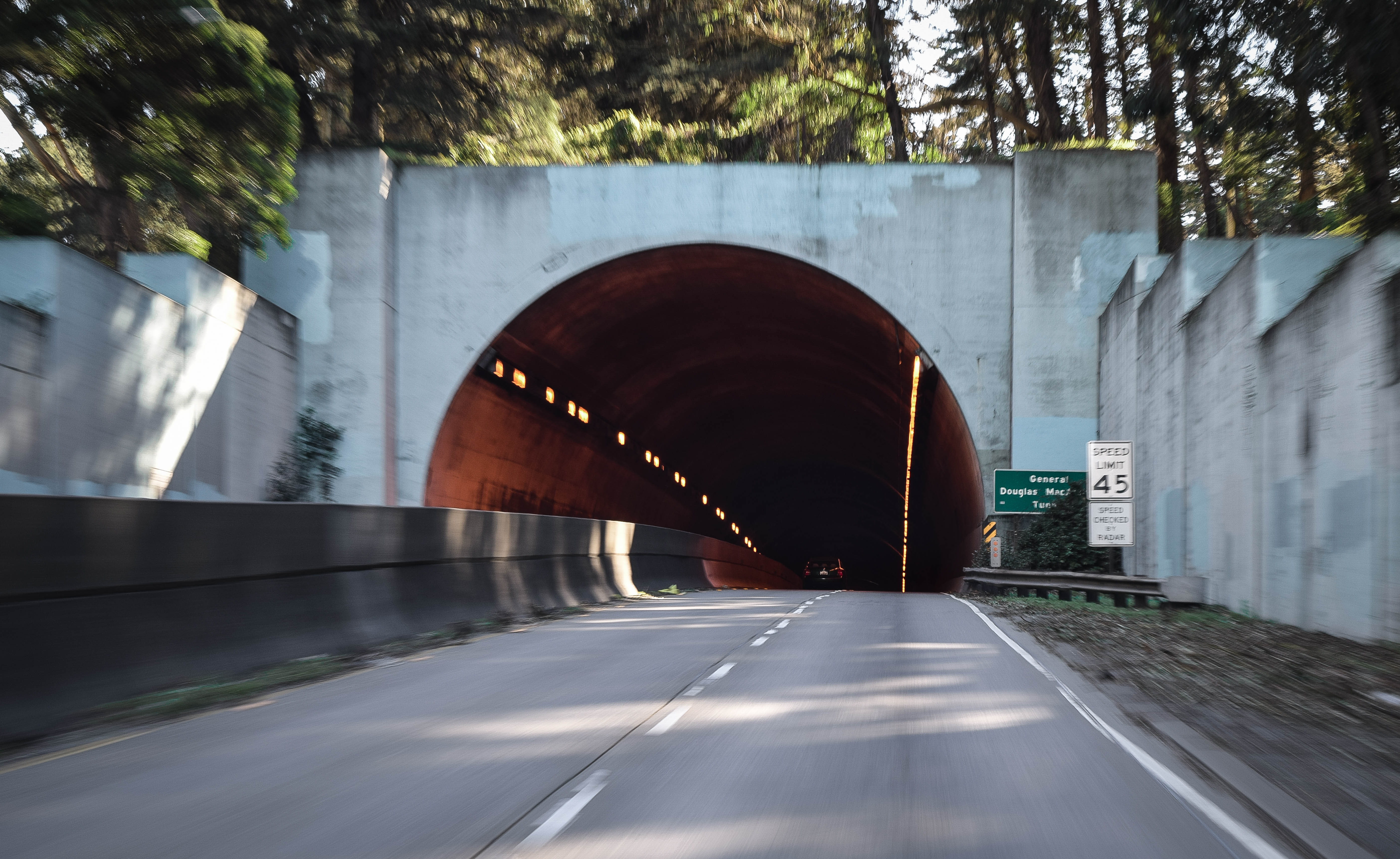
Entrada oeste do Túnel MacArthur em São Francisco, Califórnia

### Honras e prêmios

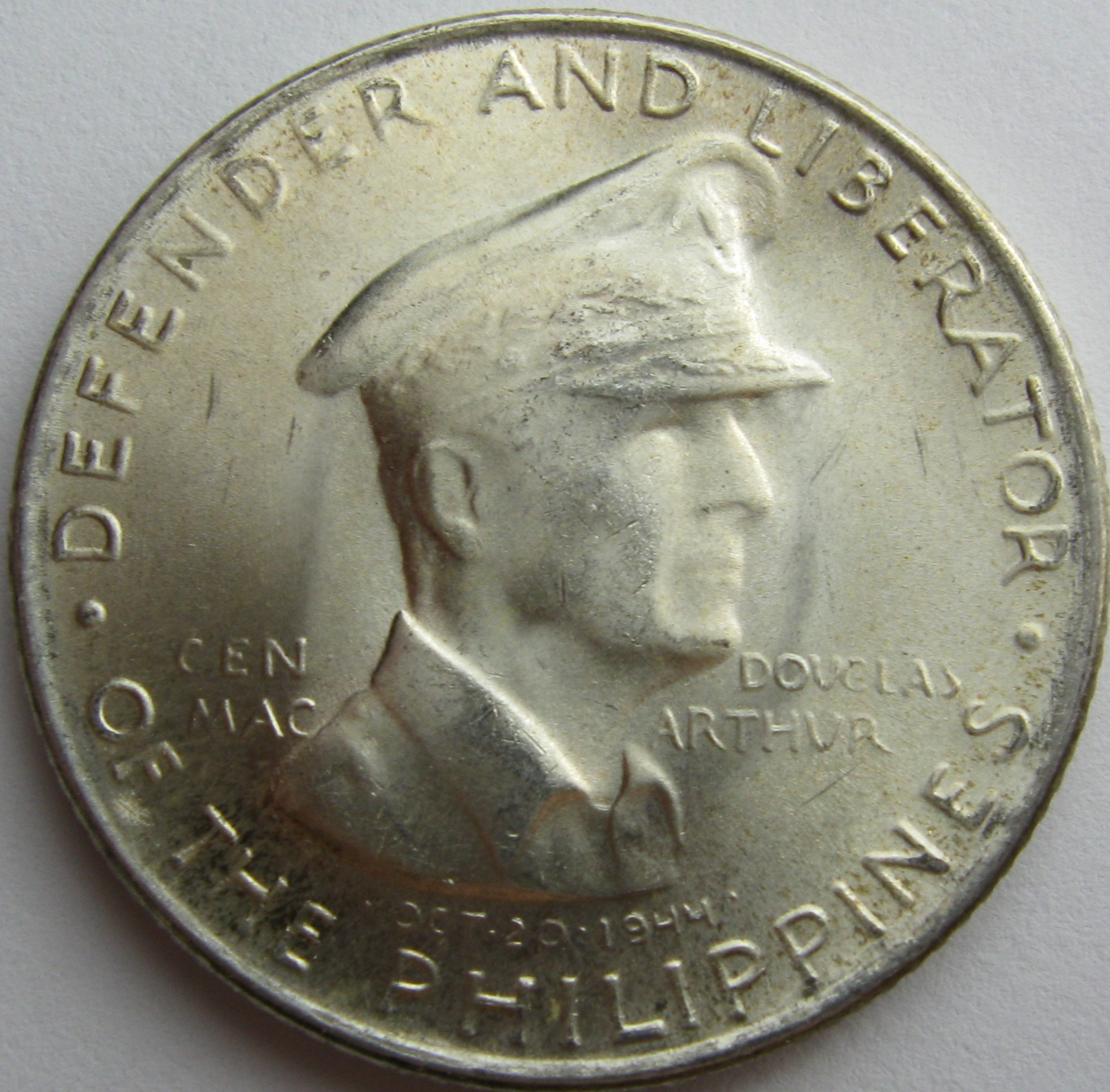
MacArthur foi objeto de duas moedas comemorativas com curso legal diferente nas Filipinas em 1947. As moedas filipinas de MacArthur também foram cunhadas em 1980, no 100º aniversário de seu nascimento, e em 2014, no 70º aniversário do desembarque em Leyte.

Durante sua vida, MacArthur ganhou mais de 100 condecorações militares dos EUA e de outros países, incluindo a Medalha de Honra, a Legião de Honra Francesa e a Croix de guerre, a Ordem da Coroa da Itália, a Ordem de Orange-Nassau da Holanda, o Cavaleiro Honorário da Grã-Cruz da Ordem do Banho da Austrália, e a Ordem do Sol Nascente com Flores Paulownia, Grande Cordão do Japão.
MacArthur era enormemente popular entre o público americano. Ruas, obras públicas, crianças e até um passo de dança receberam seu nome.  Um artigo da Time de 1961 dizia que "para os filipinos, MacArthur [era] um herói sem falhas". Em 1955, sua promoção a General dos Exércitos foi proposta no Congresso, mas a proposta foi arquivada.  
Desde 1987, os Prêmios de Liderança General Douglas MacArthur são apresentados anualmente pelo Exército dos Estados Unidos em nome da Fundação General Douglas MacArthur para reconhecer oficiais de nível de empresa (tenentes e capitães) e subtenentes juniores (subtenente um e subtenente dois) que demonstraram "dever, honra, pátria" em suas vidas profissionais e no serviço às suas comunidades. Cada premiado recebe um busto de bronze de MacArthur.
A Fundação General Douglas MacArthur apresenta o Prêmio MacArthur Cadet em reconhecimento aos cadetes de destaque da Associação de Faculdades e Escolas Militares dos Estados Unidos. O Prêmio MacArthur é concedido anualmente a alunos do último ano de aproximadamente 40 escolas militares. O prêmio foi criado para incentivar os cadetes a imitar as qualidades de liderança demonstradas por MacArthur quando estudante.
Desde 1989, o Comando de Cadetes do Exército dos EUA, em nome da Fundação General Douglas MacArthur, apresenta anualmente o Prêmio MacArthur aos 8 melhores programasd o Corpo de Treinamento de Oficiais da Reserva do Exército no país, entre 274 unidades ROTC seniores do Exército. O prêmio é baseado em uma combinação do desempenho da escola e de seus comandantes do ROTC para apoiar o programa, o desempenho de seus cadetes e sua posição na Lista da Ordem Nacional de Mérito do comando, e sua taxa de retenção de cadetes.
O Prêmio MacArthur de Liderança do Royal Military College of Canada em Kingston, Ontário, é concedido ao oficial cadete graduado que demonstra excelente desempenho de liderança com base no credo Dever-Honra-País e potencial para futuro serviço militar.

### Retratos na mídia
Vários atores retrataram MacArthur:
- Dayton Lummis em The Court-Martial of Billy Mitchell (1955)
- Henry Fonda em Collision Course: Truman vs. MacArthur (1976)
- Gregory Peck em MacArthur (1977)
- Laurence Olivier em Inchon (1981)
- John Bennett Perry em Farewell to the King (1989)
- James B. Sikking em In Pursuit of Honor (1995)
- Daniel von Bargen em Truman (1995)
- Robert Dawson em The Sun (2005)
- Tommy Lee Jones em Emperor (2012)
- Liam Neeson em Operation Chromite[453] (2016)
- Michael Ironside em Tokyo Trial (2016)
- Miguel Faustmann em Quezon's Game (2018)
- James Filbird em The Battle at Lake Changjin[454] (2021) e The Battle at Lake Changjin II[455] (2022)

## Cronologia de patentes
| Insígnia                 | Patente                       | Componente                          | Data                                                                   |
| ------------------------ | ----------------------------- | ----------------------------------- | ---------------------------------------------------------------------- |
| Nenhuma                  | Cadete                        | Academia Militar dos Estados Unidos | 13 de junho de 1899                                                    |
| Nenhuma insígnia em 1903 | Segundo-tenente, Engenheiros  | Exército Regular                    | 11 de junho de 1903                                                    |
|                          | Primeiro-tenente, Engenheiros | Exército Regular                    | 23 de abril de 1904                                                    |
|                          | Capitão, Engenheiros          | Exército Regular                    | 27 de fevereiro de 1911                                                |
|                          | Major, Engenheiros            | Exército Regular                    | 11 de dezembro de1915                                                  |
|                          | Coronel, Infantaria           | Exército Nacional                   | 11 de agosto de 1917 (Data de classificação: 5 de agosto de 1917)      |
|                          | Brigadeiro-General            | Exército Nacional                   | 11 de julho de 1918 (Data de classificação: 26 de junho de 1918)       |
|                          | Brigadeiro-General            | Exército Regular                    | 28 de fevereiro de 1920 (Data de classificação: 20 de janeiro de 1920) |
|                          | Major-general                 | Exército Regular                    | 17 de janeiro de 1925                                                  |
|                          | General                       | Temporário                          | 21 November 1930                                                       |
|                          | Revertido para Major-general  | Exército Regular                    | 1 de outubro de 1935                                                   |
|                          | General                       | Aposentados                         | 1 de janeiro de 1938                                                   |
|                          | Major-general                 | Exército Regular                    | 26 de julho de 1941 (Chamado de volta ao serviço ativo)                |
|                          | Tenente-general               | Exército dos Estados Unidos         | 27 de julho de 1941                                                    |
|                          | General                       | Exército dos Estados Unidos         | 22 de dezembro de 1941 (Data de classificação: 16 de setembro de 1936) |
|                          | General do Exército           | Exército dos Estados Unidos         | 18 de dezembro de 1944                                                 |
|                          | General do Exército           | Exército Regular                    | 23 de março de 1946                                                    |